# Personnages de Mario
Vous pouvez aider à l'améliorer ou bien discuter des problèmes sur sa page de discussion.
- Il peut contenir un travail inédit ou des déclarations non vérifiées. Vous pouvez l’améliorer en ajoutant des références. (Marqué depuis novembre 2021)

Vous pouvez aider à l'améliorer ou bien discuter des problèmes sur sa page de discussion.
- Il n’est pas rédigé dans un style encyclopédique. (Marqué depuis novembre 2021)
- Les sections « Anecdotes », « Autres détails », « Le saviez-vous ? », « Citations », « Autour de... », etc., peuvent être inopportunes dans les articles. Il convient, si ces faits présentent un intérêt encyclopédique et sont correctement sourcés, de les intégrer dans d’autres sections. (Marqué depuis novembre 2021)
- Il doit être recyclé. La réorganisation et la clarification du contenu sont nécessaires. (Marqué depuis novembre 2021)

Cette page est une liste des personnages de la série de jeux Mario.

## Personnages principaux

### Mario
Mario (マリオ, Mario) est le héros du Royaume Champignon. Malgré son apparence banale de plombier, Mario possède une très grande force et des capacités de sauts incroyables. Sa rapidité lui confère une grande habileté au combat. Mario est le personnage principal de la quasi-totalité des jeux de la série Super Mario. Il est aussi l'ennemi juré de Bowser. Il peut se transformer de plusieurs façons après avoir reçu des objets tels que le Super Champignon, la Fleur de feu et la Super étoile, il est courageux et peut venir à bout de n'importe quelle situation. Il est apparu pour la première fois dans Donkey Kong en 1981, au départ il était appelé sous le nom de Jumpman (littéralement : « homme qui saute ») ; il est rebaptisé Mario dans Donkey Kong Jr. sorti en arcade en 1982.

### Luigi
Luigi (ルイージ, Ruīji) est le frère de Mario qu'il assiste de temps en temps dans sa quête pour sauver la princesse Peach. Également plombier, Luigi est très semblable physiquement à Mario. Initialement, il se distingue uniquement par ses vêtements verts, en opposition au rouge de Mario, mais adopte par la suite des particularités plus marquées telles qu'une taille plus importante ou une façon différente de se mouvoir. Bien qu'il soit propriétaire d'un manoir hanté, il est très peureux et est de caractère naïf et maladroit. Il peut se transformer de plusieurs façons comme son frère. Il est apparu la première fois dans Mario Bros. en 1983, et est également le protagoniste des jeux de la série Luigi's Mansion dans laquelle il vide un manoir de fantômes.

### Peach
Princesse Peach (ピーチ姫, Pîchi hime) (Princess Toadstool aux États-Unis jusqu'en 1996 dans Super Mario 64) est la princesse du Royaume Champignon. Elle est parfois enlevée par Bowser et ses sbires, Mario aura donc pour mission de la sauver. Elle apparait la première fois dans Super Mario Bros. en 1985. Peach finira par être jouable pour la première fois dans Super Mario Bros. 2 et accompagnera parfois Mario dans ses aventures en tant qu’héroïne comme dans Super Mario 3D World, Super Mario RPG ou Super Mario Bros. Wonder. Elle possède également ses propres jeux : Super Princess Peach et Princess Peach : Showtime.

### Toad
Les Toad (キノピオ, Kinopio) sont les habitants du Royaume Champignon et sont des créatures de petites tailles. Les Toad existent en plusieurs couleurs : bleu, rouge, violet, jaune, vert et rose comme Toadette. Leur apparence vient du Super champignon, un des principaux power-ups de la série. Ils sont apparus pour la première fois dans Super Mario Bros. en 1985. Ils sont les personnages principaux du jeu Captain Toad: Treasure Tracker.

### Yoshi
Yoshi (ヨッシ, Yosshī) est un dinosaure ami de Mario. Il peut attraper des objets éloignés grâce à sa longue langue et les avaler pour ensuite pondre des œufs. Comme Toad, son espèce existe en plusieurs couleurs : bleu clair, bleu foncé, rose, violet, vert, jaune, noir, blanc et rouge. On peut le remarquer également grâce à son gros nez. Il est apparu pour la première fois dans Super Mario World en 1990, et est le personnage principal de la série Yoshi's Island où il doit sauver Bébé Luigi ou Bébé Mario, reprendre des fruits volés, récupérer des pelotes.

### Donkey Kong
Apparaît dans : Donkey Kong, Série Super Mario
Donkey Kong (ドンキーコング, Donkī Kongu) est un grand gorille portant une cravate. Il est le premier antagoniste de Mario. À l'époque, Donkey Kong enlevait Pauline, la petite amie de Mario, appelé Jumpman à l'époque. D'autres personnages de Donkey Kong font aussi des apparitions dans les jeux dérivés.

### Daisy
Apparaît dans : Super Mario Land, Super Smash Bros. Ultimate.
Princesse Daisy est la princesse de Sarasaland. Elle est très amie avec la princesse Peach. Elle serait également amoureuse de Luigi.

## Personnages secondaires

### A

#### Abeilles
Apparaissent dans : Super Mario Galaxy, Super Mario Galaxy 2
Les abeilles sont les soldats de la Reine des Abeilles ; elles portent une lance et une fourrure autour du cou.

### B

#### Bébé Daisy
Apparaît dans : Mario Kart, Super Mario Stadium Baseball,
Bébé Daisy est la version enfantine de la Princesse Daisy. Elle est présente dans la plupart des jeux qui suivent.
Dans Super Smash Bros. for Nintendo 3DS / for Wii U, il y a un trophée d'elle avec Bébé Mario.

#### Bébé Harmonie
Apparaît dans : Mario Kart
Bébé Harmonie (Bébé Rosalina au Québec) est la version enfantine de Harmonie. C'est un personnage exclusif à la série Mario Kart.

#### Bébé Luigi
Apparaît dans : Série Yoshi's Island, Mario Kart, Mario et Luigi : Les Frères du temps
Bébé Luigi est la version enfantine de Luigi.
Dans Super Mario World 2: Yoshi's Island, il faut le libérer ainsi que tous les autres bébés des griffes de Kamek et de Bébé Bowser.
Dans Mario et Luigi : Les Frères du temps, il est l'un des protagonistes.

#### Bébé Mario
Apparaît dans : Série Yoshi's Island, Mario Golf, Mario Kart, Mario et Luigi : Les Frères du temps
Bébé Mario est la version enfantine de Mario.
Dans Super Mario World 2: Yoshi's Island, il aide des Yoshis à libérer Bébé Luigi et les autres bébés.
Dans Mario et Luigi : Les Frères du temps , il fait partie des protagonistes. Il doit sauver le passé et le présent des Xhampis.

#### Bébé Peach
Apparaît dans : Mario et Luigi : Les Frères du temps, Mario Kart, Yoshi's Island DS, Super Mario Stadium Baseball, Mario Tennis Open
Bébé Peach est la version enfantine de la Princesse Peach.
Dans Mario et Luigi : Les Frères du temps, elle est gardée par Papy Champi jeune qui la protège des Xhampis.
Dans Yoshi's Island DS, Yoshi peut la porter et où elle a la capacité de nous faire voler dans les courants d'air en utilisant son ombrelle.
Dans Super Smash Bros. Brawl et Super Smash Bros. for Nintendo 3DS / for Wii U, elle a des trophées à son effigie.

#### Bébé Wario
Apparaît dans : Yoshi's Island DS
Bébé Wario est la version enfantine de Wario.
Contrairement à son futur, Bébé Wario est gentil car il aide Yoshi et ses amis à libérer Bébé Luigi. Sa capacité est qu'avec son gros aimant, il attire les objets métalliques dont les pièces, ce qui montre pourquoi Wario est obsédé par l'argent.

#### Bébé Yoshi
Apparaît dans : Super Mario World, New Super Mario Bros. U, New Super Luigi U
Bébé Yoshi est la version enfantine de Yoshi.
Dans Super Mario World et Super Mario Advance 2: Super Mario World, Ils grandissent après avoir mangé 5 ennemis.
Dans New Super Mario Bros. U et New Super Luigi U, il en existe plusieurs sortes :
- Bébé Yoshi Bulle crache des bulles sur les ennemis pour les neutraliser.
- Bébé Yoshi Baudruche (Bébé Yoshi Ballon au Québec) gonfle pour permettre au personnage qui le tient de légèrement flotter.
- Bébé Yoshi Lumineux éclaire les endroits sombres. Si on finit un niveau avec eux, ils donneront de 1 à 3 vies supplémentaires.

#### Billy Banane
Apparaît dans : Super Mario Galaxy 2
Billy Banane est un singe bleu avec des lunettes de soleil. Il possède des Super Étoiles qu'il donnera au joueur après avoir réussi ses défis.

#### Blocdogue
Apparaît dans : Mario et Luigi : Voyage au centre de Bowser
Blocdogue (Bloco au Québec) est le chien de Charlie Bloc.
Dans Mario et Luigi : Voyage au centre de Bowser, Il est combattu à la plage Kari-Kari. Une fois les douze Chablocs récupérés, il peut être utilisé pour l'attaque Furie Blocdogue.
Dans Mario and Luigi: Dream Team Bros, il apparaît juste au début du jeu pour la lettre du Docteur Coltard.

#### Bob-omb rose
Apparaît dans : Super Mario 64, Super Mario Galaxy 2
Les Bob-omb rose sont des Bob-omb pacifiques dont la spécificité est de ne pas avoir de mèche.

#### Boo
Boo (テレサ) est un personnage qui marque sa première apparition dans Super Mario Bros. 3,. Il est régulièrement utilisé comme élément visuel ou de gameplay dans la série Super Mario Bros. ainsi que dans d'autres séries de jeux, telles que Mario Kart, Yoshi ou encore Luigi's Mansion,.
Son créateur, Takashi Tezuka, a pensé à ce personnage avec une situation de sa vie quotidienne, via un changement de comportement brusque, les Boo étant très gentils de face et terrifiants de dos,.
Boo apparaît pour la première fois dans Super Mario Bros. 3 dans le deuxième monde du jeu, dans le niveau de la forteresse, situé entre les niveaux 2.2 et 2.3. Boo possède une particularité, il pourchassera Mario s'il lui tourne le dos, mais restera statique si Mario se déplace vers lui. Les Boo réapparaissent plus tard dans le jeu, toujours dans les forteresses.
Boo revient dans Super Mario World paru en 1990, il est toujours accompagné par d'autres Boo et tous gardent la même mécanique d'attaque. Ils se présentent sous différentes formes, notamment Big Boo, reconnaissable par la taille de son sprite. Les petits Boo, nommés « Boo Buddies », apparaissent tout d'abord dans les niveaux « Donut Ghost House » et Big Boo dans le niveau « Donut Secret House ». Dans le niveau « Chocolat Ghost House », certains Boo se transforment en petits blocs dans lesquels Mario peut se servir comme plate-forme. La mécanique est la même que les Boo classiques, si Mario est de dos, Boo s'approche pour l'attaquer, si Mario est face à Boo, le fantôme se transforme en bloc.
En 1992, Nintendo publie Super Mario Land 2: 6 Golden Coins sur Game Boy. Boo apparaît dans la zone « Pumpkin » du jeu.
Sorti au Japon le 23 juin 1996, Super Mario 64 contient un niveau dédié à Big Boo, le cinquième du jeu, le « Manoir de Big Boo ». Ce niveau est gardé par le plus gros des Boos qui rôdent dans la cour du château. Une fois vaincu, Boo laisse tomber une petite cage contenant le niveau, Mario est téléporté lorsqu'il saute dessus.
Les fantômes Boos reviennent sur GameCube en 2002 avec le titre Super Mario Sunshine, dans le monde de la « Plage Sirena » dans le troisième niveau, « Mystérieux Hôtel Delfino ». Deux espèces de Boo apparaissent dans ce niveau, les Boo classiques de couleur blanche puis les Boos de couleur rose. Comme dans Super Mario World, le principe du Boo qui se transforme en plate-forme est repris, Mario doit arroser les Boos de couleur rose pour pouvoir s'en servir comme plate-forme.
Dans Super Mario Galaxy et Super Mario Galaxy 2, Mario peut se transformer en Boo, lui permettant de flotter dans les airs et de passer à travers les murs,,. Le premier Super Mario Galaxy introduit un nouveau type de Boo appelé « Bomb Boo », il possède le même design qu'un Boo classique mais la palette de couleur change, la couleur noire est utilisée pour Bomb Boo et ses dents et ses yeux sont de couleur jaune,. Un autre Boo est introduit dans le jeu, il est unique et se fait baptiser Spooky Speedster, il porte un casque avec une visière orange et défie Mario dans une course.
Le premier épisode de la série Mario Kart est publié sur Super Nintendo en 1992 sous le titre de Super Mario Kart. Le jeu contient trois circuits (Vallée Fantôme 1, 2 et 3) basés sur le monde « Donut Ghost House » provenant de Super Mario World avec une foule de « Boo Buddies » dans le décors.
En 1996, Mario Kart 64 est publié sur Nintendo 64. Le personnage de Boo apparaît dans le décors du circuit Ponton lugubre, similaire aux circuits Vallée Fantôme sur Super Nintendo. Dans Mario Kart 64, Boo est intégré dans les objets du jeu. Si le joueur tombe dessus, il devient intangible, et cela lui permettra également de voler un objet de l'adversaire le plus proche.
Dans Mario Kart: Super Circuit, publié en 2001 sur Game Boy Advance, Boo sert toujours d'objet et garde les mêmes propriétés que dans Mario Kart 64, avec un petit ajout : l'objet peut ralentir le joueur en tête de la course. Il possède également son propre circuit, Lac Boo, disponible via la Coupe Fleur.
Dans Mario Kart: Double Dash!! sorti en 2003 sur GameCube, le Roi Boo marque sa première apparition en tant que personnage jouable dans la série Mario Kart. Il s'agit d'un personnage secret à débloquer. Il revient ensuite en 2008 dans Mario Kart Wii, puis dans Mario Kart 8 Deluxe en 2017 et Mario Kart Tour en 2019, faisant de lui un personnage récurrent dans la série.
Dans Luigi's Mansion, les Boos sont les ennemis principaux du jeu, le Roi Boo fait office de chef des Boos. Le jeu compte 50 Boos, ils se cachent dans les nombreuses pièces du manoir et possèdent chacun leur propre nom et nombre de point de vie.

### C

#### Cappy

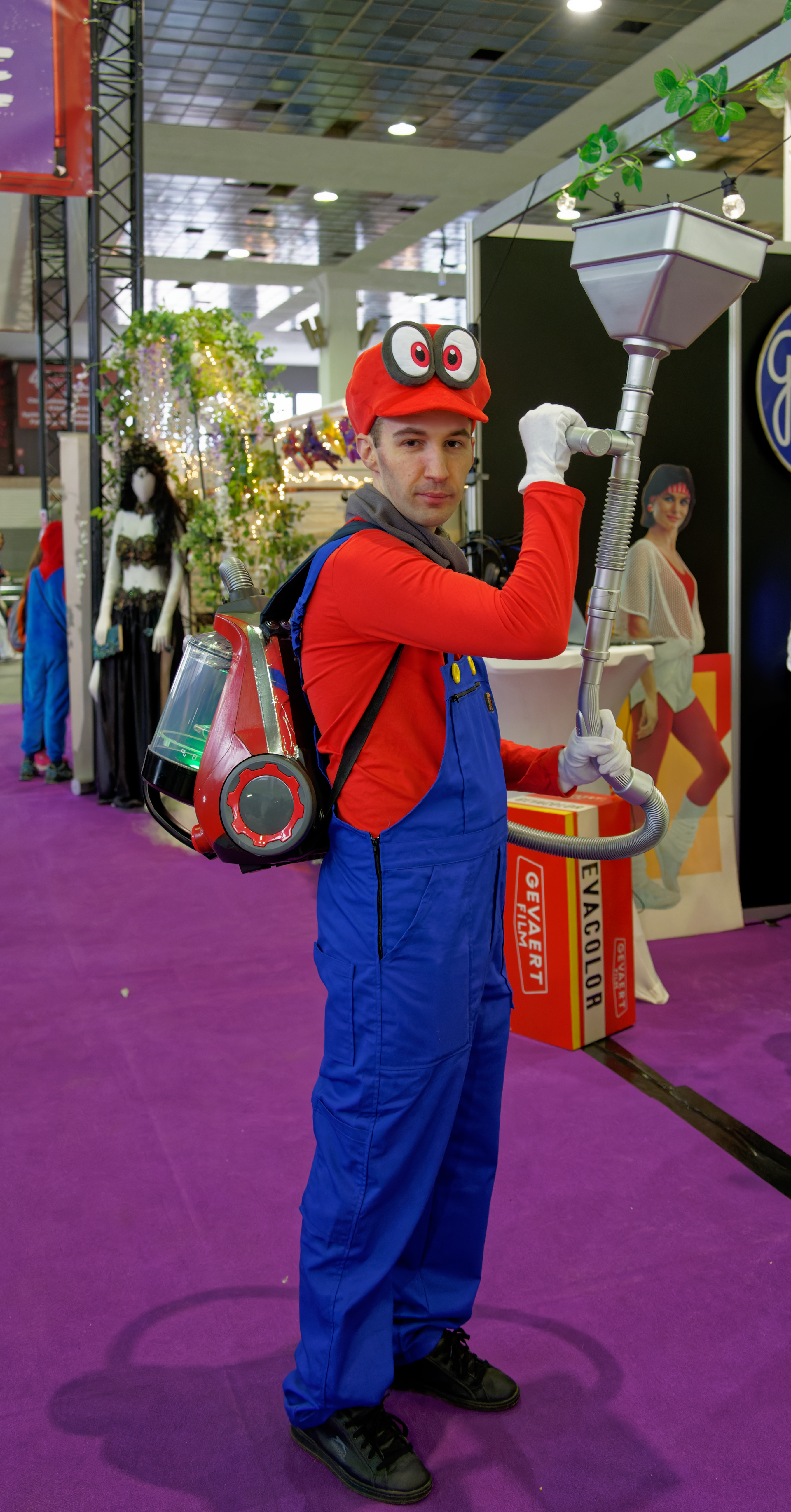
Cosplay de Mario, avec sa casquette possédée par Cappy, à la Made in Asia 2022, en Belgique.

Apparaît dans : Super Mario Odyssey
Cappy est un personnage ressemblant à un fantôme, avec un haut-de-forme et un petit corps blanc avec des grands yeux.
Dans Super Mario Odyssey, il aide Mario, car Bowser a enlevé sa sœur Tiara. il prend possession de la casquette de Mario et l'accompagne lors de son aventure. Grâce à lui, Mario peut lancer sa casquette sur les objets, les pièces et les ennemis. Lorsqu'il est jeté sur les ennemis, Cappy prend possession des ennemis et Mario se « chapimorphose » (transforme) en l'ennemi.

#### Charlie Bloc
Apparaît dans : Série Mario and Luigi
Charlie Bloc (Monsieur du Bloc au Québec) est un personnage récurrent à l'accent anglais.
Dans la série Mario et Luigi: Voyage au centre de Bowser et Mario and Luigi: Dream Team Bros., il sert de tutoriel.
Dans Mario et Luigi : Voyage au centre de Bowser, il demande à Bowser de retrouver les douze Chablocs.

#### Cranky Kong
Apparaît dans : Donkey Kong Country
Cranky Kong est le père de Donkey Kong. C'est un vieux gorille qui possède une longue barbe blanche, une canne en bois et des petites lunettes.
Cranky Kong serait le premier ennemi de Mario dans le jeu Donkey Kong. En effet, il s'agirait de l'original Donkey Kong, qui capture Pauline (selon les jeux Donkey Kong Country de Rare).

### D

#### Donkey Kong Jr.
Apparaît dans :Yoshi's Island DS, Super Mario Stadium Baseball
Donkey Kong Jr. version enfantine de Donkey Kong.
Il apparaît pour la première fois dans Yoshi's Island DS où il fait partie des bébés que Yoshi peut avoir sur son dos. Sa capacité dans ce jeu est de pouvoir s'accrocher aux lianes.

#### Diddy Kong
Apparaît dans : Mario Golf: Toadstool Tour.
Diddy Kong est un petit chimpanzé, ami de Donkey Kong, qui le suit dans toutes ses aventures. Il est le personnage principal du jeu Diddy Kong Racing.

#### Dixie Kong
Apparaît dans : Donkey Kong Country 2: Diddy's Kong Quest
Dixie Kong est une amie de Diddy Kong. Elle possède une immense queue de cheval qui lui permet de planer dans les airs quelques secondes. Elle a une petite sœur du nom de Tiny Kong.

### E

#### Étoile d'or
Apparaît dans : Série Mario and Luigi
Étoile d'or, surnommée Chippy par Bowser, est une boule jaune avec une paire de chaussures brun et une étoile sur la tête qui varie de luminosité selon son humeur. Il s'agît d'un esprit des étoiles féminin. Elle sert de guide aux protagonistes.
Dans Mario & Luigi: Superstar Saga + Les Sbires de Bowser, on peut la recruter comme sbire où elle passe ses vacances à Végésia.

### F

#### Fées Libella
Apparaît dans : Super Mario 3D World, Mario Tennis: Ultra Smash
Les fées Libella (ようせい, Yōsei) sont de petites fées habitant au Royaume Libella, qui est gouverné par les sept Princesses Libella.

#### Fourretout
Apparaît dans : Mario et Luigi : Les Frères du temps
Fourretout est une valise vivante que le Professeur Karl Tastroff a inventé.

#### Funky Kong
Apparaît dans : Mario Kart Wii, Donkey Kong Country: Tropical Freeze
Funky Kong est le meilleur ami de Donkey Kong. Il sert souvent aux Kong pour voyager entre les mondes.

### G

#### Geno
Apparaît dans : Super Mario RPG: Legend of the Seven Stars
Geno est une poupée en bois animée par la puissance d'une étoile avec un vrai nom imprononçable. Il est très rapide.
Dans Super Mario RPG: Legend of the Seven Stars, il est un protagoniste qui se joindra à Mario pour réparer la route étoile.

#### Gluigi
Apparaît dans : Série Luigi's Mansion
Gluigi est un clone de Luigi. Il est fait uniquement de gluant, d'où son nom.
Dans Luigi's Mansion, il permet à un second joueur de jouer.
Dans Luigi's Mansion 3, Gluigi est primordial à l'aventure. En effet, bien qu'il puisse à nouveau être contrôlé par un second joueur, on peut aussi alterner entre Luigi et Gluigi en solo. Gluigi étant composé de gluant, ses faiblesses sont l'eau et le feu. En revanche, il peut traverser les pics ou se glisser dans des grilles d'aération, ce que Luigi ne peut pas faire.

### H

#### Harmonie
Apparaît dans : Super Mario Galaxy, Super Mario Galaxy 2, Série Mario Kart, Série Mario Party, Série Mario et Sonic aux jeux olympiques
Harmonie (Rosalina au Québec) est une jeune femme blonde vêtue d'une robe bleue. Les Lumas la considèrent comme leur mère. Exploratrice interstellaire, la princesse Harmonie porte sur la tête sa couronne, ses boucles d'oreille et à la main gauche, sa baguette magique.
Dans Super Mario Galaxy, elle aide Mario dans sa quête du sauvetage de la Princesse Peach et apparaît comme personnage secondaire dans Super Mario Galaxy 2.

### K

#### Koussinos
Apparaît dans : Mario and Luigi: Dream Team Bros.
Ce sont les habitants de l'île Koussino que l'on doit délivrer dans Mario and Luigi: Dream Team Bros.. Il y a plusieurs sortes de Koussino.

#### Kylie Koopa
Apparaît dans : Mario et Luigi : Les Frères du temps, Mario and Luigi: Dream Team Bros.
Kylie Koopa est une journaliste Koopa, elle est très passionnée par la photographie.
Dans Mario et Luigi : Les Frères du temps, elle rencontre les protagonistes sur l'Île des Yoshi en essayant d'attraper le meilleur scoop possible.
Dans Mario and Luigi: Dream Team Bros., elle a une maison à Évolis et donne des puzzles à résoudre à Mario et Luigi. Elle ne se souvient plus des frères plombiers, alors que des cadres représentants des Xhampis l'entourent.

### L

#### Lubba
Apparaît dans : Super Mario Galaxy 2
Lubba est un gros Luma violet qui porte un caleçon bleu, et passe son temps à faire des blagues. Il appelle Mario « petit mousse » et a souvent un langage de pirate. Lubba a déjà rencontré Harmonie dans le passé sans connaître son identité.
Dans Super Mario Galaxy 2, il est le capitaine du vaisseau Mario.

#### Luigi de Papier (Paper Luigi)
Apparaît dans : Paper Mario
Alter-égo en papier de Luigi dans les Paper Mario à la manière du Mario de Papier. Dans Paper Mario il reste à surveiller la maison. Dans La Porte Millénaire, il est dans Port-lacanaille avec un partenaire et dans des lieux différents selon où vous êtes dans le jeu, racontant qu'il sauve un royaume. Il devient contrôlable dans Super Paper Mario et où Dimensio le transforme en Mister L. Il est trouvable un peu partout dans Sticker star et Color Splash en plus d'aider Mario à pénétrer et s'échapper du château de Bowser avec son Kart et revient avec dans Origami King pour aller au festival de Toadville et aider Mario. Dans Paper Jam Bros., on le voit sur l'écran supérieur en train d'écouter la radio sur un transat au bord de la mer dans le Jukebox qu'on déverrouille après avoir fini une première fois le jeu.

#### Luma
Apparaît dans : Super Mario Galaxy, Super Mario Galaxy 2, Série Mario Tennis, Série Super Smash Bros., Dr. Mario World
Les Luma sont les enfants adoptifs d'Harmonie (ou enfants étoiles). Leur physique est semblable à celui d'une petite étoile. ils donnent principalement des conseils ou des informations à Mario dans les niveaux.
Dans Mario Tennis Open, Mario Tennis Aces et Dr Mario World, Il s'agit d'un personnage jouable 
Il apparaît aussi dans la série de jeux Super Smash Bros. aux côtés d'Harmonie.

##### Lumalee
Lumalee est un Luma bleu apparaissant uniquement dans Super Mario Bros., le film . Il est généralement extrêmement sarcastique et tient des propos parfois dérangeants : il semble d'ailleurs heureux de mourir et semble déçu lorsque Mario vient sauver son frère, et donc les autres prisonniers de Bowser. Il n'y a qu'à la fin du film qu'il semble enfin heureux et joue du saxophone de façon très entraînante et joyeuse, contrairement à ce que l'on a pu voir précédemment.

### M

#### Mallow
Apparaît dans : Super Mario RPG: Legend of the Seven Stars
Mallow est un garçon nuage, fils du Roi et de la Reine Nimbus, et Prince de Nimbus Land.
Dans Super Mario RPG, il est le premier allié à accompagner Mario dans son aventure.

#### Mario de métal
Apparaît dans : Super Smash Bros., Mario Golf, Mario Tennis, Mario Sports Superstars, Série Mario Kart, Super Mario 64
Mario de métal apparaît en tant que Mini Boss dans Super Smash Bros.. Il est un rival de Mario.
Dans Super Mario 64, il apparaît en transformation de Mario pour aller dans les fonds marins sans pouvoir nager.

#### Mario de Papier (Paper Mario)
Apparaît dans : Série Paper Mario, Mario and Luigi: Paper jam Bros.
Alter-ego en papier de Mario qui apparaît dans les Paper Mario. Il est exactement comme le Mario "Classique" mais en Plat ce qui l'empêche de mourir écrasé, et lui permet de passer à travers des barreaux et de se plier.

### P

#### Papy Champi
Apparaît dans : Super Mario Sunshine, Mario and Luigi, Mario Party, Super Princess Peach, Mario Tennis, Super Smash Bros. Brawl, Super Smash Bros. for Nintendo 3DS / for Wii U, Mario Kart: Double Dash!!, Mario Superstar Baseball, Super Mario Stadium Baseball
Papy Champi est un Toad, le maire de Champiville (à Toadville) et l’intendant du Royaume Champignon ; il assiste la Princesse Peach. Il a des pouvoirs magiques, mais ne s’en sert jamais. Il a 60 ans et est encore en pleine forme. Il est souvent incapable de protéger la princesse et Mario doit alors intervenir pour sauver la princesse et le peuple champignon. Il a des moustaches blanches, des lunettes, une canne, un champignon marron et un veston violet.

#### Pauline
Pauline a des cheveux bruns et une robe moulante rouge longue jusqu’à ces chevilles. Elle a des lèvres pulpeuses et rouges, du mascara, des yeux bleus. Elle est l’ex-petite amie de Mario.
Apparaît dans : Donkey Kong, Super Smash Bros. Brawl, Super Smash Bros. for Nintendo 3DS / for Wii U, Mario vs. Donkey Kong, Super Mario Odyssey, Mario Tennis Aces, Mario Kart Tour, Mario Golf: Super Rush, Mario Strikers: Battle League Football, Mario Kart 8 Deluxe, Super Mario Party Jamboree, Mario Kart World, Donkey Kong Bananza.
Pauline est une demoiselle en détresse et une héroïne, première petite amie de Mario. Avec ce dernier et Donkey Kong, elle est un des tout premiers personnages de jeux Nintendo.
Pauline était à l'origine nommée Lady au Japon. Le nom « Pauline » a été choisi pour le personnage pendant la distribution du jeu en Amérique du Nord, d'après Polly James, la femme du responsable d'entrepôt de Nintendo of America, Don James.
Dans le jeu Donkey Kong, Pauline est retenue captive par Donkey Kong. Mario fait alors son apparition sous le nom de Jumpman avec l'objectif de faire l'ascension d'un site en construction, en évitant les tonneaux que lui jette Donkey Kong, pour parvenir à la sauver. Sur le chemin, le joueur peut ramasser plusieurs articles féminins (un chapeau, un sac à main et une ombrelle) que Pauline a lâchés en tant que points bonus.
Dans Super Mario Odyssey, elle tient le rôle de maire de New Donk City.
Dans Mario Tennis Aces, elle est introduite en tant que personnage jouable pour la toute première fois, dans lequel elle officie en tant que personnage de type vitesse.
Elle réapparaît en tant que maire de New York dans Super Mario Bros., le film.

#### Peachette
Apparaît dans : New Super Mario Bros. U Deluxe, Super Smash Bros. Ultimate, Mario Kart Tour, Mario Kart 8 Deluxe
Peachette est une transformation de Toadette lorsqu'elle récupère une Super Couronne. Sous cette apparence, elle ressemble à la Princesse Peach.

#### Pingouin

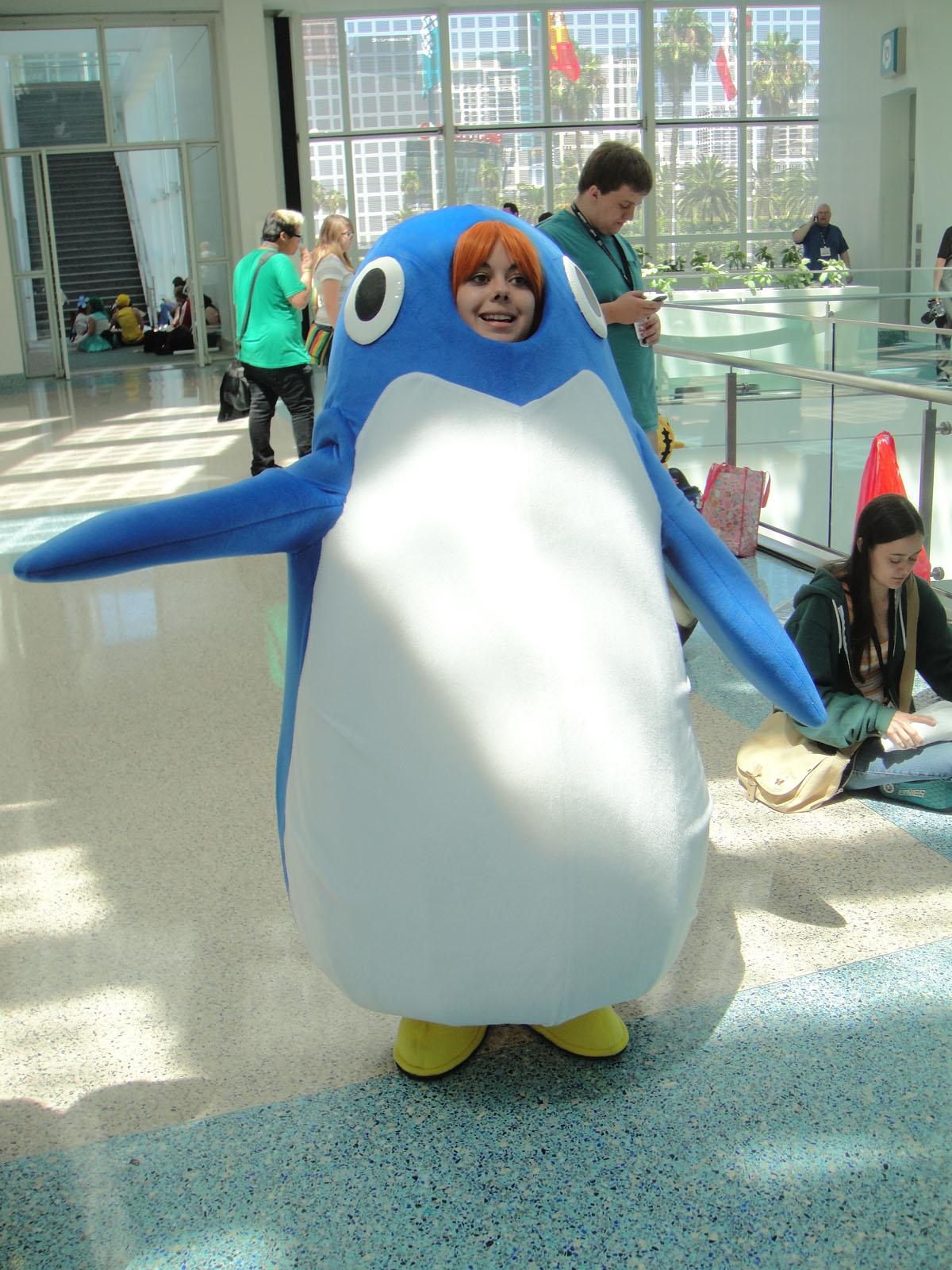
Cosplay de Pingouin à l'Anime Expo 2011, aux États-Unis.

Apparaît dans : Super Mario 64, Super Mario 64 DS, Super Mario Galaxy, Super Mario Galaxy 2, Série Mario Kart, Mario Party
Les Pingouins sont des PNJ apparaissant fréquemment dans les jeux Mario ; parfois en tant qu'obstacle, parfois en tant qu'aide. Leur première apparition remonte à Mario is Missing!. Dans les jeux Mario Kart et Mario Party, ils sont des obstacles. Un Pingouin apparaît également comme personnage jouable dans Mario Kart World.
Ils apparaissent enfin dans Super Mario Bros., le film.

#### Plessie
Apparaît dans : Super Mario 3D World,
Plessie est un grand plésiosaure orange, avec une crinière et une queue bleu, et qui porte également un foulard rouge. Plessie a eu un équivalent bleu avec un masque de plongée nommée Dorrie dans Super Mario 64, Super Mario 64 DS, New Super Mario Bros. et Super Mario Odyssey.
Dans Super Mario 3D World, il faut le chevaucher et le guider pour aider Mario et sa bande à traverser les différentes rivières du jeu.

#### Prince Tédibert
Apparaît dans : Mario and Luigi: Dream Team Bros., Super Smash Bros. Ultimate (esprit)
Tédibert (Rêvebert au Québec) est le prince du peuple Koussino, il accompagne Mario, Luigi et Étoile d'or pour arrêter Antasma et Bowser. Étoile d'or le surnomme Tête-de-Bert.

#### Professeur Karl Tastroff
Apparaît dans : la série Luigi's Mansion, Mario and Luigi: Superstar Saga, Mario et Luigi : Les Frères du temps
Le Professeur Karl Tastroff est un chercheur expérimenté et scientifique brillant possédant des connaissances dans divers domaines et apportant souvent de l'aide à Mario et Luigi grâce à ses connaissances. Il fait beaucoup de recherches sur le paranormal. Il est le mentor de Luigi.
Il est généralement appelé K. Tastroff (pour obtenir un jeu de mots avec catastrophe).

### R

#### Reine des abeilles
Apparaît dans : Super Mario Galaxy, Super Mario Galaxy 2, Mario Kart 7, Dr. Mario World & Super Mario 3D All-Stars
La Reine des abeilles est une énorme abeille régnant sur le royaume des Abeilles. Apparue pour la première fois dans Super Mario Galaxy, elle réapparaît ensuite dans Super Mario Galaxy 2 et devient jouable pour la première fois dans Mario Kart 7 en tant que personnage lourd à débloquer. Elle apparaît également dans Dr. Mario World en tant que personnage assistant.

### T

#### Tiara
Apparaît dans : Super Mario Odyssey
Tiara est un personnage qui ressemble à un diadème. Elle est la sœur de Cappy. Elle a été enlevée par Bowser, afin de servir de diadème à Peach pour le mariage.

#### Tiny Kong
Apparaît dans : Donkey Kong 64, Diddy Kong Racing DS, Super Mario Stadium Baseball
Tiny Kong est la sœur cadette de Dixie Kong.
Dans Donkey Kong 64, elle est petite, a un air enfantin, et est habillée d'une salopette bleue.
Dans Diddy Kong Racing DS et Super Mario Stadium Baseball, son apparence a changé : Elle est plus grande, et porte un débardeur et des sandales.

#### Toadbert
Apparaît dans : Mario et Luigi : Les Frères du temps, Mario et Luigi: Voyage au centre de Bowser
Toadbert est un Toad avec des lunettes et une tête bleue à pois blancs. Il porte une cravate jaune. Il est très sérieux et intelligent.

#### Toadette

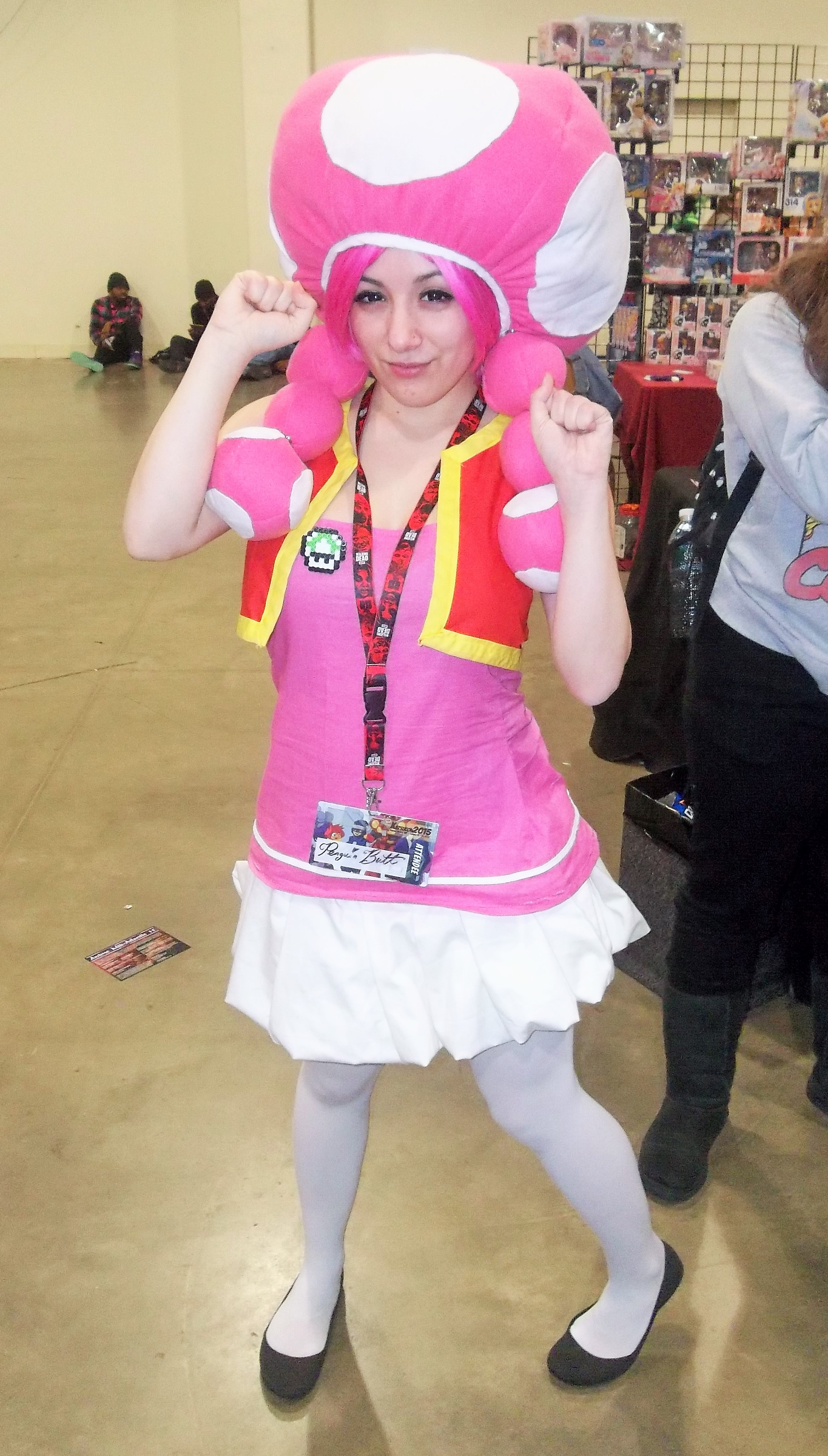
Cosplay de Toadette à la Katsucon 2015, aux États-Unis.

Apparaît dans : Série Mario Kart, Mario Power Tennis, Super Mario Galaxy, Série Super Smash Bros., Paper Mario : La Porte Millénaire, Mario and Luigi: Paper Jam Bros., Mario + The Lapins Crétins: Kingdom Battle, Super Mario Odyssey, Série Mario Party, Série Mario Golf, Mario Superstar Baseball, Série Mario Tennis, Captain Toad: Treasure Tracker, Super Mario Run, New Super Mario Bros. U Deluxe, Super Mario Maker 2 et dans Super Mario Bros. Wonder.
Toadette est un Toad qui porte des couettes roses et une robe. elle a été créée à l'origine comme partenaire de Toad. Elle est aussi, en parallèle, selon l'encyclopédie de Super Mario (sortie uniquement en anglais pour les trente ans du premier opus) la sœur de Toad et sa partenaire dans Mario Kart: Double Dash!!
Dans la série de jeux Mario Party, un plateau de jeu lui est consacré : "La salle de musique de Toadette".
Nintendo a cependant révélé que les Toads n'ayant pas de sexe défini, Toadette n'était pas la version féminine de Toad, ni sa sœur.[réf. nécessaire]

#### Toadiko
Apparaît dans : Mario et Luigi : Les Frères du temps
Toadiko est l'amie de Toadbert et l'assistante de la Princesse Peach.

## Antagonistes principaux
Cette partie présente les différents antagonistes présent dans les jeux Mario.

### A

#### Antasma
Apparaît dans : Mario and Luigi: Dream Team Bros.
Antasma est le principal antagoniste de son jeu. Il est capable de voler, se téléporter et ouvrir des portails a volonté vers le monde des rêves.
Dans Mario and Luigi: Dream Team Bros., il brise la « Pierre du Cauchemar » et la transforme en "fragments de cauchemar". Il est l'ennemi des Koussinos, il capture ensuite la Princesse Peach dans les rêves de Luigi pour l'enfermer dedans. Il s'alliera ensuite avec Bowser qu’il manipulera pour accomplir ses projets avant de se faire trahir par lui. Dans le monde des rêves, sa puissance augmente considérablement.

#### Antimario
Apparaît dans : Super Mario Sunshine, Mario Golf: Toadstool Tour, Série Super Smash Bros.
Antimario est la transformation de Bowser Jr. Portrait craché de Mario et possédant les mêmes capacités que le plombier moustachu, il est néanmoins totalement bleu, muet et a une langue de deux mètres. Il peut se transformer en petite boule de peinture et ainsi se déplacer pendant un court instant en étant intouchable. Son symbole est le M de Mario orné d'un tréma.
Dans Super Mario Sunshine, Antimario maîtrise le pinceau magique, un grand pinceau lui permettant de faire des peintures magiques. Avec ce pinceau, il dégrade l'île Delfino, obligeant Mario a tout nettoyer. Il peut aussi bien faire des dessins sur les murs ou le sol que créer de gigantesques flaques de peinture et leur donner vie sous la forme d'un monstre ressemblant à une plante.
À l'instar du J.E.T. utilisé par Mario et de l'Ectoblast 3000 utilisé par Luigi dans la série Luigi's Mansion, le pinceau magique a été créé par le Professeur Karl Tastroff. On peut déduire cela par le signe sur le pinceau et par la personne qu'il définit comme "un vieil homme bizarre en blouse blanche".
Dans la série Super Smash Bros., Il apparaît dans le final smash de Bowser Jr..

### B

#### Birdo
Apparaît dans : Super Mario Bros. 2, Série Mario Kart, Série Mario Party
Birdo est une créature ressemblant à Yoshi qui lance des œufs et des flammes par la bouche. Elle a une trompe et un nœud rouge sur la tête.

#### Boum Boum
Apparaît dans : Super Mario Bros. 3, Super Mario 3D Land, New Super Mario Bros. U, Super Mario 3D World, Super Mario Run, Mario et Sonic aux Jeux olympiques de Rio 2016, Mario Sports Superstars, Mario Strikers: Battle League Football, Mario Tennis Aces
Boum Boum est un Koopa d'élite.
Dans Super Mario Bros. 3, il est un boss dans chaque forteresse de mi-monde.
Dans Super Mario 3D Land, il apparaît dans en tant que boss des bateaux volants. Il n'a pas d’épines sur le dos comme dans Super Mario Bros. 3, et attaque en tournoyant sur lui-même, bras tendus.
Dans New Super Mario Bros. U, plusieurs Boum Boum apparaissent, avec cette fois ci des épines sur le dos, toujours en tant que boss.
Dans Mario et Sonic aux Jeux olympiques de Rio 2016, des Boum Boum de couleur bleu ou rouge (suivant la couleur de l'équipe choisi) apparaissent en tant que coéquipiers dans l'épreuve du rugby.
Dans Mario Sports Superstars, on peut le sélectionner lui, ou Poum Poum en gardien de but de l'épreuve de football, ainsi qu'en membre de l'équipe dans l'épreuve de baseball. Il est aussi garde du corps de Bowser en tant que sbire.

#### Bowser
Bowser (クッパ, Kuppa) est le boss le plus célèbre de la série Super Mario. Son but est d'enlever la Princesse Peach dont il est fou amoureux. Mario et Luigi l'ont toujours défait, mais dans les RPG, il s'allie à eux pour une cause commune (sauf Paper Mario). Il règne sur les Koopa Troopa. Dans Super Paper Mario, Super Mario RPG: Legend of the Seven Stars, Mario and Luigi: Superstar Saga ou encore Mario et Luigi : Voyage au centre de Bowser, il finit par collaborer avec Mario sans même le savoir. Il est jouable dans la série des Mario Kart, dans Mario et Luigi : Voyage au centre de Bowser, dans Mario Party 10 dans le mode Bowser Party et dans Super Mario Party.

#### Bowser Jr.
Apparaît dans : Super Mario Sunshine, Série Mario Kart
Bowser Jr. (クッパＪｒ．, Kuppa Junia) est le fils de Bowser. Depuis Super Mario Sunshine, il aide son père à combattre Mario et capturer Peach.

#### Bowser Skelet
Apparaît dans : New Super Mario Bros., New Super Mario Bros. 2, Super Mario 3D Land, Mario Party: Island Tour, Mario Party 10, Série Mario et Sonic aux Jeux olympiques, Série Mario Kart, Série Mario Tennis
Bowser Skelet est un ennemi de Mario. Il s'agit en fait de Bowser père, après qu'il est tombé dans la lave puis a été réanimé par Bowser Jr.. Pour évoquer le fait qu'il est mort, il est devenu un squelette blanc-gris devant et sa carapace n'est plus verte mais gris foncé, avec des trous orange de lave. Bowser Skelet apparaît dans différents jeu en tant que boss.

### C

#### Carottin
Apparaît dans : New Super Mario Bros. U, New Super Luigi U, Super Smash Bros. for Wii U, Super Smash Bros. Ultimate, Mario and Luigi: Paper Jam Bros., Mario Party 10, Mario Golf: World Tour, Mario Kart Tour, Super Mario Bros. Wonder, Mario Kart World.
Carottin (Chipim au Québec) est un lapin violet, c'est un voleur, qui porte un masque semblable à celui de Bowser Jr. et un grand sac pour y ranger ses objets volés.
Dans New Super Mario Bros. U, on le rencontre pour la première fois dans le deuxième monde, et il faut le capturer pour récupérer ce qu'il a volé, afin de recevoir un objet de la part de Toad. Il réapparaîtra dans chaque monde, où il faudra à nouveau le rattraper.
Dans New Super Luigi U, il devient jouable, il est invulnérable face aux ennemis, mais peut mourir en tombant, en se faisant manger par un Cheep Chomp ou en se faisant écraser, et ne peut pas utiliser d'objets, hormis l'étoile d'invincibilité. Les objets récupérés se transforment en vie à la fin du niveau.

#### Cruxinistre
Apparaît dans : Paper Mario : La Porte Millénaire, Super Paper Mario
Cruxinistre est un sorcier extraterrestre et Chef suprême de l'organisation des Mégacruxis, méchant principal dans Paper Mario : La Porte Millénaire. Il est aidé par son bras droit Cruxéroce. Dans Super Paper Mario, Francis parle des "Chroniques de Cruxinistre".

#### Comte Niark
Apparaît dans : Super Paper Mario, Super Smash Bros. for Wii U
Le Comte Niark est le chef de nombreux monstres, comme Nastasia, Dimensio, Mc Astagne, Mimic. Il tient le rôle d'antagoniste principal du jeu.
Le vrai nom du Comte Niark est Nikolaï. Auparavant, il aimait Timpani, mais son père les sépara. Cela le fit détester la joie et le bonheur et lui donna l'envie de détruire tous les mondes. Après avoir tué son père, il s'empara de l'Opus Tenebrus, un livre prophétique se terminant par la fin du monde. Pour faire apparaître le Cœur du Chaos créant un Vortex qui détruirait tout, il devait créer un amour impossible, c'est-à-dire entre Peach et Bowser. Il enleva donc Peach. Mario et Luigi, mettant sa disparition sur le compte de Bowser, se rendent dans son château juste à temps pour que Luigi, Bowser et ses troupes se fassent aspirer par un Vortex créé par Niark. Seul Mario ne sera pas capturé. Niark provoquera donc le mariage de la princesse pure et du roi maléfique, malgré l'intervention inutile de Luigi, que son second Nastasia contrôlera mentalement pour en faire Mister L, un de ses sbires.
Pendant ce temps-là, Mario, pour contrer le Cœur du Chaos, se mit en chemin pour réunir les huit Cœurs Purs. Niark ne s'en inquiétera pas, laissant à ses généraux le soin de se charger de lui. Seulement, il se rendra compte que Tippi, alias Timpani, accompagne Mario, tout comme Peach, Bowser et Luigi, qui ont échappé à Niark pour rejoindre le plombier en rouge. Finalement, Mario vaincra Niark, utilisant les Cœurs Purs pour supprimer la barrière créée par le Cœur du Chaos qui le protégeait. Ce qui profita à Dimensio qui envoya une attaque vers Niark. Nastasia s'interposa, subissant l'attaque de plein fouet. Dimensio s'empara du Cœur du Chaos et de l'esprit de Luigi avant d'enfermer Niark, Mimic, Mc Astagne, Nastasia et Tippi dans sa propre Dimension D. Pendant que Mario, Bowser et Peach comprennent qu'il ne peut pas battre Super Dimensio (une fusion de Dimensio, Luigi/Mister L et le cœur du chaos), Tippi remet Niark dans le droit chemin, faisant ainsi à nouveau apparaître les Cœurs Purs qui détruisirent la barrière protégeant Super Dimensio, et permettant à Mario de le battre.
Mais il est trop tard et les mondes sont détruits un à un. Alors, Niark emmena ses sbires, Tippi et l'équipe de Mario dans un nouveau monde dans lequel lui et Tippi restèrent, se sacrifiant pour recréer les mondes détruits et faire disparaître le Cœur du Chaos, sauvant ainsi des milliards et des milliards de vies. De retour à Recto, Merlon, Peach et Nastasia affirmeront avec certitude qu'ils pensent que Tippi est encore en vie.
À la fin du générique de fin du jeu, au-dessus du mot « Fin », on peut voir sur une colline la silhouette de Niark avec celle de Timpani se tenant la main et disparaissant vers l'horizon.

### F

#### Flora Piranha

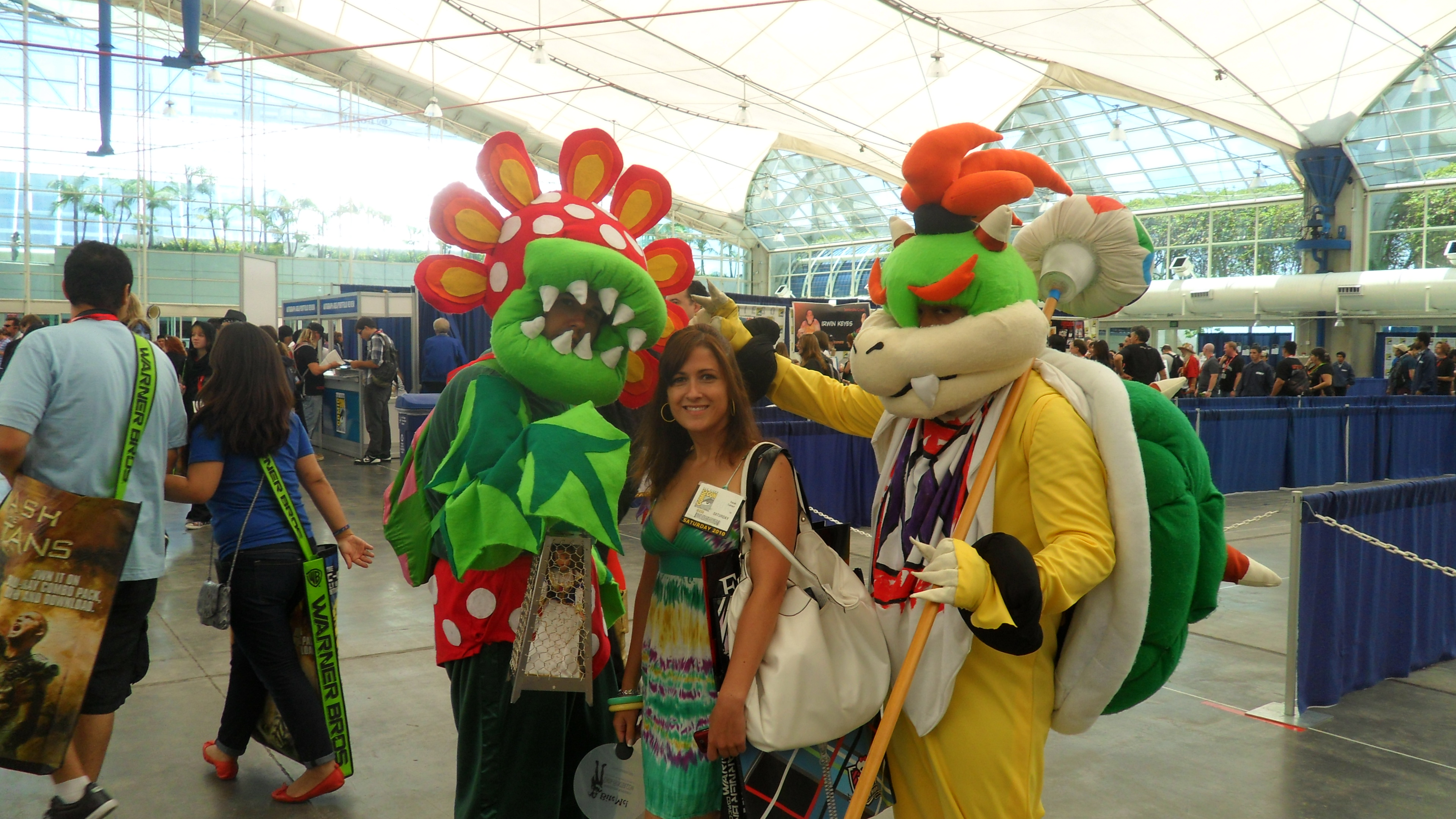
Cosplay de Flora Piranha (à gauche) à la Comic-On International 2010, aux États-Unis.

Apparaît dans : Super Mario Sunshine, Super Princess Peach, Mario et Luigi : Les Frères du temps, New Super Mario Bros., Série Super Smash Bros., Paper Mario: Sticker Star, Mario and Luigi: Paper Jam Bros., Série Mario Party, Mario Golf: Toadstool Tour, Série Mario Kart, Série Mario Tennis, Yakuman DS, Mario Superstar Baseball, Mario Strikers Charged Football, Super Mario Stadium Baseball, Mario Slam Basketball et Mario Sports Mix
Flora Piranha (Petey Piranha au Québec), a comme capacités de voler grâce à ses feuilles, et de cracher de la boue sur ses ennemis. C'est la cheffe de toutes les Plantes Piranha. Elle apparaît pour la première fois dans Super Mario Sunshine en tant que boss.
dans Mario Slam Basketball et Mario Sports Mix, elle apparaît aussi en tant que panier de basket 
Dans Super Smash Bros. Ultimate, elle est le Final Smash de la Plante Piranha.

### G

#### Gracowitz
Apparaît dans : Série Mario and Luigi, Mario and Luigi: Superstar Saga + Bowser’s Minions,
Gracowitz (Faffreux au Québec) est un savant fou, c'est le premier savant fou de l'univers de Mario qui a essayé de dominer puis détruire le monde.
C'est le deuxième savant malfaisant, après le Dr Eggman le plus célèbre de l'univers des jeux vidéo.
Comme Dimensio, Gracowitz et Dimensio deviennent disciples du méchant principal puis plus tard, ils deviennent les méchants principaux et prennent une forme ultime pour le combat final. Ce sont les deux méchants, les plus psychopathes et diaboliques de l'univers de Mario. On ne sait pas grand chose de ses origines, son espèce étant inconnue : en effet, il a 5 doigts aux mains alors que les Végésiens n'en ont que 4 ; de plus, il a une antenne jaune sur la tête. Bizarrement, dans Mario et Luigi : Voyage au centre de Bowser, il parle en roulant fort les r. Son rire, un "fuyuyuyuyu" très aigu, est caractéristique. Il a toujours la même apparence : peau verte, tête ronde, sourire éclatant, parfois une antenne sur la tête ou son aspirojet. Il porte aussi des lunettes avec une spirale très caricaturale sur chaque verre et souvent une cape presque toujours rouge (noire en Gracowitz noir), ou une combinaison blanche dans Les Frères du temps. Après avoir fusionné avec l'Astre Noir, il devient une sorte d'araignée noire avec son énorme sourire et des lunettes rouges.
Dans Mario and Luigi: Superstar Saga en tant que disciple de la sorcière Graguémona dont le but est de voler la Végétoile, artefact magique qui exauce les vœux, il possède sur sa tête un Aspirojet à fusée lui permettant de voler dans les airs et d'absorber n'importe quelle source d'énergie et construit des machines de haute technologie pour Graguémona. Il vole la voix de Peach avec Graguémona au Royaume Champignon et affronte les frères mais perd puis détruit le Tortue Jet, il piégea les frères Mario avec une statue sur la montagne de Végésia et enlève avec Graguémona le prince Harik et le transforme en Dragon, il s'empare de la Végétoile avec Graguémona au Château de Végésia et transforme la Reine Végélia en monstre hyper-musclé puis s'empare de l'Hahadémie pour réveiller la Végétoile mais il échoue. Gracowitz combat les frères, est vaincu et absorbe l'âme de sa maîtresse Graguémona, éjectée de l'académie, Gracowitz recherche un corps pour ressusciter Graguémona et trouve Bowser inconscient et Graguémona s'empare de Bowser pour devenir Bowsémona. Il enlève Peach avec Bowsémona et ordonne de rassembler les quatre morceaux de Végétoile au Joke End. Gracowitz démasqua Luigi d'avoir donné une fausse Végétoile et s'empare de la vraie, il s'empare de Luigi déguisé en Peach dans le Tortue Jet réparé et Luigi reprend la Végétoile. Il court au Royaume Champignon pour s'emparer du Château de Bowser et attaque Végésia.
Il ordonne aux fils de Bowser d'attaquer Mario et Luigi au château de Bowser puis est l'avant-dernier boss du Château de Bowser en montrant sa forme d'extraterrestre et sa nouvelle machine comme carapace mais il fut éjecté du Château de Bowser par Luigi après sa défaite.
Dans Mario et Luigi : Les Frères du temps, Il fait une brève apparition. On le voit sous une cape en train de s'enfuir dans les égouts du château de Peach et il se révélera être un vendeur de badge. Seuls les Bébés Mario et Luigi peuvent accéder à sa boutique, où il leur expliquera sa défaite contre Mario et Luigi et décide qu'il prendra sa vengeance sur les deux frères une fois qu'il aura préparé un plan.
Dans Mario et Luigi : Voyage au centre de Bowser, il apparaît pour la dernière fois comme méchant principal du jeu, accompagné de Métaboss (Lèchebot au Québec), un phacochère qui lui sert de bras droit. Bowser le rencontre au début du jeu comme vendeur de « champignons Roul'Boul » dans la Forêt Foussett (il ne le reconnaît d'ailleurs pas). Il en vend aux Toads pour propager une maladie, la rouliboulite (Le Bloubb au Québec), et dominer le Royaume Champignon. Il offre un Champignon Chanceux à Bowser en prétendant lui donner la capacité de vaincre Mario, mais ce champignon aura comme vrai effet de lui faire aspirer la Princesse Peach et toutes les autres personnes se trouvant au Château de Peach dont Mario et Luigi. Gracowitz revient au Château de Peach avec son sbire Métaboss et l'ordonne de l'enfermer dans la grotte du cap Rototo. Il retrouve Bowser en lui annonçant de s'emparer du Château de Peach et de Bowser, Gracowitz enlève ses sbires en les enfermant dans une cage et contrôle les troupes de Bowser et offre à Métaboss le contrôle du Château de Bowser et des troupes de Bowser, Bowser retrouve dans la Forêt Foussett ses sbires Goomba et retrouve trois de ses serviteurs : Goomby, Maskou et Parapounet pour viser le Château de Bowser et combat son Château en Géant, il arrive à son Château transformé en Théâtre Gracowitz. Gracowitz fait son spectacle de domination du monde et invite Bowser à affronter Métaboss. Métaboss est vaincu et Bowser est invité a déguster son festin de vainqueur, mais ce festin est un piège de Gracowitz. Gracowitz ordonne aux Boo de donner encore et encore à manger à Bowser afin que celui-ci grossisse, Bowser devient alors obèse et se retrouve coincé dans le sol et Gracowitz, dans le sous sol infesté de Bob Bomb, explique que se faire battre par Métaboss et se goinfrer faisait partie de son plan, il a besoin de Peach qui est enfermé dans le corps de Bowser et l'enlève pour obtenir l'Astre Noir, artefact Magique et Puissant regorgeant de Ténèbres pour dominer le monde, Gracowitz s'empare de l'Astre Noir dans les profondeurs de Toadville, puis en s'emparant du Château de Peach en créant une Barrière crée avec le pouvoir de l'astre noir, il offre une récompense pour la capture de Bowser et ordonne aux serviteurs de Bowser de l'enfermer dans le coffre ou est caché le deuxième vaccin étoilé. Bowser est enfermé dans le coffre et atterrit au Château de Peach contrôlé par Gracowitz. On le retrouve en train de réveiller l'Astre Noir et transforme Métaboss en Monstre de Glace, vaincu et congelé mais l'Astre noir est enfin réveillé. Gracowitz absorbe son pouvoir avec son arme, l'Aspirojet, pour dominer le Monde. Bowser lui donne un coup de poing. L'astre Noir entre dans Bowser et se transforme en double maléfique des ténèbres, Bowser Noir, on le retrouve transformé en sorcier des Ténèbres, Gracowitz Noir et transforme le Château de Peach en Robot Géant conçu par lui-même avec le pouvoir de l'Astre noir. Bowser affronte Gracowitz Noir dans la salle de réunion du Château mais perd et devient une forme d'araignée noire mais aspirés par son double maléfique, Bowser Noir qui est maintenant complété pendant que Mario et Luigi affrontent Gracowitz mais perdent et L'astre Noir disparaît. Gracowitz se demande pourquoi il perd tout le temps. Il a joué les sbires pour une hystérique (Graguémona) et a travaillé dur dans un endroit insalubre (égouts du château de Peach) et s'éteint en explosant des Ténèbres. Il avait juste avant sauvé Mario, Luigi et ses amis puis annulé les effets du Champi Aspi.

#### Graguémona
Apparaît dans : Mario and Luigi: Superstar Saga
Graguémona est une sorcière du royaume de Végésia. Elle apparaît au château de Peach déguisée en ambassadeur de Végésia Mamirico avec son disciple Gracowitz déguisé en conseiller. Elle piège Peach et vole la voix de la princesse.
Elle réapparaît avec Gracowitz à l'assaut du Tortue-Jet puis au château de Végésia et ordonne aux deux frères Mario de réparer la tuyauterie du château pour avoir la Végétoile. Elle apparaît encore une fois à l'hahadémie pour réveiller la Végétoile mais est battue par Mario et Luigi, Gracowitz aspire son âme et est éjecté par le prince Harik. Ensuite, elle et Gracowitz trouve par hasard Bowser évanoui à la frontière. Bowser se fait posséder par l'âme de Graguémona et devient alors Bowsémona. La Végétoile ayant explosé, elle ordonne aux frères Mario et Luigi de rapporter les quatre morceaux de Végétoile puis de les amener au Joke end. Au Tortue-Jet réparé, elle enlève Luigi déguisé en Peach mais celui-ci réussit à lui voler sa Végétoile. Furieuse, elle s'empare alors du château de Bowser qu'elle transforme avec l'aide de Gracowitz en forteresse volante et bombarde alors le royaume de Végésia. Mario et Luigi, avec l'aide de Psuranodon, atteingne alors le château de Bowser pour arrêter la sorcière. Bowsémona affronte Mario et Luigi et aspire les frères qui combattent son âme. Elle meurt et libère Bowser de son emprise.

### K

#### Kamek
Apparaît dans : Super Mario World, les séries Yoshi's Island, Paper Mario, Mario Kart et Mario Party, New Super Mario Bros. Wii, New Super Mario Bros. U, Mario Golf: World Tour, Mario Tennis Aces
Kamek est un puissant Magikoopa, nourricier et bras droit de Bowser depuis sa naissance,
Dans Super Mario World 2: Yoshi's Island, il est l'antagoniste principal du jeu en enlevant les bébés, et deviendra un antagoniste principal dans la série des Yoshi's Island.
Dans la série Paper Mario, il apparaît avec une sorcière Kammy Koopa (sauf dans Super Paper Mario) comme disciple de Bowser qui le suit partout.
Dans New Super Mario Bros. Wii et New Super Mario Bros. U, il apparaît en tant que sorcier qui transforme les arènes des Koopalings, puis comme complice de l'enlèvement de Peach.
Dans Mario Kart Wii, Il a une moto à son effigie la kamekroiseur. Kamek fait diverse apparition dans la série des Mario Party, parfois en simple caméo, où même en tant que boss (suivant les jeux).

### P

#### Poum Poum
Apparaît dans : Super Mario 3D Land, Super Mario 3D World, Mario et Sonic aux Jeux olympiques de Rio 2016, Mario Sports Superstars, Super Mario Party
Poum Poum est une espèce de Koopa d'élite. Elle possède une espèce de version masculine d'elle-même nommée Boum Boum.
Physiquement, Poum Poum à un corps rose et beige, avec une carapace rouge. Elle a également une queue de cheval blonde. Elle se bat soit avec un boomerang, soit avec un shuriken (suivant les jeux).

#### Princesse Xhampi
Apparaît dans : Mario et Luigi : Les Frères du temps
La Princesse Xhampi est la princesse des Xhampis. Elle vient de la planète Xhampi (sa planète natale) où elle décide d'envahir le Royaume Champignon du temps où Mario et Luigi n'étaient encore que des bébés. Elle essaiera par la suite d'envahir le futur.
À la fin de Mario et Luigi : Les Frères du temps, nous découvrons qu'elle avait une sœur jumelle destiné à être la future reine mais la Princesse Peach la captura dans l'étoile cobalt avant de se faire capturer.
Quand Mario et ses compagnons ont vaincu la princesse Xhampi, Bébé Bowser leur vola l'étoile cobalt et la reforma, ce qui donna lieu à libération de la sœur jumelle ainsi qu'au combat final.

### R

#### Roi Boo
Apparaît dans : Série Luigi's Mansion, Super Paper Mario, Super Mario Sunshine, Super Mario 64 DS, Super Princess Peach, Super Mario Bros. Wonder, Série Mario Party, Mario and Luigi: Paper Jam Bros., Série Mario et Sonic aux Jeux olympiques, Série Mario Kart, Mario Superstar Baseball, Super Mario Stadium Baseball
Le Roi Boo est l'antagoniste principal des jeux Luigi's Mansion. Il est un allié de Bowser, le roi des Koopas. Dans les jeux dérivés (tels que Mario Kart ou Mario Party), le Roi Boo ressemble à un Boo normal, sauf en plus grand, et porte une couronne dorée. Dans la série des Luigi's Mansion, il a un teint légèrement violet, une langue bleu, des yeux violet, et porte une couronne ornée d'un gros joyau violet également. C'est principalement ce joyau qui est la source de ses pouvoirs.
Dans Super Paper Mario, on remarque à la fin du monde 2.4 un Méga Boo gigantesque, sans doute inspiré du Roi Boo.
Dans le jeu Super Mario 64 DS, le 5e niveau (Manoir du Roi Boo) lui est consacré.
dans Mario Kart: Double Dash!!, Le Roi Boo fait son apparition en tant que personnage à débloquer avec Flora Piranha ; ils n'ont pas d'objet spécial qui leur est propre, mais ils peuvent utiliser tous les objets spéciaux de tous les personnages.

### S

#### Smithy
Apparaît dans : Super Mario RPG: Legend of the Seven Stars
Smithy est un androïde venu d'une autre dimension tenant le rôle de méchant principal dans Super Mario RPG: Legend of the Seven Stars. Il doit être affronté deux fois dans le jeu : il révèle sa forme de robot dans le second combat (dans le premier, il porte une barbe fournie qui cache son visage). Il finit par mourir. Dans le second combat, il peut changer de tête.

### T

#### Terreurs de Bowser
Apparaît dans : Super Mario Bros. 3, Super Mario World, Mario and Luigi: Superstar Saga, Mario Kart 8, New Super Mario Bros. Wii, New Super Mario Bros. 2, New Super Mario Bros. U, New Super Luigi U, Super Smash Bros. for Nintendo 3DS / for Wii U et Super Smash Bros. Ultimate
Les Terreurs de Bowser sont sept serviteurs de Bowser. Il y a six garçons (Larry, Morton, Iggy, Roy, Lemmy et Ludwig) et une fille (Wendy).
Tous ces personnages spécifiques ont des noms inspirés de chanteurs et musiciens existants (à l'exception de Larry).
Dans Super Smash Bros. for Nintendo 3DS / for Wii U et Super Smash Bros. Ultimate, Ils sont également jouables sous forme de costumes alternatif pour Bowser Jr..

### W

#### Waluigi
Apparaît dans : les séries Mario Party, Mario Kart, Mario Tennis et Super Smash Bros., Mario Party: The Top 100, Mario Party Island Tower, Mario Party: Star Rush, Super Mario Party
Waluigi apparaît dans la majorité des jeux estampillés Mario, il s'est autoproclamé rival de Luigi. Il a été créé pour être le partenaire de double de Wario.

## Antagonistes secondaires

### A

#### Astre Noir / Bowser Noir
Apparaît dans : Mario et Luigi : Voyage au centre de Bowser
L'Astre Noir a l'apparence d'une étoile maléfique sphère grise ornée de piques avec un motif étoilé noir sur lequel brillent ses deux yeux rouges menaçants.
Il sema autrefois la terreur dans le Royaume Champignon avant être d'emprisonné par les esprits des Étoiles et enfermé sous terre dans le village des Toads. Gracowitz, en plus de vouloir conquérir le Royaume Champignon, cherche également l'Astre Noir pour absorber la puissance des ténèbres et obtenir encore plus de pouvoirs.
Mario et Luigi arriveront trop tard pour empêcher le savant fou de voler l'Astre. Gracowitz, qui s'est également emparé de la princesse Peach car elle est la clef pour libérer l'étoile, se rend ensuite au château de cette dernière pour procéder à l'éveil. Plus tard, après la défaite de Métaboss face à Bowser, l'Astre Noir est éveillé et Gracowitz s'empare alors d'une partie de la puissance de l'étoile.
Il n'y parviendra pas à terme à cause de Bowser qui l'éjecte. L'Astre Noir s'infiltre alors dans le corps de Bowser et s'empare de brins d'ADN du Roi Koopa pour copier le corps et les pouvoir du roi Koopa. Après un combat face à Mario et Luigi, l'Astre s'échappe du corps de Bowser et crée Bowser Noir, devant le vrai Bowser. Bowser Noir possède la même forme que Bowser mais est bleu marine, a une carapace noire et les yeux rouges.
Il retrouve Gracowitz qui venait de se faire battre par Bowser, l'absorbe et retrouve alors toute sa puissance. Il se rend ensuite au sommet du château de Peach pour détruire le Royaume Champignon et combattre son alter-ego.

### B

#### Bébé Bowser
Apparaît dans : Yoshi's Island, Yoshi's Story, Yoshi's New Island et Yoshi's Woolly World, Mario et Luigi : Les Frères du temps
Bébé Bowser est la version enfantine de Bowser.
Dans Yoshi's Island DS, il est un personnage jouable.

#### Boshi
Apparaît dans : Super Mario RPG: Legend of the Seven Stars
Boshi est un Yoshi de couleur bleu avec des lunettes de soleil.
Dans Super Mario RPG, il s'autoproclame "Roi des Yoshi". Il finira par devenir gentil après que Mario et Yoshi l'ait battu à la course.

#### Broodals
Apparaît dans : Super Mario Odyssey
Les Broodals sont des lapins qui possèdent une agence d'organisation de mariage située au côté obscur de la Lune, et sont engagés par Bowser afin de préparer son mariage avec la princesse Peach. Chacun des membres de l'agence possède un caractère semblable aux Terreurs de Bowser :
Madame Broode, la patronne de l'agence, vêtue d'un chapeau et d'une robe cramoisie, accompagnée de son Chompinet. Hariet, vêtue d'une robe mauve, avec une tresse blonde. Topper, vêtu de vert. Spewart, vêtu de bleu. Rango, vêtu d'orange clair.

### D

#### Dimensio
Apparaît dans : Super Paper Mario
Dimensio est un serviteur du Comte Niark avec Mc Astagne, Mimic et Nastasia. Il est habillé d'un chapeau de bouffon violet et noir avec des cloches au bout, d'un capuchon violet et de chaussures noires. Il a un visage noir et lavande, une bouche rouge, un œil noir et l'autre lavande et un corps noir, dont il a ses mains collées à ses jambes. Il est connu pour ses mauvaises actions : il détruit Mister L. Au château de Niark, il trahit son "patron" en essayant de le tuer, révélant ainsi qu'il est l'antagoniste principal.
Son plan est d'utiliser son "patron" pour pouvoir créer des nouveaux mondes à son image. il s'emparera ensuite du Cœur du Chaos et de Luigi pour devenir Super Dimensio après avoir enfermé Tippi, Nastasia et Niark dans une "Dimension D". Après sa défaite, il prend contrôle du cœur du chaos avant de mourir. Comme Mario et Mimic, il peut changer de dimension et il peut aussi créer des dimensions qu'il appelle "Dimension D".
Comme Gracowitz, il est disciple de l'antagoniste principal avant de prendre une forme finale pour l'ultime affrontement.

### F

#### Francis
Apparaît dans : Super Paper Mario
Francis Lax est l'antagoniste principal du Chapitre 3 de Super Paper Mario. Il kidnappe Tippi au début du Chapitre. C'est un caméléon avec des lunettes et un t-shirt.
Mario, Peach et Bowser le retrouve au château. Seule Peach peut rentrer dans sa chambre après avoir récupéré les deux clés. Francis est combattu après avoir fait un quiz avec Peach, puis qu'il est amoureux d'elle. Dans le Chapitre 8, dans un quiz dans le niveau 2 par Mimic, si Mario, Peach ou Luigi répond Francis, il est à nouveau affronté. À la fin du jeu, Francis Lax se repentit et propose au héros Tiptron, une version robotique de Tippi pour 999 pièces.

### K

#### Kammy Koopa
Apparaît dans : Paper Mario, Paper Mario : La Porte Millénaire
Kammy Koopa est une Magikoopa qui ressemble à Kamek, elle est habillée en violet.
Dans Paper Mario, elle apparaît en tant que bras droit de Bowser. Elle lui permet d'obtenir la baguette étoile le rendant invincible. Dans Paper Mario : La Porte Millénaire, elle dit à Bowser que la Princesse a disparu.
Dans Super Mario Galaxy, une autre Kamek féminin apparaît en tant que boss et s'appelle Kamella.

### M

#### Madame Thwomp
Apparaît dans : Mario et Luigi : Les Frères du temps
Madame Thwomp est un Thwomp est marié avec Mr. Thwomp. Il s'agît du 9e boss du jeu. Elle emmène les frères dans les cavernes du volcan après avoir été battue.

#### Mac Astagne
Apparaît dans : Super Paper Mario, Super Smash Bros. Brawl
Mac Astagne est un des laquais du Comte Niark avec Nastasia, Mimic et Dimensio.
Dans Super Paper Mario, il est le boss le plus affronté (quatre fois).

#### Métaboss
Apparaît dans : Mario et Luigi : Voyage au centre de Bowser
Métaboss (Lèchebot au Québec) est le bras droit de Gracowitz. Il est un phacochère ayant une force physique comparable à celle de Bowser. Au château de Peach, il se fera transformer en monstre de glace par Gracowitz pour se débarrasser de Bowser. Après sa défaite, il finit en glaçon géant.

#### Mimic
Apparaît dans : Super Paper Mario
Mimic est un sbire du Comte Niark avec Nastasia, Mc Astagne et Dimensio. Elle peut changer de dimension comme Dimensio et Mario. Dans la plupart de ses combats, elle prend l'apparence d'une araignée géante. On apprend qu'elle aime les démons, que son rêve est de prendre un bain de rubis et peut se métamorphoser (d'où son nom).

#### Mini-Bowser
Apparaît dans : Série Mario Party
Les Mini-Bowser sont des sbires de Bowser. Il ne faut pas les confondre avec Bébé Bowser et Bowser Jr.. Les Mini-Bowser n'ont pas de noms qui leur sont propres et sont impossibles à distinguer.
Dans Mario Party 5, seuls les trois Mini-Bowser du mode histoire sont différentiables : un bleu, un rouge et un vert. C'est en fait l'un des Mini-Bowser qui a la capacité de se décupler.

#### Mister L
Apparaît dans : Super Paper Mario
Mister L est en réalité Luigi, sous l'hypnose de Nastasia et Dimensio. Il a un robot nommé Frère Robot. Au combat de fin, il fusionne avec Dimensio et le cœur du Chaos pour devenir Super Dimensio. Après la mort de Dimensio, il redevient Luigi.

### N

#### Nastasia
Apparaît dans : Super Paper Mario
Nastasia est le bras droit du Comte Niark et a des capacités d'hypnose. Au début du jeu, elle hypnotise Peach pour activer le cœur du chaos. Elle hypnotise aussi Luigi pour en faire un cinquième sbire du Comte Niark. On apprend qu'elle aime le Comte Niark lors de son sacrifice pour sauver le Comte d'une attaque de Dimensio.

### O

#### Équipe Oméga
Apparaît dans : Mario Smash Football
L'équipe Oméga est composée de quatre robots identiques, qui peuvent tous faire une "Super Frappe" (que normalement seuls les capitaines d'équipes peuvent faire). Leur gardien est également un Kritter, mais en version robotique. Cette équipe est jouable après avoir remporté le "Coupe Bowser".

### P

#### Pargne
Apparaît dans : Mario and Luigi: Superstar Saga, Mario and Luigi: Dream Team Bros., Mario and Luigi: Superstar Saga + Les Sbires de Bowser
Pargne est un voleur. Il porte un Haut-de-forme violet et marron avec un T-shirt violet à rayures et un pantalon marron. Il porte aussi un bandeau rose de voleur.
Dans Mario and Luigi Superstar Saga, on le combat les deux premières fois avec Bowser, la troisième fois tout seul et la dernière fois avec Birdo.
Dans Mario and Luigi: Dream Team Bros., on le revoit en tant que cambrioleur à la ville d'Évolis et en chercheur de trésor au mont Pyjama. On ne le combat qu'une fois contre Wiggler après avoir traité Wiggler de Ver de terre.
Dans Les Sbires de Bowser, il apparaît comme boss de dans le Bois du rire (troisième monde) et à la vallée Hihi (cinquième monde). On apprend qu'il a sauvé Bowser de sa chute à la montagne et a fait travailler Bowser pour lui.

### T

#### Trio de l'élite
Apparaît dans : Mario et Luigi : Voyage au centre de Bowser, Mario and Luigi: Dream Team Bros., Mario and Luigi: Superstar Saga + Les Sbires de Bowser
Le trio de l'élite est composé de Goomby, un Goomba à vêtements bleus et bonnet bleu, de Maskou, un Maskass vert avec un sac à dos marron et une baguette magique semblable à celle de Kamek et de Parapounet, un Paratroopa à la carapace rouge, vêtu d'un seau au logo de Bowser sur la tête.

### W

#### Wart
Apparaît dans : Super Mario Bros. 2, Super Paper Mario, The Legend of Zelda: Link's Awakening
Wart a l’apparence d'un gros crapaud portant un manteau et un collier et il se déplace grâce à un tapis volant. Il a créé une machine permettant de fabriquer des monstres pour envahir le Royaume de Subcon.
Dans Super Paper Mario il est mentionné par Francis, un caméléon amoureux de Peach.
Dans The Legend of Zelda: Link's Awakening, Il apparaît aussi où il apprend à Link la chanson des grenouilles.

### X

#### Xhampi
Apparaît dans : Mario et Luigi : Les Frères du temps, Mario et Luigi : Voyage au centre de Bowser, Mario and Luigi: Dream Team Bros.
Les Xhampis sont un peuple extraterrestre ayant conquis le Royaume Champignon. Ce sont des monstres mycéliformes violets aux yeux rouges, mais dont la couleur change selon leur âge et leur poste. Ils sont dirigés par les sœurs Princesse Xhampi et ont une technologie très avancée (ovnis, pistolets laser). Il y en a plusieurs formes :
- Les Xhampoïdes :
Jeune Xhampoïde est un gros Xhampi. C'est le premier Xhampi que l'on rencontre dans le jeu. C'est aussi le deuxième boss du jeu.
Le Bébé Xhampoïde est un Xhampoïde bleu encore sous sa forme juvénile et est aussi le 7e boss.
Vieux Xhampoïde est beaucoup plus gros que le jeune et le bébé Xhampoïde, il est la forme finale. Il est de couleur rouge avec des cornes. C'est le boss du Temple étoile et le dernier boss avant la princesse Xhampi.
- Xhampis :
Général Xhampi est le 11e boss. Il est à la tête d'une troupe de Xhampis.
Xhampi est la forme de base des Xhampi.
Mini-Xhampi est Xhampi mais en plus petit.
Dr Xhampi est une sous-espèce des Xhampis standards. Il apparaît seulement dans La Centrale. Pendant les combats, il mangera des champignons qui lui donneront des capacités différentes.
Téléxhampi 
Le Téléxhampi occupe l'intérieur du ventre de Yoob. Il a des antennes sur sa tête qui lui permette de contrôler des robots qui vont s'autodétruire sur Mario et Luigi.
Xhaphandrier, est un Xhampi qui travaille dans le désert des statues. Il est représenté comme un scaphandrier dans le sable. C'est un Xhampi vert tacheté de blanc et qui porte un masque de plongée.
Pyroxhampi, c'est un Xhampi rouge aux taches jaunes, possédant une tête enflammée.
Garde Xhampi est un Xhampi qui patrouille dans le Vaisseau Mère. C'est un Xhampi blanc aux taches bleues.
Grand Xhampi est un Xhampi qui vit dans le Château des Xhampis, avec son petit-fils.
C'est un Xhampi violet avec des taches bleues, avec une moustache blanche et une canne. Il est comme une version Xhampi de Papy Champi. Le Grand Xhampi porte son petit-fils et attaque avec lui.
Petit Xhampi est un Xhampi qui vit dans le Château des Xhampis, avec son grand-père. C'est un petit Xhampi avec des taches bleutées.
- Autres formes :
Xamp-Bomb est une énorme bombe violette portée par plusieurs Xhampi.
Xhampik est un Hériss Xhampi. Il est envoyé par les Lakitovni pendant les combats.
Xhampoïde est un robot Xhampi qui erre au Village des Toad dévasté. Il est gris aux taches jaunes avec des yeux verts. Ce n'est pas un Xhampoïde comme le Jeune ou le Vieux Xhampoïde car c'est un robot.
Xhatonos est une sorte de Ratonos Xhampi mais en plus fort et plus rapide qu'un Ratonos.
Xhwiggler n'est d'autre qu'un Wiggler ayant été xhampifié dans le royaume champignon d'atan grâce à la xhampification ; une maladie étant l'œuvre perfide des xhampis et qui se répand dans le reste du royaume champignon d'antan parfois même sous la simple forme de champignons violets comme dans le village Toad d'antan. Xhwiggler est important pour le peuple xhampi, il a été modifié afin d'alimenter les vaisseaux des xhampis depuis une centrale des xhampis placée dans une jungle. Xhwiggler est le premier Boss affrontés par Mario et Luigi et les bébés du passé.

### Y

#### Yoob
Apparaît dans : Mario et Luigi : Les Frères du temps
Yoob est un ancien guerrier de l'île des Yoshi. Il a été emprisonné dans un gros œuf par les Xhampi pour que la Xhampification soit plus simple. Au début Yoob est présenté comme un gros Yoshi xhampifié qui terrorise les Yoshis en les mangeant. À aucun moment du jeu on ne l'affronte car les Xhampis le rendent géant et Mario et Luigi et les bébés rentrent dans son corps.

## Ennemis communs
Ces ennemis appartiennent le plus souvent à une « organisation » (la plus connue et la plus courante étant les Koopa, menés par Bowser)[réf. nécessaire]. En voici la liste :

### Albatoss
L'Albatoss est un oiseau ennemi de Super Mario Bros. 2 et Super Mario Advance jetant des Bob-ombs. Dans Super Mario All-Stars et Super Mario Advance 4: Super Mario Bros. 3, Bowser et les Terreurs de Bowser ont transformé le Roi du ciel en un Albatoss.

### Algaçante
Les Algaçante sont des longues tiges surmontées d’une tête qui sortent de l'eau. Elles apparaissent dans Super Mario Galaxy 2.

### Amp
Les Amp sont des petites boules noires électriques avec des yeux et un sourire rouge. Elles tournent généralement autour d'un pylône. Il existe aussi les Amp Géants.

### Anguillon
Les Anguillon sont des sortes d'anguilles qui vivent dans des grottes au fond des eaux dans les deux opus de Super Mario Galaxy. Elles ont des yeux qui sortent des orbites, et des grandes dents. Elles attaquent le joueur lorsqu'on passe à côté d'une de ses grottes.

### Anguy
Anguy est l'un des boss de Super Mario Sunshine. C'est une grosse anguille noire qui vit au fond de la Baie Noki. À cause de ses nombreuses caries, elle pollue malencontreusement la Baie, et Mario doit nettoyer ses dents.

### Arachnoboss
Arachnoboss est un boss apparaissant dans la galaxie « Poussières d'étoiles » dans Super Mario Galaxy. C'est une grosse araignée à 3 yeux, avec des pustules sur du corps qui lui servent à cracher de l'acide.

### Arayée
Arayée (ガサゴソ, Gasagoso) est une araignée rayée de jaune et de noir (jaune et violet à partir de New Super Mario Bros. 2) qui apparaît souvent dans les jeux Mario. Elle est suspendue à sa toile, et n'hésite pas à tomber sur le joueur quand il passe. Sa première apparition remonte à Super Mario 64.

### Avalave
Les Avalave sont des monstres de lave qui ressemblent à des dinosaures. Ils passent à travers les planètes en les brûlant.
Il existe une variante du nom de Frère Avalave, avec une différence physique, mais ayant les mêmes fonctions.

### Batadon
Le Batadon est un ennemi apparaissant dans Super Mario Land. Il s'agit d'une statue avec des ailes, ressemblant à Tokotoko, qui se déplace tout en sautant afin d'écraser Mario et ainsi lui faire des dommages.

### Begoman
Begoman (ou Roi Begoman) est un boss apparaissant dans Super Mario Galaxy. Il est le chef du clan Begoman et est à battre quatre fois dans ce jeu. C'est une grosse toupie avec des yeux orange menaçants. Il a une scie jaune qui tourne autour de son corps et possède un gros bouton rouge qui est son point faible.
Begomini
Les Begomini sont de toutes petites toupies jaunes apparaissant dans les deux Super Mario Galaxy, et font partie du clan Begoman.
Begopic
Les Begopic sont des toupies rouges avec des yeux noirs et un pic sur la tête, apparaissant dans les deux opus de Super Mario Galaxy. Elles sont dirigées par Begoman. Deux Begopic servaient de boss dans Mario Kart Wii à l'époque où les serveurs Wi-Fi de la Wii étaient encore ouverts.
Bego-Ressort
Les Bego-Ressort sont des membres du clan Begoman. Comme leur nom l'indique, il s'agit de toupies vertes avec un ressort qui permet à Mario de sauter plus haut. Elles apparaissent dans les deux opus de Super Mario Galaxy.

### Bidosaure
Les Bidosaures sont des petites créatures marchant à quatre pattes et qui font leur unique apparition dans Super Mario Galaxy 2. Ils sont jaune et brun avec des pics violets sur le dos. Ils sont dirigés par la Dame Bidosaure.
Dame Bidosaure
La Dame Bidosaure est un boss de Super Mario Galaxy 2. C'est une grosse Bidosaure rose et jaune qui dormait sur sa planète.

### Bill Balle
Les Bill Balles sont des obus de taille moyenne, surgissant de canons. Ils sont à tête chercheuse dans les jeux en 3D (Super Mario Galaxy notamment, dans ce jeu on peut les utiliser pour briser des cloches de verre). Ils ont des yeux, deux bras qu'ils n'utilisent cependant pas. Les Bill Balles apparaissent aussi dans le monde 3-1 de Super Paper Mario. Il est un objet depuis Mario Kart DS qui permet de rattraper un retard sur la course tout en suivant le parcours automatiquement et en étant invincible. Dans New Super Mario Bros. Wii, les Bill Balles existent normaux, à tête chercheuse (rouges), gigantesques et invincibles (à noter que les Bill Balles normaux ont une vitesse réduite dans les milieux aquatiques).
Dans Paper Mario, il y a des Bombills identiques aux Bill Balles à part qu'ils sont en or et tirés par les Bomboums, eux aussi en or.
D'après Super Paper Mario sur Wii, les canons à Bill Balles sont nommés Bill Boum.
Bill Bourrin
Les Bill Bourrins sont comme les Bill Balles mais en plus grand, ils n'ont pas de bras, ils ne sont pas à tête chercheuse et ils ont une bouche avec des dents acérées. Ils apparaissent dans Super Mario Sunshine, Super Mario World (premier niveau), Super Mario Galaxy, Mario et Luigi : Voyage au centre de Bowser, New Super Mario Bros. Wii, Super Mario Galaxy 2 et les New Super Mario Bros. sur DS, Wii, 3DS et sur Wii U / Switch.
Dans New Super Mario Bros. Wii ils peuvent être à tête chercheuse dans le monde 9-3.
Dans Super Princess Peach, ils sont nommés Bill Banzai.
Roi Bill Balle
Les Roi Bill Balles ou Bill King sont des Bill Balles qui n'apparaissent que dans New Super Mario Bros. Wii et New Super Mario Bros. U. Ce sont des Bill Balles de taille gigantesque. Ils ont de grandes joues, sourient, et des yeux. Contrairement à ses « petits frères », ils détruisent certains blocs (par exemple, les petits blocs gris du niveau 9-8). Il apparaît également dans un niveau caché menant au monde 7 « Paradis Chantilly » de New Super Mario Bros. U. Cependant, il est plus lent, plus gros et plus rougeâtre de vapeurs dans New Super Mario Bros. U que dans New Super Mario Bros. Wii.
Gira
Les Giras sont une sous-espèce de Bill Balles présentes à Sarasaland, dans Super Mario Land.
Ils sont gris et noirs et affichent un sourire constant. Ils ont des yeux jaunes à pupille noire.
Les Giras, tout comme les Bill Balles, sont projetés par un canon. Leur chemin est rectiligne, ce qui ne change pas de leur homologue, mais ils avancent plus rapidement.
Ted Torpille
Les Ted Torpilles sont des Bill Balles sous-marins avec une hélice permettant de nager plus vite. Ils apparaissent pour la première fois dans Super Mario World. Ils réapparaissent dans New Super Mario Bros. U, New Super Luigi U et leur remakes avec une version tête chercheuse (notamment dans la Forteresse volante du monde Jungle Cassis).

### Bill Dozer
Les Bill Dozer sont des Koopas de grandes taille, habillés en tenue de footballeur américain. Ils font leur première apparition dans Super Mario World. Lorsqu'ils voient Mario, ils leur fonce dessus.
Après une longue absence, les Bill Dozer sont de retour dans Super Mario 3D World, puis dans Super Mario Odyssey, où Mario peux même prendre leurs contrôle grâce à Cappy.
Ils apparaissent aussi en tant que boss dans Mario and Luigi: Paper Jam Bros., et ils peuvent être recruté comme unité allié dans Mario et Luigi : Voyage au centre de Bowser + L'épopée de Bowser Jr..
Un Bill Dozer apparaît également en personnage jouable dans Mario Golf: Super Rush, Mario Kart Tour et Mario Kart World.

### Biokinton
Biokinton est le quatrième boss du Super Mario Land. Contrairement aux trois précédents boss du jeu, Biokinton ne fait partie d'aucune espèce d'ennemis du jeu.

### Blargg
Les Blarggs sont des monstres de lave. Ils apparaissent pour la première fois dans Super Mario World. Ces derniers ont des yeux de tailles inégales avec des écailles blanches sur le dos. Ils sont très ressemblant aux Avalaves.
Blargg rouge
Le Blargg rouge est un gros Blargg. Il apparaît pour la première fois dans Super Mario World 2: Yoshi's Island.

### Bloups
Bloups (ゲッソー, Gessō) est un ennemi aquatique, très récurrent dans la série.
Il est une espèce de calamar, qui apparaît pour la première fois en tant qu'ennemi aquatique dans Super Mario Bros., puis dans Super Mario Bros. 3 avec parfois ses petits. Dans Super Mario Bros.: The Lost Levels, il peut voler. Il est jouable dans Mario Party 8, Mario Tennis Aces, et Mario Super Sluggers.
Bloups est un objet depuis Mario Kart DS, qui jette de l'encre sur les adversaires. Dans Mario Kart Wii, avec les joueurs de poids moyen, une voiture est à son effigie, la Super Bloups.
Bébé Bloups
Les Bébés Bloups sont, comme leur nom l'indique, les versions bébés des Bloups. Ils font leur apparition dans Super Mario Bros. 3. La plupart du temps, ils suivent les Nounous Bloups. Lorsque celles-ci les libèrent, ils partent en ligne droite, chacun dans une direction différente. À ce jour, leur seule apparition sans la Nounou Bloups est dans Paper Mario, où ils accompagnent le Super Bloups à la place.
Bloopads
Les Bloopads sont des petits Bloups qui font leur apparition dans Super Mario Sunshine. Ils sautent en dehors de l'eau sur Mario.
Blooper (ou Gooper Bloups)
Blooper est le boss des Bloups, il apparaît en tant que boss pour la première fois dans Super Mario Sunshine. Après, il réapparaît dans Mario Tennis sur GameCube, Mario et Sonic aux Jeux Olympiques de Londres 2012 et Paper Mario: Sticker Star. Il a un équivalent bleu dans Super Mario Odyssey.
Nounou Bloups
Une Nounou Bloups est un Bloups accompagné de Bébés Bloups, apparu pour la première fois dans Super Mario Bros. 3. Tout comme le Bloups originel, la Nounou Bloups suit Mario dans l'espoir de lui faire des dégâts. Cependant, ses bébés peuvent lui servir d'arme. Elle peut faire apparaître des Bébés Bloups de manière infinie. En général, la tuer élimine automatiquement ses enfants.
Méga Bloups
Le Méga Bloups apparaît dans Mario Party 9, Mario Party 10, Super Paper Mario et dans Mario Party: Star Rush.
Il existe une variante, les Micro Bloups, qui font leur apparition dans New Super Mario Bros. 2 et New Super Mario Bros..

### Bob-omb

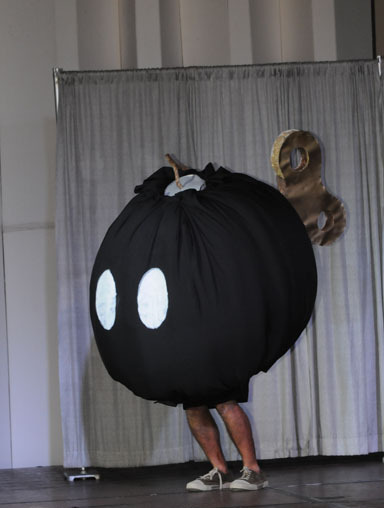
Cosplay de Bob-omb à la Florida Supercon 2009, aux États-Unis.

Les Bob-ombs (ボム兵) sont des petites bombes dotées de jambes, leur permettant ainsi de se déplacer seules. Elles sont dotées d'une clé dans le dos, qu'il suffit de tourner pour allumer leur mèche sur le haut de la "tête". La Bob-omb est apparu originellement dans Yume Kōjō: Doki Doki Panic sur Famicom. Elles apparaissent comme objets dans la série Mario Kart, Super Mario 64, Super Smash Bros. et aussi dans Super Mario Stadium Baseball.
Il existe des Bob-omb noires et des Bob-omb roses, elles sont perpétuellement en guerre les unes contre les autres (dans Super Mario 64 notamment). Les roses semblent être alliées avec Mario.
Para-Bomb
Le Para-Bomb est une Bob-omb descendant du ciel en parachute. Elle apparaît pour la première fois dans Super Mario World.
Le Roi Bob-omb
Le Roi Bob-omb est le roi des Bob-ombs. Il apparaît pour la première fois dans Super Mario 64 (Nintendo 64), puis dans son remake sur DS (Super Mario 64 DS), Mario Kart DS, Mario Party 5 (dans un mini jeu 2 vs. 2), Mario Party Advance, Mario Party 8 (dans un mini-jeu) et dans Super Mario Stadium Baseball (dans un mini jeu). Il est un boss dans Mario Party 9. Il devient un personnage jouable pour la toute première fois dans Mario Kart Tour et Mario Golf: Super Rush.

### Bombe Coq
Les Bombe Coq sont des coqs qui volent en pondant des œufs explosifs. Ils sont des ennemis de Mario dans Super Mario Galaxy et Super Mario Galaxy 2.

### Boo
Les Boo sont des fantômes ronds et blancs. Leur particularité réside principalement dans le fait qu'ils s'immobilisent (ou deviennent invisible dans les jeux en 3D) quand on est face à eux car ils sont timides, mais qu'ils poursuivent Mario quand il a le dos tourné. Ce sont des ennemis très récurrents de la série principale, et ils apparaissent aussi dans différents spins off comme les Luigi's Mansion, les Mario Party, ou encore les Mario Kart (dans ce jeu, Boo est un objet qui permet de devenir intangible et de voler un objet à un autre personnage).
On peut incarner un Boo en personnage jouable dans divers jeux, tels que Mario Party 5, Mario Party 6, Mario Party 7, Mario Party 8, Mario Party: Island Tour, Super Mario Party, Mario Golf: Toadstool Tour, Mario Golf: World Tour, Mario Slam Basketball, Mario Superstar Baseball, Super Mario Stadium Baseball, Mario Strikers Charged Football, Mario Sports Mix, Mario Tennis, Mario Power Tennis, Mario Tennis Open, Mario Tennis: Ultra Smash et Mario Tennis Aces.
Ils ont des variantes :
Big Boo
Big Boo est un énorme Boo aussi timide que ses congénères apparaissant pour la première fois dans Super Mario World.
Bande de Boo
Une Bande de Boo est une formation de Boos en cercle apparu dans Super Mario World. Contrairement à leurs congénères, ces Boos ne sont pas timides donc que vous les regardiez ou pas, ils continueront leur mouvement.
Boo Buddy Snake
Boo Buddy Snake est une Bande de Boos mais en file indienne constitué généralement de 6 ou 7 boos. Boo Buddy Snake apparaît pour la première fois dans Super Mario World.
Boo Buddy Swarm
Le Boo Buddy Swarm est une Bande de Boos apparaissant pour la première fois dans Super Mario World. Les Boos n'ont pas de formation, ils sont en essaim.
Boo Pêcheur
Le Boo Pêcheur est un Boo qui ressemble à un Lakitu pêcheur sur un nuage sans visage, tenant une canne à pêche rouge avec une flamme bleue au bout du fil.
Flexcible
Les Flexcibles sont des Boo attachés à une plateforme, apparus pour la première fois dans Super Mario Bros. 3.

### Bruyinsecte
Les Bruyinsectes sont des sortes de tortues avec des carapaces bleues. Contrairement aux Koopas, ils sont quadrupèdes et insensibles aux boules de feu, bien que leurs carapaces puissent tout de même servir de projectiles. Il existe une variété volante, les Parabruyinsectes, une sous-espèce avec une épine sur la carapace, les Picos, une espèce de Bruyinsecte squelette, les Scaraboss, qui peuvent rétracter ou sortir des épines sur leurs dos. Il y a aussi les Scarabées Porteurs (c'est leur vrai nom), des Bruyinsectes plus faible, mais rapide et lançant des briques sur Mario.

### Bulle d'amour
Bulle d'amour est un ennemi uniquement apparu dans Mario et Luigi : Les Frères du temps.
C'est une créature rose avec des yeux en croix, de petites ailes et une bouche souriante.
Elles ont une version plus puissante : Les Bulles d'âmes.

### Bunbun (Super Mario Land)
À ne pas confondre avec Bunbun (Super Mario Land 2: 6 Golden Coins)
Les Bunbuns sont des ennemis apparaissant pour la première fois dans Super Mario Land. Ils sont des espèces d'abeilles résidant dans le Royaume de Birabuto. Ils volent principalement au-dessus de Mario et lui lancent des lances.

### Cafardo
Les Cafardo sont des ennemis dans Super Mario Galaxy et Super Mario Galaxy 2. Il s'agit d'une espèce de cafards mécaniques qui vivent souvent sur les points d'eau. Ils ne volent pas haut et ont peur de Mario, mais n'hésitent pas à l’attaquer en bande. Ils ont des pupilles spiralées et des ailes rouges.

### Catacouac

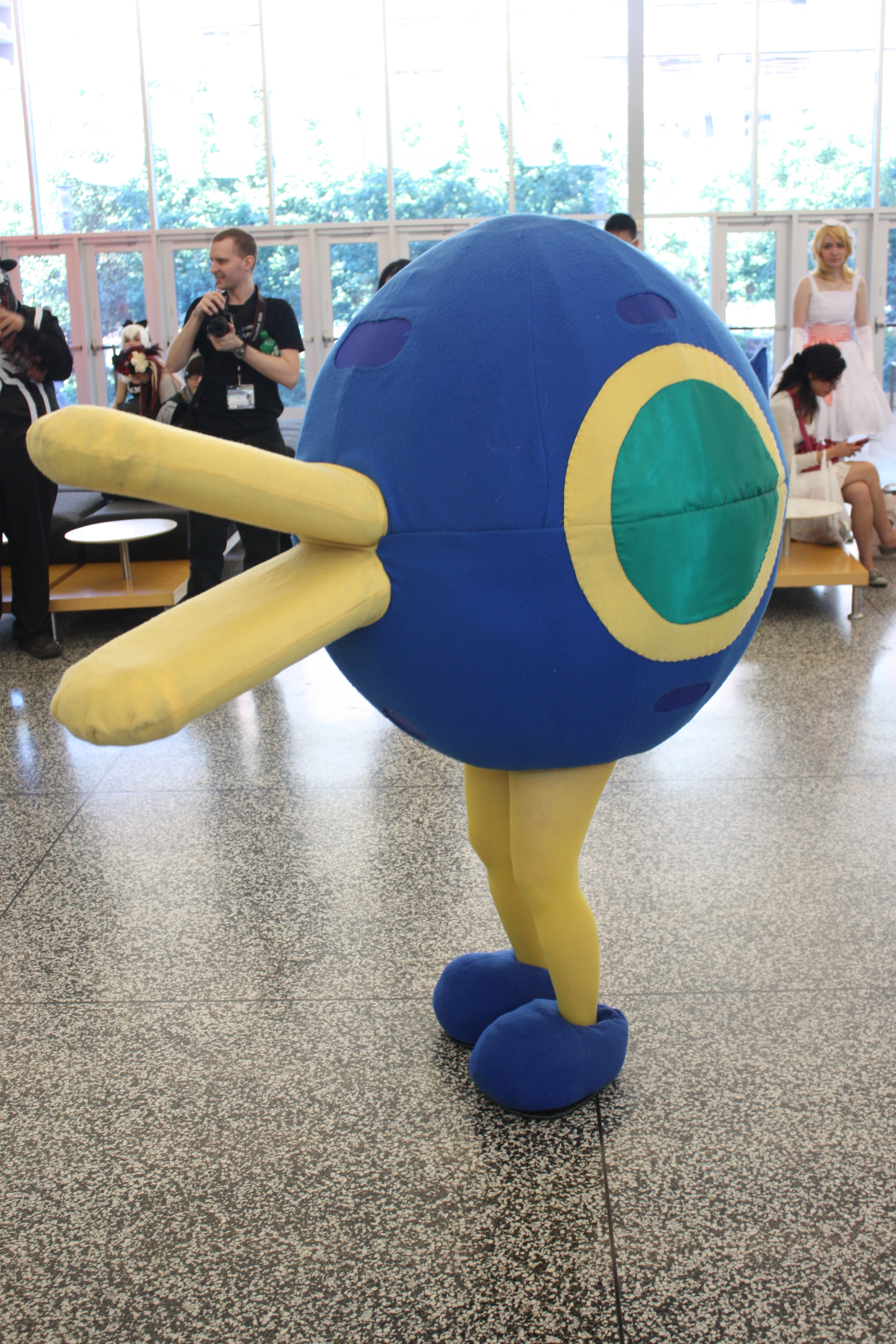
Cosplay de Catacouac à l'Otakuthon 2014, au Canada.

Les Catacouacs sont des sortes de canards qui apparaissent pour la première fois dans Super Mario Sunshine. Ils attaquent en lançant Mario dans les airs, ce qui peut entraîner une chute. Les plus répandus sont les bleus, qui n'attaquent jamais les premiers, et les rouges plus agressifs. Après Sunshine, ils réapparaîtront dans les Mario Kart comme obstacles (par exemple sur la plage Peach de Mario Kart Wii), puis dans Super Mario Galaxy, où l'on doit les utiliser comme propulseurs. Dans Super Mario Sunshine, le seul moyen d'en venir à bout est de les attirer vers les fleurs des sables puis d'arroser ces dernières jusqu'à ce qu'elles génèrent du sable ou d'utiliser Yoshi. Dans Super Mario Galaxy, le contact de l'eau les fait temporairement disparaître.
Un Catacouac apparaît également comme personnage jouable dans Mario Kart World.

### Cheep-Cheep
Cheep-Cheep représente la majorité des poissons dans l'univers fictif de Mario. L'espèce apparaît pour la première fois dans le jeu Super Mario Bros. en tant qu'ennemi. Ils ressemblent à des poissons ronds, de couleur rouge-orange, avec de grosses lèvres et des petites nageoires ressemblant à des ailes d'oiseau. Ils sont généralement dans l'eau, sautant parfois hors de l'eau pour attaquer, mais sont surtout présents dans les niveaux aquatiques. Il en existe des pacifiques, comme dans Paper Mario sur Nintendo 64. Lorsqu'ils sont hors de l'eau, on peut les vaincre simplement en sautant dessus.
Un Cheep Cheep apparaît également comme personnage jouable dans Mario Kart World.
Baby-Cheep
C'est un petit Cheep-Cheep apparaissant pour la première fois dans Super Mario Bros. 3.
Big Bertha
Big Bertha est un gros Cheep-Cheep qui a fait ses débuts dans Super Mario Bros. 3. C'est une femelle accompagnée souvent par ses petits.
Blurp
Blurp est un Cheep-Cheep vert avec des lunettes de plongée, qui bouge simplement dans sa direction sans embêter Mario, mais peut le blesser en entrant en collision avec lui.
Il apparaît pour la première fois dans Super Mario World.
Cheep-Chomp
Les Cheep-Chomp, ou Boss Bass (jusqu'à Super Mario 64 DS) sont des gros poissons violets (rouges jusqu'à Super Mario 64 DS) qui essayent de manger Mario. Ils apparaissent dans Super Mario Bros. 3, Super Mario 64, Super Mario 64 DS, New Super Mario Bros., New Super Mario Bros. 2, New Super Mario Bros. Wii et New Super Mario Bros. U. Il apparaît aussi en boss dans Mario Party 10 en boss intermédiaire du plateau Abysses bizarres.
Spiny-Cheep
Les Spiny-Cheep sont des Cheep-Cheep violet avec une crête piquante ; dès qu'ils repèrent Mario, ils le poursuivent et ne le lâchent plus. Ils apparaissent dans New Super Mario Bros. Wii, New Super Mario Bros. 2 et New Super Mario Bros. U.
Deep-Cheep
Les Deep-Cheeps forment une variété de Cheep-Cheeps de couleur verte. Quand Mario passe à côté, ils tournent simplement la tête vers lui. Ils apparaissent dans New Super Mario Bros., New Super Mario Bros. Wii et New Super Mario Bros. 2
Eep-Cheep
Les Eep-Cheeps forment une variété de Cheep-Cheeps pacifiques de couleur orange ou jaune. Ils aiment faire des figures. Ils apparaissent dans New Super Mario Bros. Wii et New Super Mario Bros. U.
Lili Petiton
Lili Petiton est un Cheep-Cheep géant qui apparaît dans Yoshi's Island DS en tant que premier boss du monde 3.
Mecha-Cheep
Les Mecha-Cheeps sont des Cheep-Cheeps robots. Ils apparaissent pour la première fois dans New Super Mario Bros. U et agissent comme des Cheep-Cheeps.
Ossec
Les Ossecs sont des Cheep-Cheep squelette apparus pour la première fois dans Super Mario World. Quand ils repèrent Mario, ils foncent vers lui et si Mario esquive, ils continueront à aller dans la même direction jusqu'à ce qu'il se fracassent contre les rochers, un élément de décor ou un ennemi.
Un Ossec apparaît également comme personnage jouable dans Mario Kart World.
Porc Kipic
Les Porc Kipic sont des Cheep-chomp mauves avec des pics jaunes sur le dos. Ils sautent en dehors de l'eau pour attaquer Mario.
Ils apparaissent dans tous les New Super Mario Bros. (en couleur rouge dans New Super Mario Bros.), dans le rafting rêve de Mario et Sonic aux Jeux olympiques de Londres 2012, dans Super Mario 3D Land, Super Mario 3D World et dans Super Mario Maker 2 où il est capable de manger le personnage, à la manière du Cheep-Chomp.
Rip Van Fish
Le Rip van Fish est une espèce de Cheep-Cheep bleu apparaissant pour la première fois dans Super Mario World. Il est toujours endormi mais quand Mario ou Luigi s'approchent trop de lui, celui-ci se réveille et essaie de les toucher. Si le personnage s'éloigne, il se rendort.

### Chicken
Le Chicken est un ennemi apparu dans Super Mario Land. Ce sont des oiseaux possédant un casque avec des plumes de couleur fuchsia.
Selon le livret du jeu, ce sont des oiseaux de guerre entraînés par Tatanga.

### Chikako
Le Chikako est un ennemi apparu dans Super Mario Land. C'est une espèce de robot en forme de losange avec une expression contrariée et quatre antennes électriques.

### Chomp

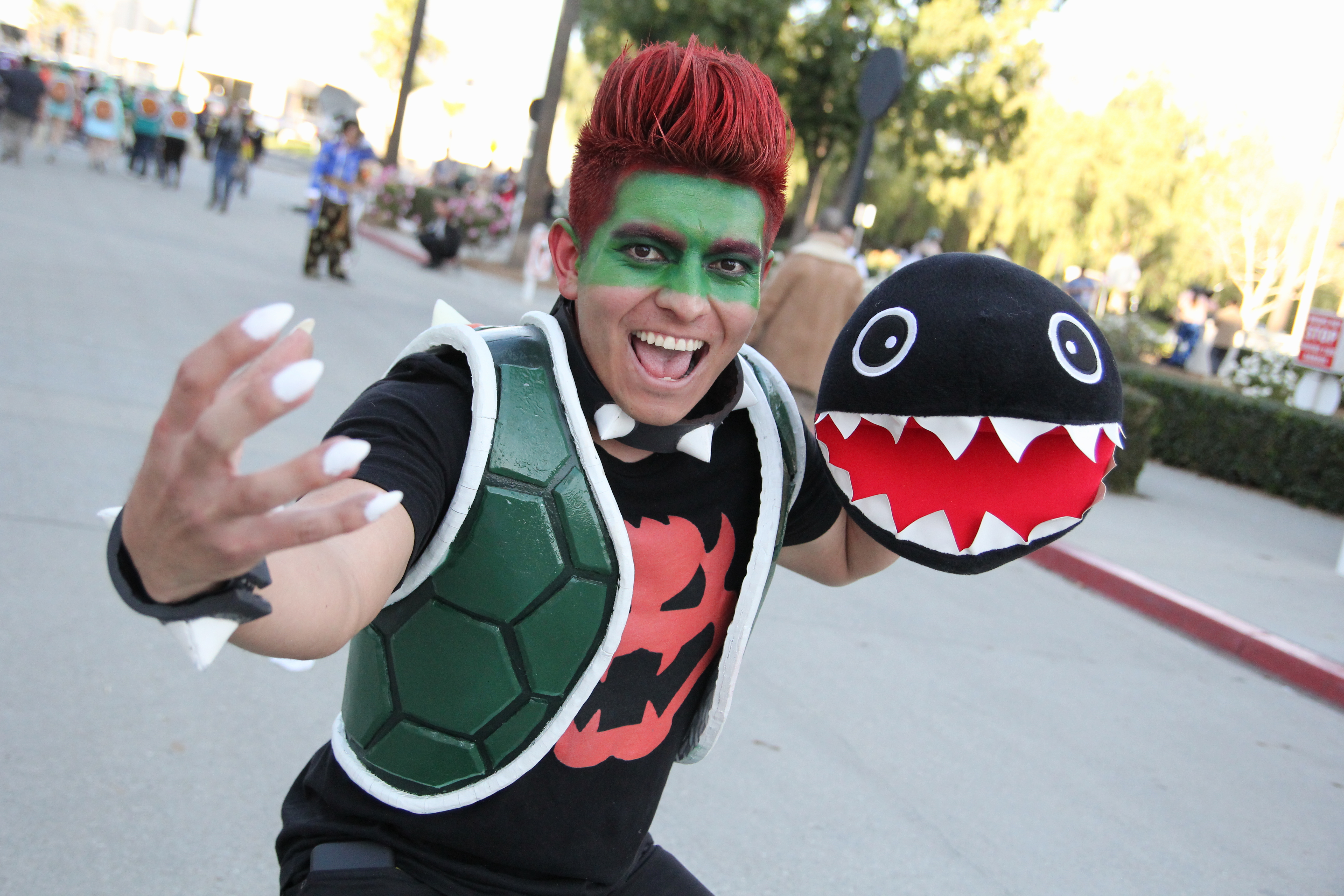
Cosplay de Bowser tenant un Chomp à l'Anime Los Angeles 2018, aux États-Unis.

Les Chomp sont des créatures semblables à de gros boulets métalliques, parfois munis d'une chaîne. Ils possèdent une grande bouche ornée de dents triangulaires, deux yeux ronds, et s'expriment en aboyant. Ils se déplacent en rebondissant ou en roulant, et sont parfois accrochés à un piquet, un peu comme des chiens de garde. Il en existe de tailles très variées. On combat d'ailleurs dans Super Paper Mario un Chomp Cerbère muni de plusieurs têtes. Chomp apparaît aussi dans Super Mario 64, Super Mario Sunshine et dans la série Mario Kart, en particulier Mario Kart: Double Dash!! sur GameCube, où le coup spécial de Bébé Mario et de Bébé Luigi. Il est également un boss de Mario Party 9. Chomp fait sa première apparition en personnage jouable dans Mario Tennis Aces. Il apparaît aussi dans d'autres jeux hors de l'univers Mario, comme dans The Legend of Zelda: A Link to the Past et The Legend of Zelda: Link's Awakening, ou encore dans Hyrule Warriors et Bayonetta 2, où il fait office d'arme.
Chompelets
Les Chompelets sont de jeunes Chomps apparaissant dans Super Mario Sunshine.
Chomp Pyro
Les Chomps Pyro ressemblent aux Chomp, mais diffèrent un petit peu de leurs homologues. Les Chomp Pyro ne sont pas retenus par des chaînes et flottent, tout en crachant des boules de feu. Quand un Pyro Chomp est à court de boules de feu, il explose. Il apparaît pour la première fois dans Super Mario Bros. 3, puis dans les New Super Mario Bros. mais également dans le mode aventure de Super Smash Bros. for Nintendo 3DS / for Wii U.

### Clone chaotique
Les Clones chaotiques (マネック, Manekku) sont des clones de Mario ou Luigi qui apparaissent en tant qu’antagonistes dans Super Mario Galaxy 2 et Super Mario 3D Land. Ils répètent les mêmes mouvements que l’original et apparaissent à l'infini. Ils semblent inspirés de Bad Rayman, le clone maléfique de Rayman.
Ofzeunaïte (Shadow en anglais) est un clone chaotique qui ressemble à la fois à l'ombre de Mario, Luigi, Peach et Bowser. Il est le second boss secret de Super Paper Mario et le boss le plus puissant du jeu (2 fois plus de vie que Super Dimensio).
Un clone chaotique fait également une apparition dans Super Mario Galaxy, même s'il y joue plus un rôle de rival que de réel antagoniste.

### Cobrat
Le Cobrat est un ennemi apparaissant pour la première fois dans Super Mario Bros. 2. Ce sont des cobras rouges avec un ventre blanc, se cachant dans des jarres.

### Cocomaso
Le Cocomaso est un ennemi seulement apparu dans Mario et Luigi : Les Frères du temps. Il est localisé sur l'île des Yoshi. C'est un petit personnage en forme de noix de coco avec une protubérance végétale au sommet de son crâne. Il a une variante plus puissante que lui : le Cocomaso rouge.

### Coo Coo
Les Coo Coo sont des créatures ressemblant à des poules apparaissant dans Super Mario Sunshine. Ils ont des yeux globuleux avec un rond vert autour, ainsi qu'une étoile dessinée sur le torse. Ils lâchent des taches de Graffiti, tout en volant.

### Coup de Poing
Le Coup de Poing est un ennemi de Super Mario 3D Land apparaissant uniquement dans le Royaume de Chai. Il s'agit de poings demeurant dans des tuyaux telles que des Plantes Piranhas.

### Croapule
Les Cropaule sont de petites grenouilles bleues qui apparaissent dans une planète cachée de Super Mario Galaxy 2. Elles sautent partout et volent les petites étoiles d'argent.

### Crustina
Les Crustina sont des crabes qui apparaissent dans les deux opus de Super Mario Galaxy. Il en existe des rouges, agressifs, et plus rarement des cyan, craintifs, qui rapportent une vie une fois morts.

### Cruxitroufion
Les Cruxitroufions sont les gardes les plus récurrents des Mégacruxis présents dans Paper Mario : La Porte Millénaire. Ils créent plusieurs monstres appelés Cruxiverts avec les Cruxélites et les Chercheurs.

### Cruxélites
Les Cruxélites sont des gardes beaucoup plus fort que les Cruxitroufions et sont vêtu de gris foncé.

### Décophage
Les Décophage ressemblent à des têtes de Skelerex avec une bouche et font leur apparition dans le second Galaxy ainsi que Super Mario 3D Land. Ils mangent le sol, qui réapparaît quelques secondes après.

### Dino Piranha
Dino Piranha ressemble à un mélange entre un dinosaure et une Plante Piranha. Semblable à Flora Piranha il est le premier boss de Super Mario Galaxy, dans la galaxie « Planètes œuf » et réapparaît dans Super Mario Galaxy 2, dans la galaxie « Boss à la chaîne ». Son point faible est une boule dure au bout de sa queue. Il apparaît dans la « Station stellaire » dans Mario et Sonic aux Jeux olympiques de Londres 2012.
Dino Piranha, Jr.
Est une version enfant de Dino Pirahnna. Il s'agit du premier boss de Super Mario Galaxy 2, dans la galaxie « Station stellaire ». Il a une coquille d’œuf en guise de couche, qui est son point faible. Pour le vaincre, il faut détruire sa "couche" et le frapper sur le postérieur.
Pyro Dino Piranha
Est la version enflammée de Dino Piranha. Il est comme son homologue sauf qu'il est entouré de flamme, sa tête et sa queue sont noirs. Il a les mêmes attaques que son homologue sauf qu'il balance des boules de feu de sa bouche, et sa queue peut s'enflammer pour blesser Mario. Il apparaît dans la galaxie « Gerbes infernales » du premier opus et dans la galaxie « Boss à la chaîne » du second opus.

### Dino Rhino
Dino Rhino est un ennemi qui, comme son nom l'indique, rappelle un dinosaure. Il est apparu pour la première fois dans Super Mario World.
Dino Torch
Le Dino Torch est un Dino Rhino qui crache du feu vers le haut. Il est aussi plus rapide, plus agile et saute plus haut.

### Dodorbe
Dodorbe est un ennemi de Mario et Luigi : Les Frères du temps. Ces ennemis gardent le Château Xhampi et sont souvent trouvés assoupis, mais ils peuvent se réveiller et attaquer les frères Mario. Les Dodorbes sont des robots sphériques de couleur grise avec des "membres" jaunes. Ces ennemis apparaissent à l'entrée du château et dans quelques autres pièces.

### Drabon
Le Drabon est un ennemi à mi-chemin entre un dragon et un dinosaure, pourpre avec un ventre orange, portant des chaussures rouges et possédant de petites ailes dont il n'a pas encore eu la mesure de voler avec, rencontré à Dino-Land. Il apparaît pour la première fois dans Super Mario World et se fait aplatir en deux coups.
Dans Mario et Luigi : Les Frères du temps, les Drabons ont une variante : Les Dracox, des Drabons xhampifiés.

### Eggo-Dil
Un Eggo-Dil est un ennemi ressemblant à une marguerite, avec un visage plutôt souriant dans Super Mario World 2: Yoshi's Island, son remake et sa suite directe. Ce sont des fleurs avec cinq pétales jaune vif, que tout Yoshi peut manger jusqu'à remplir leur nombre œufs.

### Elektruc
Les Elecktruc sont des petites boules violettes rebondissantes qui se transforment en flaques d'électricité dans Super Mario Galaxy 2 et dans Super Mario 3D World.

### Eltorro
L'Eltorro est un ennemi situé dans le Ventre de Yoob, apparu uniquement dans Mario et Luigi : Les Frères du temps.
C'est une tête de taureau bipède avec des chaussures rouges. Il est dépourvu de corps et de pattes antérieures.

### Eol
Les Eol sont des tornades qui sont apparues dans plusieurs jeux Mario. Ils essaient de toucher Mario pour l'envoyer dans les airs mais ne peuvent pas lui infliger des dégâts directement. Ils se trouvent la plupart du temps dans des déserts. Ils apparaissent pour la première fois dans Super Mario Bros. 3.

### Fang
Le Fang est un ennemi apparu pour la première fois dans Super Mario World 2: Yoshi's Island.
C'est une petite chauve-souris de couleur violette ou bleue selon les jeux avec des ailes rouges. Il possède également d'énormes yeux.
Comte Crocula
Le Comte Crocula apparaît pour l'unique fois dans Yoshi's New Island. Il s'agit du boss des Fang, à la suite de sa transformation par Kamek.

### Fantô'lanterne
Ils apparaissent pour la première fois dans Super Mario World 2: Yoshi's Island. Ils apparaissent toujours dans des endroits faiblement éclairés, voir dans le noir. Ils peuvent aisément être vaincus à l'aide d'un saut.

### Fleur Pakkun
La Fleur Pakkun est un ennemi apparu dans Super Mario Land. Cet ennemi est une plante qui sort des tuyaux afin de faire des dommages à Mario. Elle apparaît dans la plupart des lieux de Sarasaland. Bien que la fleur Pakkun a le même comportement et à peu près la même apparence qu'une plante Piranha, il ne s'agit pas de la même espèce même si Pakkun est le nom originel de la Plante Piranha.

### Fleur Pompon
La Fleur Pompon est un ennemi apparu dans Super Mario Land. C'est une fleur avec une tige violette, des feuilles vertes et une tête de couleur rouge clair qui relâche des spores toxiques.

### Flurry
Le Flurry est un ennemi apparu dans Super Mario Bros. 2. C'est une sorte de bonhomme de neige blanc sans mains ni bouche. Dans Super Mario All-Stars, le Flurry est rose avec des pieds bleus.

### Fourmili
Les Fourmilis sont des ennemis de Super Mario 3D World. Ce sont des fourmis violettes. Elles savent marcher sur les murs. Leur sauter dessus ne sert à rien, il faut faire une charge au sol. Elles apparaissent également dans Super Mario Maker 2 et Mario and Luigi: Paper Jam Bros. avec quelques Fourmilis à pic.

### Frère Marto
Les Frères Marto sont des Koopa portant une armure et un casque. Ils font partie des troupes d'artillerie de l'armée Koopa Troopa. Ils utilisent diverses armes de jet (en général, des marteaux) qu'ils balancent vers Mario ou un autre opposant. On peut le jouer dans Mario Superstar Baseball, Super Mario Stadium Baseball, Mario Smash Football, Mario Strikers Charged Football, Mario Party 8, Super Mario Party, Mario Kart Tour et Mario Kart World.
Il y en a plusieurs sortes :
Frère Marto 
C'est l'espèce de la base. Il utilise des marteaux. Il apparaît pour la première fois dans Super Mario Bros.. Puis, il réapparaît dans Super Mario Bros. 3, dans les New Super Mario Bros., dans les Super Mario Galaxy, dans Super Mario 3D Land, Super Mario 3D World ainsi que les Super Mario Maker.
Frère Pyro 
Un Frère Marto rouge. Il lance des boules de feu et de flamme. Il apparaît dans les New Super Mario Bros., les Super Mario Galaxy, dans Super Mario 3D Land, Super Mario 3D World et Super Mario Maker 2.
Frère Boomerang
Un Frère Marto bleu marine. Il possède des boomerangs. Il apparaît dans les New Super Mario Bros., les Super Mario Galaxy ainsi que dans Super Mario 3D Land.
Frère Cryo
Un Frère Marto bleu clair. Il balance des boules de glaces capable de geler le joueur. Il apparaît uniquement dans les New Super Mario Bros..
Frère Forgeron ou Frère Mastoc (Mario Party 10) 
C'est un Frère Marto plus gros et plus lourd que les autres. Il lance des plus gros marteaux et peut faire des charges au sol qui paralysent le joueur. Il apparaît pour la première fois dans Super Mario Bros. 3. Il réapparaît dans les New Super Mario Bros. et en tant que boss dans Mario Party 10.
Frère Marto volant ou Frère Marto fou ailé
C'est un large Frère Marto qui flotte sur deux blocs pivotants gris ailés collés.
Frère Sumo
C'est un frère Marto plus gros sans casque et avec un pic sur la tête qui fait des ondes de choc (comme les Amps). Il apparaît uniquement dans Super Mario World et New Super Mario Bros. U.
Frère Marto L33T 
Les Frères Marto L33T sont des Frères Martos qui reçurent un lavage de cerveau par les Xhampis. Ils parlent en langage SMS et ont une antenne sur eux. Ils sont des Mini-boss de La Centrale dans Mario et Luigi : Les Frères du temps.

### Fry Guy
Fry Guy est une boule de feu avec des yeux qui ressemblent à un masque et une bouche qui fit sa première apparition dans Super Mario Bros. 2.

### Fuzzy
Les Fuzzys sont des ennemis ressemblant à des boules de poils avec des yeux hagards et une grande bouche avec quatre dents. Ils se déplacent en flottant et suivent un tracé prédéfini. Il en existe quelques sous-espèces, comme le Fuzzy Fleur, le Fuzzy Rose, le Fuzzy d'Forêt et le Fuzzy Doré. Ils sont aussi capable de se diviser en 2.

### Ganchan
Ganchan est une pierre marron utilisé comme plate-forme ou jeté par des Tokotokos dans Super Mario Land. Ils sont invincibles.

### Gao
Les Gao sont des ennemis ressemblants à des sphinx et à des lions, apparaissant dans le royaume de Birabuto dans Super Mario Land. Ils sont immobiles et nous envoie des boules de feu.
Le roi Totomesu est le premier boss du jeu Super Mario Land. Il s'agit d'un lion ressemblant à un sphinx, plus précisément d'un Gao qui peut, contrairement aux individus normaux, sauter et se déplacer tout en lançant des flammes.

### Gargantulus
Gargantulus est un boss appelé par Bowser Jr. dans Super Mario Galaxy 2. C'est un grand dragon vert avec des pustules tout le long de son corps, qui est son point faible. Il existe une version enflammée, le Gargantulus Enflammé, un boss caché vers la fin de Super Mario Galaxy 2. Comme l'original il a des pustules rouges sur lui. Il est totalement enflammé et a changé de couleur : il est devenu rouge et noir.

### Gluton
Les Gluton sont des petits cochons bleus volants qui apparaissent dans les deux Super Mario Galaxy.

### Gobe-Tout
Il se cache dans l'eau et attend que Yoshi nage pour les manger, lui et Bébé Mario. Il peut aussi sortir sa tête de l'eau et servir de plate-forme, Yoshi peut lui envoyer un œuf pour l'assommer temporairement. Il apparaît pour la première fois dans Super Mario World 2: Yoshi's Island. Il est l'équivalent du Cheep Chomp de Super Mario Bros. 3.

### Goomba

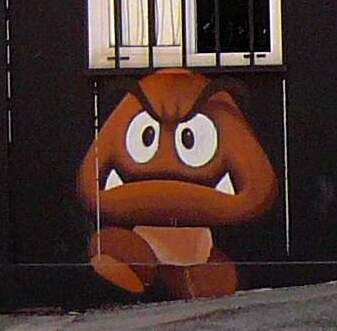
Graffiti de Goomba à Navatejera, en Espagne.

Les Goombas sont les ennemis les plus répandus, présents dans presque tous les jeux de la série Mario, et aussi les plus simples à vaincre. Ils sont des champignons sur pattes. Goomba fait sa première apparition en tant que personnage jouable dans Super Mario Party, puis dans Super Mario Party Jamboree et Mario Kart World.
Bloc Micro Goomba
C'est un Micro Goomba caché dans un bloc. Il apparaît dans Super Mario Bros. 3 et New Super Mario Bros..
Botte de Goomba
C'est une grosse botte contrôlée par un Goomba pour écraser Mario. Il apparaît dans Super Mario Bros. 3 et les deux Super Mario Maker.
Chibibo
Ils sont presque identiques aux Goomba, mis à part que leur tronc soit blanc ou marron, que leurs sourcils soient fins et petits, puis que leurs yeux soient plus ronds avec de petites pupilles. Ils remplacent les Goombas dans Super Mario Land.
Galoomba
Le Galoomba est une sorte de Goomba qui fit sa première apparition dans Super Mario World. C'est un Goomba rond de couleur marron châtaigne avec des pieds verts, et sa bouche est située sur une partie jaune.
Quand Mario leur saute dessus, les Galoombas se retourne et Mario peut ainsi les utiliser comme projectiles. Ils réapparaissent dans Super Mario 3D World, Mario Party: Star Rush et les deux Super Mario Maker.
Galoomba Volant
Le Galoomba Volant est un Galoomba ailé comme les Paragoombas pour les Goombas.
Goomba Géant
Ce sont des Goombas plus grand que les autres. Ils apparaissent dans New Super Mario Bros. Wii, New Super Mario Bros. 2, New Super Mario Bros. U et les Super Mario Maker.
Goomboss
Le Goomboss est le boss des Goombas dans Super Mario 64 DS et de Mario Kart DS.
Mini Goomba
C'est un petit Goomba Qui ralentit Mario. Il apparaît dans les New Super Mario Bros. sur consoles de salon.
Paragoomba
C'est un Goomba ailé apparaissant dans New Super Mario Bros. Wii, New Super Mario Bros. U et les Super Mario Bros..
Paragoomba (Super Mario World)
Dans Super Mario World, le Paragoomba désigne aussi un Galoomba en parachute.
Goomin
Le Goomin est un ennemi qui apparaît pour la première fois dans New Super Mario Bros. U. Il s'agit de Goombas sphérique avec des cheveux qui ne peuvent tomber. Ils réapparaissent dans certains Mini jeux des Mario Party et dans Super Mario Maker 2 en costume alternatif de Goomba.

### Gunion
Le Gunion est un ennemi apparu dans Super Mario Land. C'est une pieuvre géante de couleur rouge avec des ventouses de couleur jaune. Les Gunions sont uniquement trouvés dans le Royaume de Muda.

### Hériss
Les Hériss sont des ennemis récurrents dans les jeux Mario, apparus pour la première fois dans Super Mario Bros..
Les Hériss sont de petits Koopa Troopa quadrupèdes, avec une carapace rouge remplie de piques, qui empêche quiconque de sauter sur eux, au risque de se blesser gravement, ce qui fait que Mario doit réfléchir à une autre solution pour les vaincre. Ils peuvent se mettre en boule dans certains opus.
Les Hériss se trouvent la plupart du temps dans les déserts, ou dans les souterrains, où ils sont lancés par des Lakitus, bien qu'il se peut qu'ils apparaissent en temps normal. Ils font tous partie de la troupe de Bowser.
Quand Les Hériss sont lancés par des Lakitus, ils sont sous forme d'œufs. On appelle ça des Pic-Pics.

### Hoopster
Le Hoopster est un ennemi apparu pour la première fois dans Super Mario Bros. 2. Ce sont de grands insectes de forme ronde avec dix pattes.

### Igluck
Les Iglucks sont en quelque sorte des oursins qui apparaissent dans la série des Super Mario Bros., en particulier à partir du niveau 4 du monde 1 de New Super Mario Bros. Wii. Il en existe trois espèces qui peuvent être reconnues grâce à la différence de taille : Les petits iglucks (ils apparaissent dans New Super Mario Bros. 2), les iglucks de taille moyenne et les gros Iglucks qui se trouvent être invincible à tout à l'exception de l'étoile.

### Jammyfish
Les Jammyfish sont des sortes de petites méduses apparaissant dans les deux opus de Super Mario Galaxy. Les Jammyfish ont des yeux, une bouche et attaquent.

### Kiclown
Les Kiclown sont des ennemis de Super Mario Galaxy 2 en forme de quilles avec un maquillage de clown.

### Klamber
Les Klambers sont de gros insectoïdes métalliques jaune et noir à quatre pattes dans Super Mario Sunshine.

### Koopa

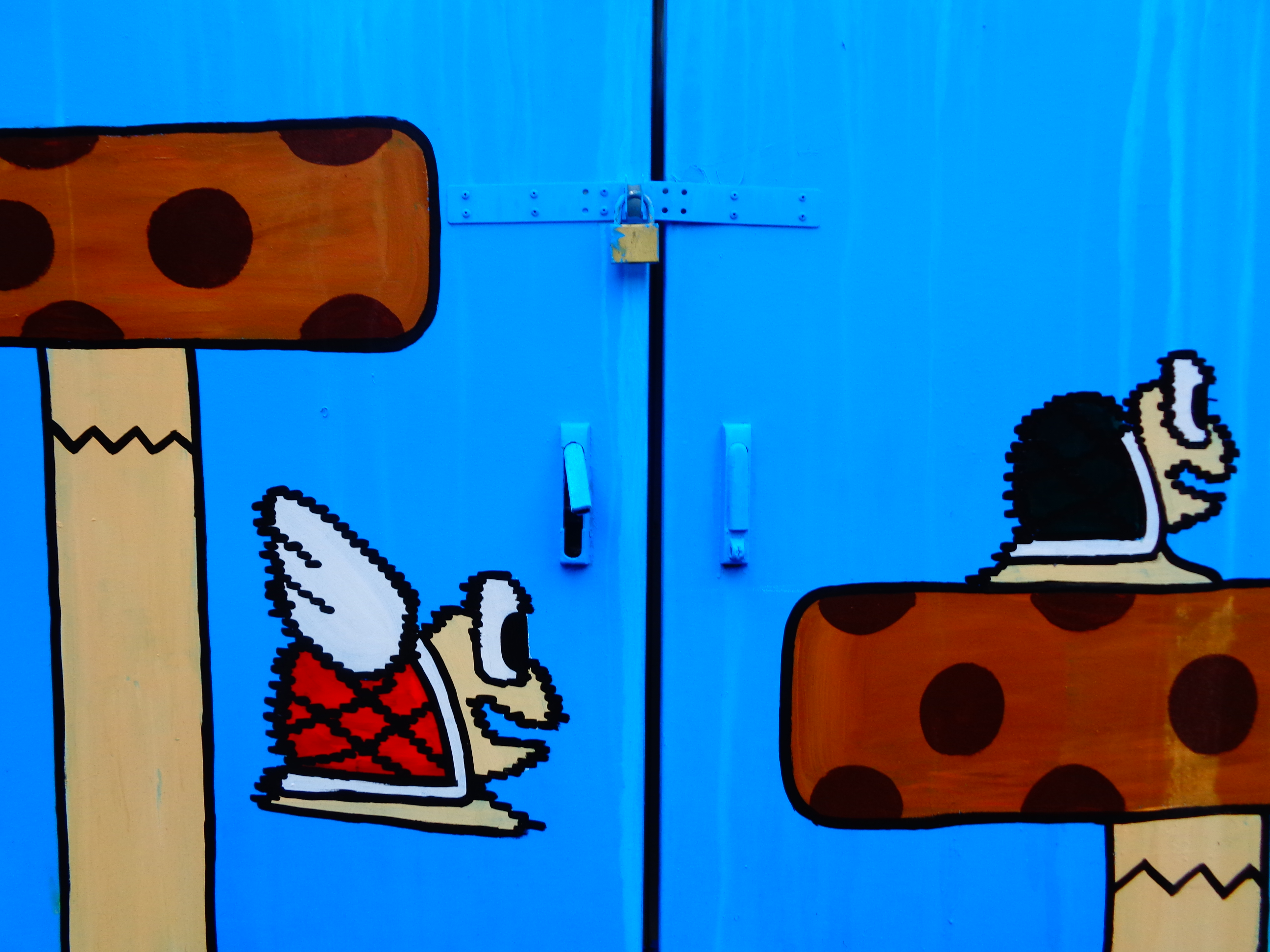
Graffiti de Koopas au district de Xincheng, en Chine.

Un Koopa est une espèce de tortue fictive. La plupart d'entre eux travaillent pour le roi des Koopas, Bowser. Ce sont les ennemis les plus courants de la série avec les Goombas. Il existe de nombreuses variantes comme les Paratroopa, Frères Marto et Skelerex. Dans la série des Paper Mario, ils portent des lunettes de soleil quand ils sont ennemis, mais peuvent être des habitants pacifiques. Ils peuvent être de différentes couleurs mais sont le plus souvent verts, rouges ou encore bleus
Electro-koopa
Les Electro-koopas sont des Koopas vivant à quatre pattes avec une grosse carapace bleue, verte, ou rouge avec des filaments électriques dessus. Ils apparaissent dans Super Mario Sunshine et ils lancent leur carapace sur leurs ennemis pour les électrocuter.
Koopa Géant
Ce sont des Koopa plus grands que les autres.
Koopa Kamikaze
Le Koopa Kamikaze est un Koopa caché dans une carapace multicolore qui tente de nous blesser en nous fonçant dessus. Cela arrive quand un Koopa à carapace jaune qui a perdu sa carapace rentre dans une carapace bleue.
Koopaléon
Le Koopaléon est un ennemi de Mario et Luigi : Les Frères du temps. Il s'agit d'une sous-espèce du Koopa Troopa ressemblant à un caméléon avec une carapace sur le dos. Les Koopaléon se trouvent seulement à la forêt Toadbois, néanmoins, les Koopaléon doré, une sous-espèce considérablement robuste, se trouvent aux grottes des Thwomps.
Koopa rollers
Ils apparaissent dans Super Mario Bros. Wonder, ont une carapace rose fuchsia, et se déplacent avec des patins à roulettes (soit plus rapidement que les Koopas normaux).
Nokobon
Les Nokobon sont des sous-espèces de Koopa Troopa présents dans Super Mario Land. Ils ont la particularité de posséder une bombe faisant office de carapace, qui explose peu après l'avoir écrasée. Ils remplacent entièrement les Koopas dans ce jeu.
Paratroopa
C'est un Koopa ailé. Les rouges volent de haut en bas ou de gauche à droite tandis que les verts se prennent pour des kangourous (ils sautent). Paratroopa est un personnage jouable dans Mario Tennis, Mario Power Tennis, Mario Kart: Double Dash!!, Mario Superstar Baseball, Super Mario Stadium Baseball, Mario Slam Basketball et Mario Tennis Aces.
Paratroopa Géant
C'est un Paratroopa plus grand que les autres.
Snooza Koopa
Les Snooza koopas sont des Koopas qui vivent couchés sur le ventre et possèdent une carapace en œuf de Yoshi. Ils dorment mais lorsqu'on les attaque, ils chargent en Toupis. Ils apparaissent uniquement dans Super Mario Sunshine.
Super Koopa
Le Super Koopa est un Koopa sans carapace pouvant voler. Il est apparu pour la première fois dans Super Mario World.

### Kumo
Le Kumo est une araignée ayant presque la taille de Mario. Elle apparaît dans le royaume d'Easton, uniquement dans le monde 3-2 de Super Mario Land.

### Laflamme
Laflamme est une boule de feu avec des pattes apparaissant dans Super Mario Bros. 3.

### Lakitu

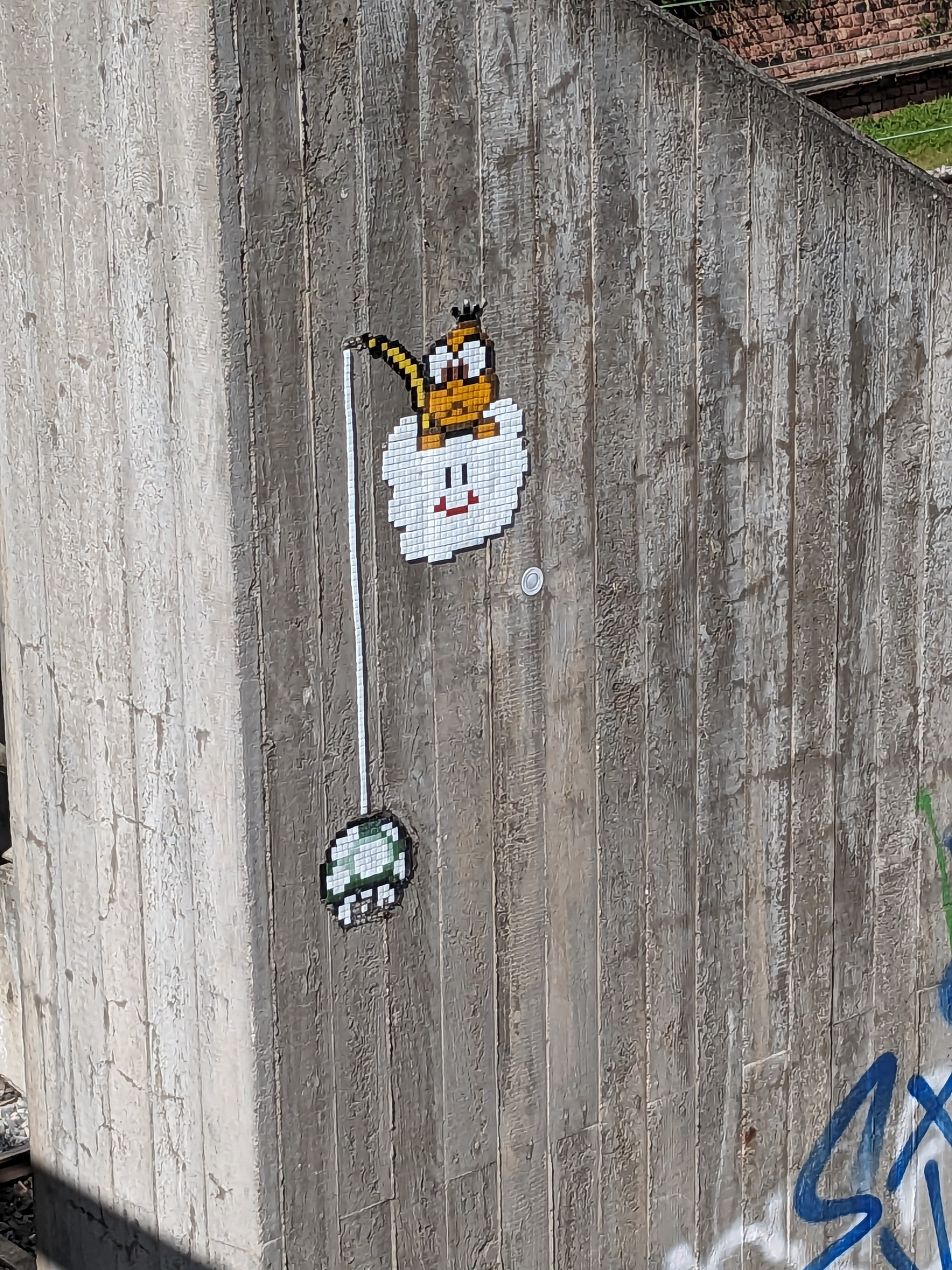
Graffiti de Lakitu à Worms, en Allemagne.

Lakitu (Lakitou au Québec) est de la famille des Koopa Troopa mais il vit sur un nuage.
Sa première apparition date de Super Mario Bros.. Il est capable de poursuivre Mario en envoyant régulièrement des Hériss enroulés sur eux-mêmes qui se changent en Hériss lorsqu'ils touchent le sol, ce qui en fait l'un des ennemis les plus coriaces du jeu.
On le retrouvera dès lors dans nombre de jeux de la franchise Mario, que ce soit en ennemi de base, en personnage non jouable ou encore en acolyte. On le retrouve très souvent accompagné des fameux Hériss et de leurs œufs, et il porte toujours une paire de lunettes rondes et noires, assimilées parfois à un viseur.
À noter également qu'un de ses rôles les plus célèbres est de donner le départ des courses dans la série Mario Kart, Mario Kart DS et Mario Kart Tour excepté, ramasser les pilotes dans leur chute ou encore d'indiquer si on est en sens inverse
Il est aussi le cameraman dans Super Mario 64 et Super Mario 64 DS.
Dans Super Mario World Les Lakitus peuvent être dans des tuyaux.
Dans Super Mario World, New Super Mario Bros. (DS, Wii et Wii U) et Super Princess Peach, son nuage peut être récupéré pour voler s'il est tué d'une certaine façon.
Dans Super Princess Peach, les Hériss qu'il lance explosent dès qu'ils touchent le sol.
Dans Paper Mario, il existe une autre sorte de Lakitu qui s'appelle Lakifume. Celui-ci a un nuage marron clair et lance des Hériss bleus qu'il peut garder sur la tête pour empêcher Mario de lui sauter dessus.
Dans Mario Kart 7 et Mario Kart 8, un Lakitu à carapace rouge apparaît en tant que personnage jouable. Un Lakitu à carapace verte est également jouable dans Mario Kart World.
Dans New Super Mario Bros. sur DS, les Lakitu lancent des Hériss mais on peut prendre leur nuage si on leur lance une boule de feu avec une fleur de puissance feu.
Dans Mario Party 9, il joue le rôle de boss intermédiaire dans le plateau « Randonnée dans la vallée » et il lance des Hériss.
Dans The Legend of Zelda: The Minish Cap, on en trouve dans le Palais du Vent.
Dans Mario and Luigi: Paper Jam Bros., ils sont journalistes, et aident à la récupération de Toads.
Dans New Super Mario Bros. U, il lance des Hériss enroulés qui se transforment en plantes Piranhas quand ils touchent le sol.
Dans Mario et Luigi : Les Frères du temps, on affronte des Lakitovni. Ce sont des Lakitu alien qui obéissent aux Xhampi.
Lakitonnerre
Lakitonnerre est un Lakitu avec un nuage, une carapace et des lunettes noires. Son nuage est capable de lancer des éclairs sur Mario. Lakitonnerre est plus fort que Lakitu, et sert de boss dans New Super Mario Bros., dans le monde 7. Mario ne peut pas monter sur le nuage de Lakitonnerre, c'est un boss.
Dans New Super Mario Bros., il se trouve dans le château du monde 7 de ce jeu. Ses pouvoirs sont :
- Lancer des Hériss
- Lancer des éclairs
- Charger vers Mario.

Roi Lakitu
Il fait son unique apparition dans Super Mario Galaxy 2, il est le second boss du jeu sur la seconde planète du jeu : celle de Yoshi.
Lakitu Pêcheur
Le Lakitu Pêcheur est un Lakitu exclusif à Super Mario World qui arbore une vie au bout de sa canne. Son but est de vous faire prendre des risques pour avoir la vie qu'il possède.
Boo Pêcheur
Le Boo Pêcheur est un Boo qui ressemble à un Lakitu pêcheur sur un nuage sans visage qui apparaît dans Super Mario World et Super Mario Run, tenant une canne à pêche rouge avec une flamme bleue au bout du fil qui vous fait perdre la vie au moindre contact.

### Magikoopa
Les Magikoopas, aussi appelés Kamek en japonais, sont des Koopas Troopas habillés avec une cape et une robe de magicien. Ils portent dans leurs mains une baguette magique qui leur permettent de lancer des sorts pour attaquer Mario, rendre leurs alliés plus forts ou encore se soigner.

### Mainnoire
La Mainnoire est un ennemi uniquement apparu dans Mario et Luigi : Les Frères du temps. C'est une main noire qui tient certaines pancartes.

### Maskass

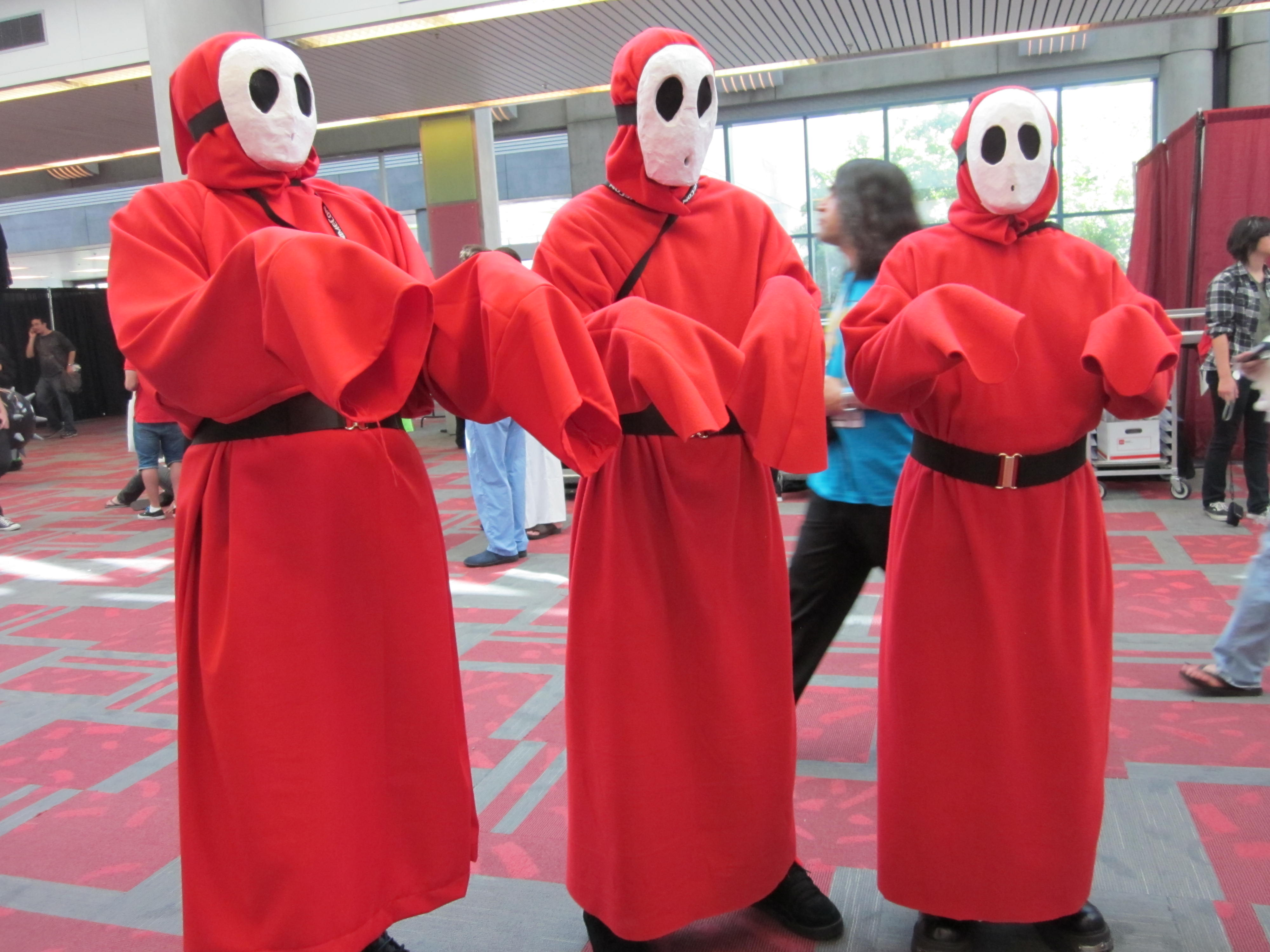
Cosplay de Maskass à la FanimeCon 2010, aux États-Unis.

Les Maskass (Maskache au Québec et Shy Guy en anglais) sont des créatures assez récurrentes de l'univers Mario depuis Super Mario Bros. 2. Ils apparaissent souvent comme ennemis de base, surtout dans les jeux Yoshi. Bien que faisant partie du monde de Mario, ils font leur première apparition dans Yume Kōjō: Doki Doki Panic le 10 juillet 1987, recyclé en Super Mario Bros. 2 1989. Les Maskass sont alors intégrés à l'univers.
Ce sont des personnages assez mystérieux qui portent en permanence une sorte de drap coloré, souvent rouge, qui les couvre entièrement et un masque blanc représentant un visage. Les Maskass ne sont pas des créatures très puissantes.
Le Maskass peut être de toutes les couleurs : rouge, bleu, jaune, vert, orange, rose, bleu ciel, et plus rarement noir ou blanc.
Maskass est un personnage jouable dans Mario Kart DS uniquement disponible via le téléchargement DS, dans le jeu Mario Strikers Charged Football où leur attaque consiste à chevaucher un Bill Balle qui fonce vers le gardien et assomme tous les joueurs qui sont à proximité de ce dernier, Maskass compris (Maskass sera le premier à se relever) et dans Mario Kart 7, Mario Kart 8 et Mario Kart Tour. Ils sont aussi jouables dans Mario Party 9, Super Mario Party et Super Mario Party Jamboree.
Ils font une apparition dans The Legend of Zelda: Link's Awakening, où ils imitent tous les mouvements du joueur et portent un masque blindé.
Dans Super Mario Bros. 2, il existe l'Autobomb, un canon conduit par un Maskass.
Dans Mario Party 4, il est la mascotte du LudiCube avec Toad, Koopa Troopa, Goomba et Boo.
Dans Yoshi's Island DS, ils sont également reconnaissables au son qu'ils émettent lorsqu'ils sortent d'un "tuyau" : "P A!".
Dans Paper Mario: Sticker Star, il existe beaucoup de sous-espèces de Maskass, comme le Snifit, le Mass'quero et le Mass'lanss.
Il existe également des variantes du Maskass :
Beezo :
dans Super Mario Bros. 2, le Beezo est un Maskass avec des ailes et un trident pour attaquer.
Boo Maskass :
Des Maskass fantômes apparaissant pour la première fois dans Super Mario World 2: Yoshi's Island. Dans Mario et Luigi : Les Frères du temps, les Boos Maskass ont une variant plus puissante: les Sombres Maskass.
Général Mass :
C'est le chef des Maskass dans Paper Mario. C'est un Maskass habillé en gris portant un chapeau de capitaine.
Gros Maskass :
C'est un Maskass obèse. Il apparaît dans Super Mario World 2: Yoshi's Island.
Hélico Maskass :
Quasiment identique à Maskass mais celui-ci est pourvu d'une hélice sur le sommet de sa tête lui permettant de s'envoler.
Maskass Acrobate :
Des Maskass pouvant faire des saltos.
Maskass Boom :
C'est une variante de Maskass seulement apparue dans Mario et Luigi : Les Frères du temps. Il s'agit d'un Maskass portant un Bill Boum sur sa tête. Ils sont rencontrés dans le château de Bowser d'antan et accompagnent souvent les Boo. Ils sont tous rouges. Les Maskass Boom ont aussi une variante, les Maskass d'élites, des Maskass Boom plus fort qui se différencie par leur couleur bleue.
Maskass échassiers : 
Dans Super Mario World 2: Yoshi's Island, Yoshi's Story et Yoshi's Island DS.
Maskass sur snowboard :
Des Maskass qui apparaissent dans Mario Kart Wii dans le Pic DK. Ils apparaissent aussi sur des skis.
Mass'groupés :
Dans Paper Mario les Mass'groupés sont des Maskass empilés les uns sur les autres. Ils sont invoqués par le Général Mass, un des sous-fifres envoyés par Bowser. En fait, ce sont huit Maskass divisés en deux piles de quatre Maskass chacun.
Mass'feu :
Le Mass'feu est une espèce de Maskass apparue pour la première fois dans Super Mario World 2: Yoshi's Island. Ce sont, comme leur nom l'indique, des Maskass constamment en feu.
Mass'quero (de papier) :
Maskass portant un sombrero et une guitare dans Mario and Luigi: Paper Jam Bros. et Paper Mario.
Mass'lanss :
Des Maskass avec une lance apparus dans Paper Mario: Sticker Star.
Mass'lanss danseur :
Des Mass'lanss dansants.
Mass'paille :
Dans Paper Mario: Color Splash, le Mass'paille apparaît pour la première fois. Cette nouvelle sous-espèce de Maskass possède une paille qu'ils utilisent pour pouvoir aspirer de la peinture. Il est l'un des ennemis les plus courants de ce jeu.
Massrime :
Les Massrimes sont des ennemis apparus pour la première fois dans Super Mario World 2: Yoshi's Island. Ce sont des Maskass avec des fleurs sur la tête qui leur permettent de se camoufler.
Paramaskass :
Ce sont des Maskass avec des parapluies sur la tête. Ils s'envolent dans les courants d'air.
Snifit
Les Snifits (Maskrache au Québec) sont une sous-espèce de Maskass, ressemblant à des Maskass normaux avec des vêtements rouges ou noirs. Ils apparaissent dans quelques jeux comme Super Mario Bros. 2, Yoshi's Island ou Paper Mario: Sticker Star où ils sont les ennemis de base du monde 3. Leur particularité réside dans leurs masques : ils portent des masques à gaz dotés d'une sorte de trompe avec laquelle ils crachent des projectiles à intervalles réguliers (boulets de canon, flammes). Ils ne sont jamais apparus comme personnages jouables.
Il existe aussi des Boos Snifits qui apparaissent dans la caverne secrète de Super Mario 64 DS.
Scarcosnifit
Le Sarcosnifit est une variante de Snifit apparu dans Mario et Luigi : Les Frères du temps. Ce sont deux Snifits dans un sarcophage en lévitation. Il est trouvé dans les Grottes du désert.

### Mecha-Koopa
Un Mecha-Koopa est un ennemi mécanique. C'est un petit robot à l'effigie de Bowser. Si Mario saute sur l'un d'eux, il s'arrêtera temporairement et peut servir d'arme pour le plombier.
Ils apparaissent pour la première fois dans Super Mario World, mais uniquement dans le château de Bowser. D'ailleurs le combat final contre Bowser consiste à lui renvoyer ses Mecha-Koopas, qu'il envoie par paire ou seuls. Ils apparaissent dans certains Mario Party (Mario Party 5, Mario Party 7, Mario Party Advance, Mario Party 9 et Mario Party 10). Ils font aussi une apparition mineure dans le château de Bowser de Mario Power Tennis. Dans Super Mario Galaxy, on peut en voir uniquement dans la galaxie appelée Coffre à Jouets : cette fois ils peuvent cracher du feu. Ils apparaissent également dans New Super Mario Bros. Wii et New Super Mario Bros. U dans les niveaux « bateaux volants ». Ils apparaissent aussi dans Mario Tennis Aces pour exploser sur un des deux personnages.
Dans Super Mario Sunshine et Super Mario Galaxy, un Mécha-Bowser apparaît en tant que boss.

### Méduséléctrique
Les Médusélectriques sont des ennemis marins apparaissant dans les niveaux aquatiques de Super Mario Bros. 3. Elles sont immunisées à toutes sortes d'attaques : même Mario invincible ne peut pas les vaincre.

### Mekabon
Le Mekabon est un ennemi apparaissant dans Super Mario Land. Il s'agit d'un robot qui lance sa tête comme un boomerang dès que Mario s'approche de lui.

### Mogu
Les Mogu sont les soldats du Roi Mogu. Ce sont des taupes avec des casques sur la tête. Ils creusent dans le sol, ce qui laisse une marque.
Roi Mogu
Le Roi Mogu est le chef des Mogu, boss des deux premiers opus de Super Mario Galaxy. C'est une grosse taupe avec un casque bleu.

### Mouchak
Le Mouchak est un ennemi de Mario Bros.. Elles sautent beaucoup dans ce jeu, ce qui empêche Mario et Luigi de les frapper et donc leur cause des ennuis. Dans Mario and Luigi: Superstar Saga, il existe une variante plus forte : les Mouchakos.

### Mystérieux
Les Mystérieux sont des fantômes ressemblant à des dinosaures apparaissant pour la première fois dans Super Mario World.

### Nébulantula
La Nébulantula est un ennemi apparu dans Mario et Luigi : Les Frères du temps. Elles apparaissent uniquement sur l'île des Yoshi.
C'est une tarentule recouverte d'un nuage, qui peut cacher un corps vert épineux ou bien un corps rouge lisse.

### Ninji
Les Ninjis sont de petites créatures sautant ou courant après Mario apparues dans Super Mario Bros. 2 et réapparues dans d'autres jeux Mario comme les Maskass et les Pidgits. Un Ninji apparaît comme personnage jouable dans Mario Golf: Super Rush et Super Mario Party Jamboree.

### Nyololin
Le Nyololin est un ennemi apparu dans Super Mario Land. C'est un petit cobra de couleur verte. Le Nyololin peut cracher des petites boules et est capable de traverser plateformes et murs.

### Ostro
Les Ostros sont des autruches chevauchées par des Maskass dans Super Mario Bros. 2. Il est aussi possible pour le joueur de les chevaucher.

### Oursin
Les Oursins sont des ennemis apparus pour la première fois dans Super Mario World. Mario ne peut pas les toucher sinon il se prend des dégâts mais avec une super étoile ou Yoshi, il peut les éliminer. Il existe aussi des Oursins géants.

### Panser
Les Pansers sont des plantes jetant des flammes apparues dans Super Mario Bros. 2.

### Patavert
Les Patavert sont des ennemis qui sont utilisés comme obstacles dans Super Mario Galaxy 2. Ils prennent la forme d’un visage joufflu vert. Il y a aussi les Patador (jaunes) et les Patapic (hérissés de pointes).

### Phanto
Le Phanto est un ennemi qui fait sa première apparition dans Super Mario Bros. 2. C'est un masque rouge et blanc. Il a un sourire et parfois d'autres émotions.

### Pidgit
Le Pidgit est un ennemi apparu pour la première fois dans Super Mario Bros. 2 . C'est une sorte d'oiseau, qui se déplace sur un tapis volant rouge avec des rayures jaunes.
Pidgit Bill
Le Pidgit Bill est un Pidgit qui a le même comportement que les Bill Balles. Il est tiré par de Bill Boums et foncé sur toi comme un Bill Balle. C'est un ennemi exclusif à Super Mario World apparaissant quand le monde Spécial a été terminé.

### Pinglisse
Les Pinglisses (ペンタロー, pentarō de l’anglais penguin et du japonais Tarō, un prénom masculin signifiant à l’origine « l’aîné », souvent utilisé dans des noms composés japonais) sont des manchots (et non des pingouins, comme pourrait le laisser supposer par erreur le préfixe du nom français choisi pour la version francophone). Ils glissent pour attaquer. Ils apparaissent dans New Super Mario Bros. Wii, New Super Mario Bros. U et dans Paper Mario: Sticker Star où un niveau leur est entièrement consacré. Ils réapparaissent dans Mario Kart 7 dans le circuit Monde glacé d'Harmonie.

### Pionpi
Le Pionpi est un ennemi momifié apparaissant dans Super Mario Land.

### Plante Piranha

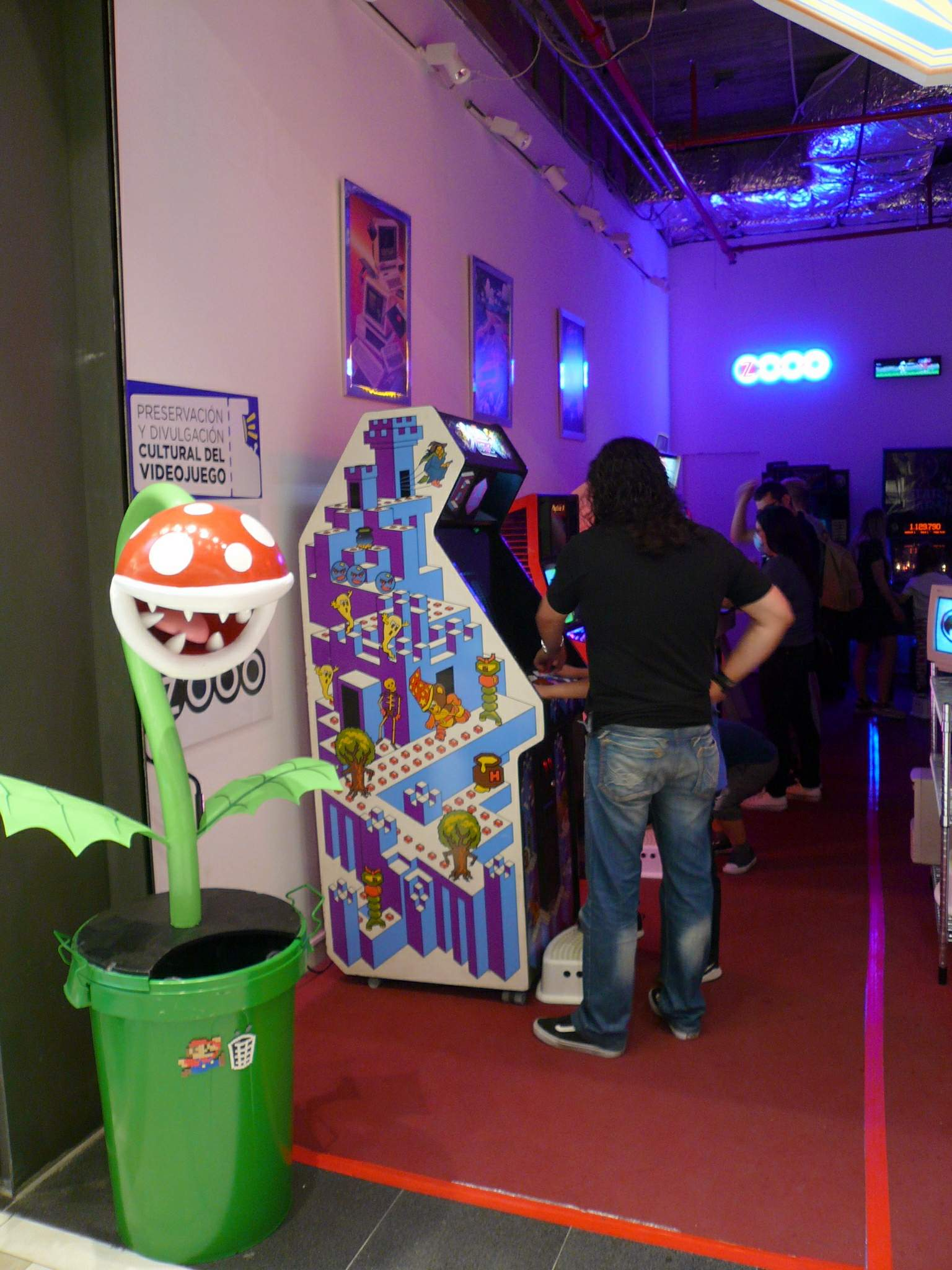
Sculpture de Plante Piranha (à gauche) à l'Edificio ABC Serrano, en Espagne.

Les Plantes Piranha sont des plantes carnivores qui apparaissent pour la première fois dans Super Mario Bros.. Ces créatures sont le plus souvent représentées par une tête ronde rouge ou verte à points blancs, avec une grande bouche pleine de dents pointues, sur une tige verte.
Elles sont généralement dissimulées dans un tuyau et en émergeant à un rythme régulier. Elles mordront Mario s'il est sur le tuyau lorsqu'elles en sortent. Bien que ne pouvant pas être atteintes par un saut, les Plantes Piranha sont vulnérables aux projectiles (une boule de feu ou une carapace de Koopa Troopa par exemple). Dans chaque épisode, elles ne peuvent plus sortir des tuyaux si Mario touche un de leurs bords, cependant certaines possèdent un pouvoir supplémentaire : celui de cracher des boules de feu. Dans Super Mario Bros. 3, certaines plantes carnivores ont la bouche tournée vers le haut. Cette variante ne crache pas de boule de feu.
La Plante Piranha apparaît pour la première fois en tant que combattant dans Super Smash Bros. Ultimate, dans lequel elle est un combattant jouable additionnel disponible gratuitement pour les joueurs ayant enregistré le jeu avant le 31 janvier 2019. Pour les joueurs n'ayant pas enregistré le jeu, elle reste disponible en contenu additionnel payant. De plus, elle apparaît aussi dans sa version Pyro en personnage jouable de type technique dans Mario Tennis Aces. Une Plante Piranha apparaît également comme personnage jouable dans Mario Kart World.
Les Plantes Piranha disposent de plusieurs variantes au fil des jeux :
Dino PiranhaEst un dinosaure végétal. Dans Super Mario Galaxy, il s'agit du tout premier boss.
Dino Piranha Jr.Est aussi un dinosaure végétal. Dans Super Mario Galaxy 2, il s'agit du tout premier boss.
Maxi Plante PiranhaC'est une grosse plante Piranha apparaissant dans Super Mario Bros. 3.
Mini PiranhaDans Super Mario Bros. 3, la Mini Piranha apparaît dans le niveau 7, le monde des tuyaux. Elle apparaît souvent en grand nombre, dans les successions de tuyaux en rangées, sortant de ceux-ci à intervalles réguliers. Elle ne peut pas être tuée.
Elasto-PiranhaC'est une Plante Piranha qui marche toute seule et à un très long cou. Elle n'est apparue que dans Mario et Luigi : Les Frères du temps.
NipperUne petite Plante Piranha qui pousse sur la terre ferme. Elle est toute blanche et est apparue dans Super Mario Bros. 3. Si Mario passe par-dessus elle, La Nipper sautera. Elle peut être détruite par une boule de feu ou un marteau, ou écrasée avec le Tanuki et la botte. Elle apparaît également dans Yoshi's Woolly World.
Piranha KipuUne Plante Piranha qui peut empoisonner. Elle est toute jaune avec des points rouges. Elle apparaît dans Paper Mario.
Piranha geléUne Plante Piranha qui peut geler. Elle est toute bleue avec des points blancs. Elle apparaît dans Paper Mario et dans New Super Mario Bros. U, de couleur normale.
Piranha TueurUne Plante Piranha très puissante. Elle est de couleur normale mais est moins craintive que ses congénères. Elle apparaît dans Paper Mario.
Piranha EncreUne Plante Piranha qui lance des taches d'encre qui peuvent noircir l'écran du joueur pendant quelques secondes. Elle est noire avec des pois blancs. Elle est apparue dans Super Mario 3D Land.
Piranha d’osCe sont des Plantes Piranha squelettes qui apparaissent dans New Super Mario Bros. 2.
Planète PiranhaLa Planète Piranha est une espèce de Plante Piranha, apparu dans Mario et Luigi : Les Frères du temps.
C'est une petite "planète" constituée de tuyaux avec à son sommet, une Plante Piranha avec un casque et un pistolet laser.
Plante Piranha élastiqueC'est une Plante Piranha violette accrochée au plafond qui s'étire rapidement vers le sol pour te faire des dégâts. Elle apparaît dans Yoshi's Island DS.
Plante Piranha FantômeC'est une Plante Piranha fantôme apparue pour la première fois dans Yoshi's Island DS.
Plante Piranha SauteuseCette Plante Piranha peut contrairement à ses congénères, s'envoler de son tuyau un court instant. Elle apparaît pour la première fois dans Super Mario World.
Plante VolcanoC'est une plante qui n'est pas cachée dans un tuyau et qui peut cracher 4 boules de feu à la fois. Elle apparaît pour la première fois dans Super Mario World.
PtooieLe Ptooie est une Plante Piranha qui a été introduite dans le jeu Super Mario Bros. 3. C'est une Plante Piranha qui possède la capacité de se déplacer à l'aide de ses racines (qui prennent une forme de jambes) et qui est apte à faire flotter une boule épineuse au-dessus d'elle-même en soufflant.
Pyro PiranhaC'est une Plante Piranha qui crache des boules de feu.
Ronce PiranhaC'est une grosse Plante Piranha violette avec des ronces sur sa tige.
Ronce Piranha noireLa Ronce Piranha est une grosse Plante Piranha noire avec des ronces rouges.
ScrounchLe Scrounch est une espèce de Plante Piranha noire avec une tige orange. Il fait sa première apparition dans Super Mario Bros. 3. Il est quasi-invincible et peut même résister à une super étoile. Il n'est vulnérable qu'aux bottes de Goomba, aux interrupteurs P et aux blocs POW.
Ultra PiranhaC'est le boss final du monde 3 de Super Mario World 2: Yoshi's Island. C'est une Plante Piranha géante.
Yo-yo PiranhaLe Yo-yo Piranha est le boss du château du Monde 2 de Yoshi's Island DS. C'est une Plante Piranha géante élastique. C'est Kamek qui a transformé une Plante Piranha simple avec sa magie.
Plante Piranha rivière (ou Aqua Piranha)La Plante Piranha rivière est une Plante Piranha qui apparaît dans New Super Mario Bros. Wii dans le niveau 1 du 5e monde, c'est une sorte de nénuphar qui bloque le passage à Mario en soufflant sur une boule épineuse. La hauteur que la boule épineuse peut atteindre varie en fonction du souffle de la Plante. Elles apparaissent également dans New Super Mario Bros. U.

### Plungelo
Les Plungelo sont des perroquets rouges tout ronds avec deux feuilles sur la tête. Ils apparaissent dans Super Mario Sunshine.

### Podoboo
Le Podoboo, ou bulle de lave, est un ennemi récurrent de la série de jeux vidéo Super Mario. C'est également le plus vieil ennemi dit "classique" de Mario, sa première apparition remontant à Donkey Kong sur Arcade.
Les Podoboo sont des boules de feu "vivantes". Ils sont donc insensibles à la Fleur de Feu. En temps ordinaire, ils se contentent de sauter hors de la lave des châteaux de Bowser. Il en existe plusieurs sous-espèces, et l'un d'eux sera le boss du monde 4 de Super Mario Bros. 2 sous le nom de Fryguy. Dans Super Mario Bros. 3, il y aura même un serpent de feu. D'autres créatures proches apparaissent dans Super Mario Galaxy mais elles sont plus vulnérables car elles peuvent être solidifiées pour être vaincues.
Dans Mario Party 8, le malus de Bowser du niveau "Ilot au trésor de Goomba" consiste à éviter des Podoboo pour préserver ses pièces.
Dans Super Mario 64, Podoboo sort de la lave puis rebondit jusqu'au prochain étang de lave (niveau : laves fatales).
Il en existe quelques sous-espèces:
- Serpodoboos : un serpent de Podoboos.
- Elmos : un Podoboo bleu plus fort que les normaux. Il apparaît dans Paper Mario.
- Feufollet : un Podoboo vert plus fort que les Elmos et les Podoboo normaux. Il apparaît dans Paper Mario : La Porte Millénaire.
- Sparky : un Podoboo électrique.
- Tête brûlée : un Sparky géant.
- Mélaméla : un Podoboo de Super Mario Galaxy doit être éteint grâce à un tournoiement. Il est appelé Li'l Cinder en anglais.
- Kachikochi : un Podoboo de Super Mario Galaxy doit être éteint grâce à un tournoiement. Il est appelé Li'l Brrr en anglais.
- Ectopodoboo : un Podoboo envoyé par Poulpoboss. Il s'éteint tout seul.
- Kachikoboss : le chef des Mélaméla, des Kachikochis et des Ectopodoboos. Il crée des séismes. Il apparaît dans Super Mario Galaxy dans la galaxy Volcan de glace dans la première super étoile.
- Fryguy : le chef des Podoboos et des Sparkys. Il crache des flammes indéfiniment. Une fois vaincu, il se divise en quatre Podoboos.

### Pokey
Les Pokey attaquent soit en lançant une partie de leur corps, composé de petits cactus empilés, soit en se jetant par terre, ou tout simplement, en se déplaçant très lentement. Yoshi est capable d'avaler les cactus du corps de Pokey. Il est normalement de couleur orangée (vert dans Super Mario Bros. 2) et est hérissé de piquants. On le retrouve dans presque tous les jeux de Mario soit Super Mario Bros. 2, Super Mario Bros. 3, Super Mario World, Super Mario 64, Paper Mario, Super Mario Sunshine, Mario Kart: Double Dash!!, Paper Mario : La Porte Millénaire, Super Paper Mario, Super Princess Peach, Super Mario Galaxy, Mario Kart DS et dans Mario Kart Wii. On ne peut pas s'en débarrasser en lui sautant dessus, mais seulement par certains objets comme des carapaces ou un marteau. L'endroit le plus vulnérable du corps du Pokey est sa tête, car si le joueur détruit la tête, le corps se détruira de lui-même. Dans New Super Mario Bros., on peut détruire les "boules" piquantes qui composent son corps une à une à l'aide des boules de feu. On constate alors que le Pokey est de plus en plus rapide au fur et à mesure qu'il perd des bouts de son corps, mais devient immobile quand il ne reste que la tête. Le mini-jeu « Parade de Pokey » apparaît sur Mario Party: Island Tour.
Un Pokey apparaît également comme personnage jouable dans Mario Kart World.
Giant pokeyUn Pokey géant qu'on retrouve exclusivement sur une planète de Super Mario Galaxy. Pour le détruire, on doit lui tirer une noix de coco, puis lui sauter sur la tête. Il attaque en se jetant de tout son long par terre.
Pokey poison ou PokancienUn Pokey de couleur bleuâtre ou verdâtre ; il a la même forme qu'un Pokey normal, mais il est plus dangereux. On le retrouve dans plusieurs jeux vidéo de la série, en particulier les Paper Mario. Lorsqu'on entre en contact avec lui en le touchant, on est empoisonné pour quelque temps. Dans New Super Mario Bros., il est blanc et c'est le boss du monde 2.
PokactusPokey apparu dans Super Mario Bros. 2 qui se confond avec un cactus. Si sa tête disparaît, elle est remplacée par une autre.
PokeyrexPokey squelettique apparu dans Mario et Luigi : Les Frères du temps ; il est capable de cracher des flammes ou de lancer ses corps. Il est immunisé contre le saut.
PokenottePokenotte apparu dans Mario et Luigi : Voyage au centre de Bowser où d'un simple coup de Marteau ou de poing sa tête est séparée de son corps, celle-ci se retrouvant alors à l'envers sur le sable. Il attaque en lançant des Kari-Kari. Il est composé de dents.
PokeypikUn Pokey géant qu'on rencontre exclusivement dans la tour du monde 2 de Paper Mario: Sticker Star.
Bul-PokeyLes Bul-Pokey sont des têtes de Pokey enfouies dans le sol ; ils sortent lorsque le joueur passe. Leur première apparition remonte à Super Mario Sunshine.
Seedy-PodLes Seedy-Pods sont des Bul-pokeys de couleur bleue apparaissant dans Super Mario Sunshine. Ils chantent et dansent, mais s'enfouissent sous la terre lorsque Mario s'approche.
Pokey des neigesils sont composés entièrement de neige. Ils apparaissent dans Bowser's Fury.

### Polta
Polta ou le chef des fantômes est un boss apparaissant dans la « Galaxie fantôme » de Super Mario Galaxy. C'est un esprit qui cache sa réelle apparence derrière une armure de pierre. À l'aide de ses pouvoirs mystiques, Polta manipule la roche comme il le souhaite. Il projette des rochers sur le joueur : les gris qui sont des roches, les noirs qui sont Boo-omb et les jaunes qui sont des pièces d'or. Il peut aussi faire apparaître des stalactites. Polta a deux bras de pierres. Il réapparaît dans la galaxie « Boss à la chaîne » de Super Mario Galaxy 2.

### Porcupo
Le Porcupo est un ennemi apparaissant pour la première fois dans Super Mario Bros. 2. Il s'agit d'un porc-épic aux pics violets.

### Poulba
Le Poulba est un poulpe qui crache des noix de coco ou du feu. Il existe des variantes : les Poulbis, les Poulbas, et les Poulbobs reculent quand vous vous approchez d'eux, avancent et vous crachent des pierres quand vous fuyez. Les Poulboos sont des fantômes qui forment une ronde et qui tournent. Il existe aussi des Poulbas de couleur grise et de taille moyenne qui crachent des noix de coco et des boules de feu, ils apparaissent dans les Super Mario Galaxy et Super Mario 3D World et se comportent comme des gardiens. Ils ont deux chefs : le roi Poulpoboss et le prince Poulba. Ils lancent tous les deux des noix de coco et des flammes, mais sont physiquement différents. Dans les deux Super Mario Galaxy, certaines espèces de Poulbas sont bleus et lancent une pierre par la bouche.
Poulpus
Les Poulpus sont une variante plus dangereuse des Poulbas apparaissant dans Super Mario Galaxy. Ils sont grands, gris et lancent des noix de cocos et des boules de feu.
Poulbi
Les Poulbi sont des Poulba vert avec deux antennes sur la tête et qui crachent deux noix.
Poulbob
Les Poulbob sont des Poulba rose qui crachent une noix.
Poulboo
Les Poulboo sont des Poulba en forme de Boo.
Poulpoboss
Poulpoboss est un boss des deux opus de Super Mario Galaxy. C'est le roi des Poulba, il vit dans une piscine de lave.
Prince Poulba
Le Prince Poulba est le prince des Poulba. Il vit dans un char qui lance des noix de cocos et des flammes. Il est vert.

### Pouss'Pot
Pouss'Pot est un boss premièrement apparu dans Super Mario World 2: Yoshi's Island. C'est un fantôme démesurément grand situé dans un pot de fleur.

### Reznor
Les Reznors sont des petits tricératops gris qui apparaissent dans Super Mario World et New Super Mario Bros. 2. Ils sont placés par quatre sur des roulettes et crachent des boules de feu pour combattre Mario, ils font office de boss.

### Robomarto
Robomarto est un gigantesque robot qui est le boss final du troisième monde de Super Mario Galaxy 2. C'est Bowser Jr. qui le dirige dans un cockpit qui lui sert de tête. Aux extrémités de ses deux bras, il y a des gigantesques marteaux qui font des ondes de choc au contact du sol. Il y a aussi des canons à Bill Balle sur le corps.

### Roketon
Le Roketon est un ennemi apparaissant dans Super Mario Land. Il s'agit d'un ennemi semblable à Lakitu et pilotant un avion de chasse.

### Serpenflamme
Le Serpenflamme est un ennemi se trouvant généralement dans les endroits sombres avec de la chaleur et également dans les mondes désertiques. Il se déplace en sautant et ressemble à une traînée de flammes, à l'extrémité de laquelle on peut distinguer une « tête », la plupart du temps dotée d'eux. Il apparaît pour la première fois dans Super Mario Bros. 3.

### Skarabée
Les Skarabées apparaissent dans les deux opus de Super Mario Galaxy. Ils ont peur de Mario, mais attaquent en bande. Leur chef est Skaraboss.

### Skelerex

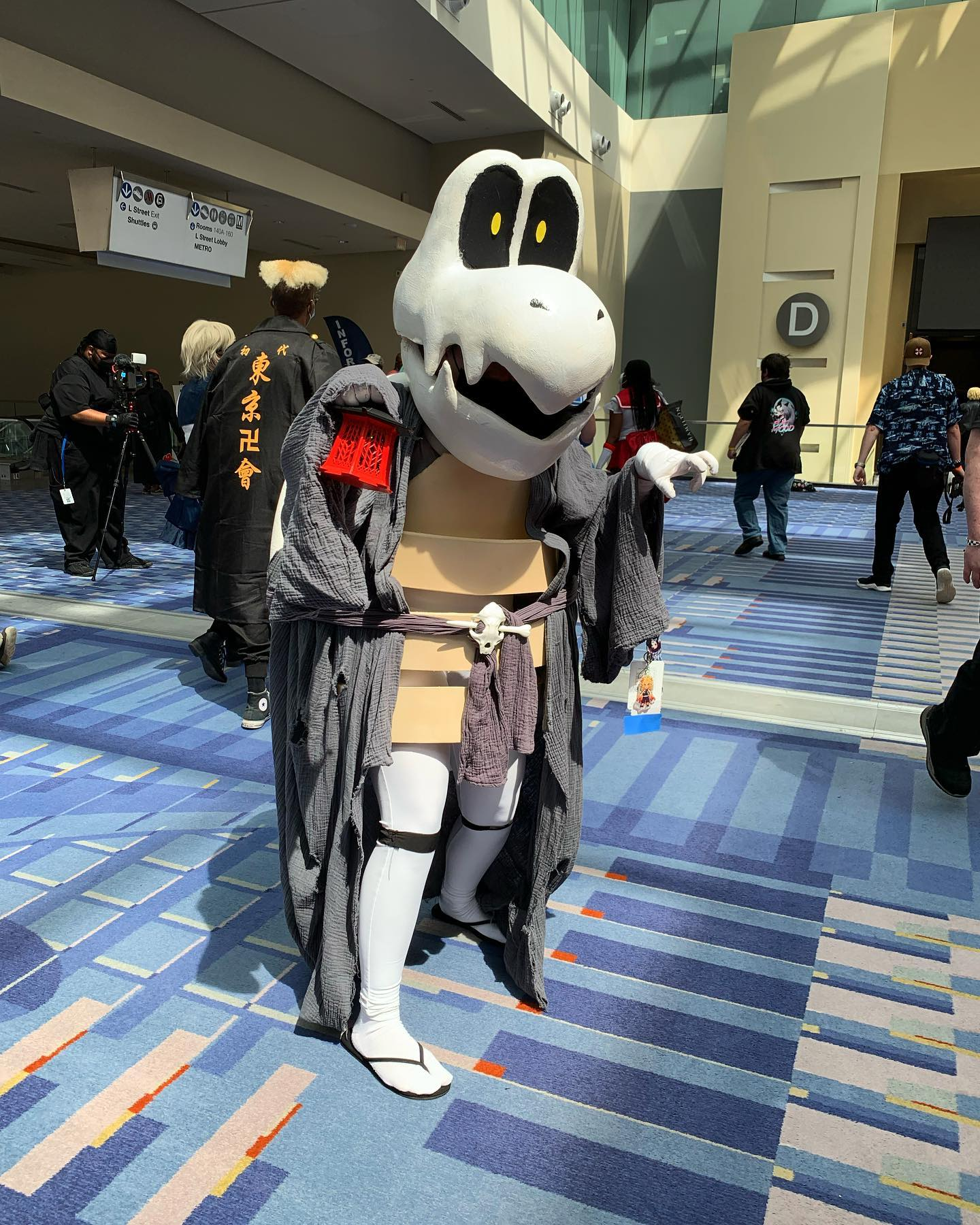
Cosplay de Skelerex à l'Otakon 2022, aux États-Unis.

Les Skelerex (ou Ossec ; Skelex au Québec) sont des squelettes de Koopa. Ils sont apparus la première fois dans le jeu Super Mario Bros. 3 sous le nom Ossec. Il en existe des normaux et des plus grands, mais tous ont les mêmes propriétés. Ils ont pour particularité d'être plus ou moins immortels. Les attaquer ne fera que les immobiliser quelques secondes, après quoi ils se remettront en marche. Pour les détruire définitivement il faut posséder une super étoile, ou un méga champignon, ou encore les congeler avant de les détruire. Dans Super Mario World, un autre type de Skelerex apparaît, mais ceux-ci lancent des os. Ils sont présents dans quasiment tous les jeux de la série, souvent en tant qu'ennemi ou boss (dans les Mario Party ou Mario et Sonic aux Jeux olympiques).
Skelerex est aussi un personnage jouable dans Mario Kart DS, Mario Kart Wii, Mario Kart 8 Deluxe, Mario Party 7, Mario Party 8, Super Mario Party, Mario Superstar Baseball, Super Mario Stadium Baseball, Mario Strikers Charged Football, Mario Tennis Aces et Mario et Sonic aux Jeux olympiques de Rio 2016.

### Soleil
Le Soleil est un petit et méchant soleil qui est apparu pour la première fois dans Super Mario Bros. 3. Dans le Désert du Soleil, circuit présent dans Mario Kart DS et Mario Kart Wii, il apparaît et lance des Serpenflamme sur le circuit.

### Sorbetti
Sorbetti est un boss de Super Mario Galaxy 2. Il s'agit d'une grosse tête de bonhomme de neige avec un nez rouge au milieu qui est son point faible. Ses yeux sont des diamants.

### Spark
Spark est une boule électrique apparu pour la première fois dans Donkey Kong Jr. puis dans Super Mario Bros. 2.

### Sparky
Le Sparky est une boule de feu apparaissant pour la première fois dans Super Mario World. Son rôle est juste de traverser les plate-formes. Dans la série Super Smash Bros. c'est un objet que l'on peut faire grossir en l'attaquant et une fois lancer, il a le même rôle que dans les jeux originaux dans lesquels il a été créé. Il existe une version plus grande de lui, la Tête Brûlée.

### Spike
Les Spikes sont des ennemis très rares, à mi-chemin entre les tortues et les dragons. Ils ne crachent néanmoins pas de flammes, mais des boulets cloutés. Ils ressemblent à des petits dragons verts, avec une carapace de tortue et des cheveux bleus. Dans Paper Mario apparaît un Spike violet géant, connu sous le nom de Tubba Blubba. Dans Paper Mario : La Porte Millénaire apparaît Gangs, un Spike bleu habillé et faisant office de boss de l'arène de combat de Yunnaville ; il devient un Spike géant orange avec des lunettes de soleil appelé Stéro Gangs. Dans New Super Mario Bros. Wii, des Spikes verts crachent et lancent des boulets cloués, ils peuvent être tués par un saut ou un tonneau de Donkey Kong
Dans Mario Party 9, il joue le boss intermédiaire dans le plateau « Galère dans le cratère ».
Il devient un personnage jouable dans Mario Party 10, Mario Tennis Aces, Super Mario Party Jamboree et Mario Kart World.

### Starbag
Les Starbag sont des sortes de créatures qui font leur apparition dans les deux opus de Super Mario Galaxy. Ils ressemblent à des sacs avec des tongs renfermant des fragments d'étoiles. Ils sont invisibles pendant quelques secondes.

### Suu
Le Suu est un ennemi apparu dans Super Mario Land. Ce sont des araignées de couleur jaune et noire avec des pattes de couleur rouge.

### Swooper
Les Swoopers sont de petites chauves souris violette, et avec un nez rouge. Ils apparaissent généralement en tant qu'ennemi tels que dans Super Mario World, Super Mario 64, Super Mario Galaxy, New Super Mario Bros., etc. Mais aussi dans Mario Kart DS, Mario Kart Wii, Mario Kart 7 et Mario Kart 8 Deluxe dans différents circuits, histoire de ralentir le joueur. Les Swoopers peuvent aussi apparaître en simple caméo dans Mario Party 8 et Mario Party 9. Dans Mario Party: Island Tour, un Swooper apparaît sur le plateau Route des étoiles. Il donne deux petites étoiles au joueur.
Un Swooper apparaît également comme personnage jouable dans Mario Kart World.

### Tamao
Tamao est un ennemi de Super Mario Land ainsi que le gardien du dragon Zamasu. Il est considéré comme un sous-boss.

### Tank Cataboum
Le Tank Cataboum est une grosse tour dirigé par Bowser Jr. qui fait office de boss final dans le cinquième monde de Super Mario Galaxy 2. Cataboum a plusieurs attaques, il lance des boules d'électricité et a plusieurs ventilateurs qui aspirent Mario.

### Tatouboul
Tatouboul est un gros tatou qui est un boss de Super Mario Galaxy 2. Il a une grosse armure qui le protège de tout choc. Son point faible est son derrière.

### Têtedœuf
Têtedœuf est un monstre qui garde la sortie du Ventre de Yoob. C'est le sixième boss de Mario et Luigi : Les Frères du temps. Il ressemble à un œuf géant de couleur rose avec des taches vertes. Il a deux tentacules en guise de bras, deux pieds et deux yeux. Il a de grands yeux noirs à pupille rouge, comme les Xhampi. Ce monstre est dans le Ventre de Yoob et ce dernier a emprisonné les Yoshis dans les œufs. Mario et Luigi le combattent afin de sortir du ventre de l'énorme créature.

### Thwomp
Un Thwomp (Ka-Bang au Québec) est un ennemi fait de roche. Dans Super Mario Bros. 3 (où il fait sa première apparition), il monte et descend continuellement, rendant le passage risqué. Il n'a pas changé depuis. Dans Super Mario 64, on peut monter dessus sans être blessé car il ne porte plus d'épines. Dans Mario Kart, il fait partie des habituels et traditionnels obstacles du Château de Bowser avec la lave, alors que ce circuit est proposé dans chaque épisode du spin-off, sous une ou plusieurs versions. Toujours dans Mario Kart, le seul circuit non emblématique à Bowser sur lequel on trouve des Thwomps est la version Super Nintendo de la fameuse Route Arc-en-Ciel reconnue comme étant suffisamment technique pour faire tomber le joueur à chaque faux mouvement ; dans Mario Kart Wii, une nouvelle arène emblématique à ce vieil ennemi apparaît sous le nom de Désert Thwomp. Un Thwomp nettement plus grand que d'habitude se trouve au milieu de l'arène désertique où, alors que le sable redescend vers le centre, le bloc rocheux vivant tombe brusquement, ce qui inverse le mouvement du sable en faisant des vagues avec (ce qui permet au joueur de faire beaucoup de figures).
Dans les jeux de plateformes de Mario, le Thwomp n'est vulnérable à aucune attaque, hormis l'étoile rendant Mario invincible. Il reviendra dans Mario Kart 7, où chaque fois qu'il touche le sol, une petite secousse apparaît.
Thwack
Thwack est une variante de Thwomp, apparu dans Mario et Luigi : Les Frères du temps.
Il peut être rose ou vert, avec un visage colérique ou triste.
Il a plusieurs variantes:
Le Totem Thwack qui est un regroupement de quatre Thwacks pour former un totem ou le Super Thwack qui est une version plus puissante des Thwacks rouge ou bleu et qui en plus brille.
Thwimp
Les Thwimps sont des Thwomps miniatures apparus dans Super Mario World, New Super Mario Bros. U et dans Mario vs. Donkey Kong.
Tox Box
Les Tox Box sont des boîtes à une ouverture qui font partie de la famille des Twhomp. Ils font leur première apparition dans Super Mario 64. Ils font leur retour dans Super Mario Galaxy ainsi que dans le second jeu. Leur visage est gravé dans la pierre. Ils sont menaçants et écrasent tout sur leur passage.
Flomp
Les Flomp sont des pierres qui tournent sur eux-mêmes qui apparaissent dans Super Mario Galaxy 2 et Super Mario 3D Land. Ils sont endormis, mais quand Mario passe, les Flomp se réveillent.
Roulopresseur
Les Roulopresseur sont des pierres cylindrées qui apparaissent dans Super Mario Galaxy 2. Ils sourient et roulent en bande. Dans Super Mario 64 et Super Mario 64 DS, ils apparaissent dans la pyramide du niveau 8 (Sables trop mouvants)

### Tokotoko
Le Tokotoko est un ennemi apparu dans Super Mario Land. Ce sont des créatures inspirées des statues de l'Île de Pâques dotées d'une volonté propre et affublées d'une paire de lunettes de soleil et ils n'ont pas de jambes. Une sorte de Tokotoko évolué se nomme Hiyoihoi. C'est un Tokotoko bipède et il est le boss du royaume d'Easton.

### Toperceur
Les Toperceur sont des petits forets jaune avec des yeux.

### Topi Taupe
Un Topi Taupe ressemble à une taupe réelle : un mammifère griffu aux petits yeux et creusant la terre. Sauf que les Topi Taupes ont des dents de rongeur, or les taupes ne sont pas des rongeurs.
Leur première apparition remonte à Super Mario World. Dans le jeu Super Nintendo, le joueur doit faire attention car les taupes peuvent surgir de n'importe où et sortir en "atterrissant" sur le joueur depuis les monticules des différents niveaux. Dans Super Mario 64 dans le niveau "Trop Haute Montagne", elles lancent des cailloux sur Mario, elles sont éliminables en sautant dessus mais elles réapparaissent au bout de quelques secondes.
Dans Super Mario Sunshine, des Topi Taupes peuvent contrôler une machine tirant des Bill Balles. Dans New Super Mario Bros., elles font l'objet d'un mini-jeu intitulé "Whack-a-Monty" dans la version américaine. Le boss du monde 6 de ce jeu est un Topi Taupe dans un tank appelé Topi-tank qui lance des Bill Balles et des Bob-omb ; pour chaque vie perdue, le tank comporte un étage, et chaque étage possède donc un canon.
Dans Mario Superstar Baseball et Super Mario Stadium Baseball, un Topi Taupe est jouable. On peut aussi avoir un Topi Taupe dans son équipe dans Mario Strikers Charged Football. Elles font aussi l'objet d'un autre mini-jeu dans Mario Party 8 appelé "Carottes et Maillet". Dans certains Mario Kart, elles surgissent hors de la terre, pouvant renverser ceux qui roulent trop près de leurs trous. Topi Taupe est également jouable dans Super Mario Party, Mario Kart Tour, Super Mario Party Jamboree et Mario Kart World.
Dans Mario et Luigi : Voyage au centre de Bowser, trois d'entre elles (les frères Topi Taupe) sont engagées par Bowser afin de creuser un tunnel jusqu'au Royaume Champignon ; ils rejoindront cependant plus tard Gracowitz, trahissant alors leur ancien employeur.
Dans Super Mario Galaxy, il y a des taupes semblables mais nommées "Soldats Mogus". Le boss des Jardins Venteux est un Mogu géant coiffé d'une carapace bleue à épines (le roi Mogu). Un autre Mogu sert de boss de galaxies "secondaires", tirant des bulles sur le joueur qui ne le blessent pas mais le ralentissent cruellement ou qui le retransforment en Mario normal si on a Mario Abeille dans le Bois d'Automne. Ils peuvent aussi utiliser de l'électricité. Leur différence avec Topi-Taupe est qu'ils ont un casque à pic. On les confond souvent, d'ailleurs de nombreuses personnes affirment que ce sont les mêmes. Or le museau des Mogu est pointu et celui de Topi-Taupe est plat.
On peut aussi la contrôler dans Mario Strikers Charged Football. Son dribble consiste à creuser un trou dans la terre et surgir pour neutraliser tous les personnages se trouvant sur celui-ci.
Dans Mario Party 10, Topi Taupe est un boss de moitié de plateau sur le plateau Mouillage des nuages.
Topi Taupe Géant
Le Topi Taupe Géant est un gros Topi Taupe à lunettes de soleil apparaissant pour la première fois dans Super Mario World.
Torti Taupe
Les Torti Taupes sont une sous-espèce de Topi Taupes rare vivant sous des plaques d'égouts. Elles ressemblent à des taupes avec des lunettes noires, et attaquent en lançant des clés anglaises sur Mario. Elles apparaissent pour la première fois dans Super Mario Bros. 3, puis dans la plupart des forteresses volantes des jeux de plates-formes suivants.
Un Torti Taupe apparaît également comme personnage jouable dans Mario Kart World.

### Torion
Le Torion est un ennemi apparu dans Super Mario Land. Ce sont des poissons de couleur bleue à ventre blanc avec des nageoires bleu ciel. Les Torion apparaissent dans le Royaume de Muda, uniquement dans le niveau 2-3. Ils peuvent être éliminés facilement avec une torpille du Marine Pop. Il a une variante, le Honen. Le Honen est un Torion squelette.

### Trouter
Le Trouter est un poisson apparaissant pour la première fois dans Super Mario Bros. 2. Il est rouge avec des nageoires et une queue.

### Tweeter
Le Tweeter est une espèce d'oiseau apparue dans Super Mario Bros. 2. Comme les Maskass, ils ont un masque. Ils réapparaissent dans Super Mario Advance.

### Twirlip
Les Twirlip sont des fleurs qui apparaissent dans Super Mario Galaxy 2. Elles utilisent leur corolle comme une scie circulaire. On peut leur sauter dessus lorsqu'elles sont ouvertes, mais il faut les frapper lorsqu'elles sont refermées.

### Ukiki
Les Ukikis sont des petits singes bruns apparus pour la première fois dans Super Mario 64. Ils attrapent la casquette de Mario et lancent des bananes. Ils apparaissent aussi dans les opus de Mario Party, mais également dans Yoshi's Woolly World.

### Unagi
Les Unagi sont des anguilles rouges et jaunes apparaissant dans beaucoup de jeux Mario. Elles attaquent Mario en essayant de le dévorer lorsqu'il le voit. Il existe aussi une variante beaucoup plus grosse : les Méga-Unagi.

### Versopic
Les Versopic sont des petits monstres bleus et oranges avec un pic sur la tête. Les Versopic se déplacent en se penchant de tous les côtés.

### Virus
Les virus sont des ennemis apparus pour la première fois dans Dr. Mario, devenus par la suite des adversaires récurrents dans cette série de jeux. Les virus sont des parasites qui causent des maladies et qui doivent être battus avec des gélules. Ils apparaissent aussi dans les Mario and Luigi avec Mario and Luigi: Superstar Saga et son remake ainsi que Mario and Luigi: Dream Team Bros.. Ils existent en différentes couleurs et aspects. Les plus connus sont les rouges, les jaunes et les bleus.

### Voyou
Les Voyous dans Super Mario 64 DS, Mario Kart DS, Super Mario 3D World, Super Mario Maker 2 ou Moches dans Super Mario 64 sont des personnages sphériques noirs avec des pieds verts, des yeux menaçants, et des cornes jaunes (qui n'empêchent pas de sauter dessus) Leur apparence rappelle un diablotin. Ils restent généralement en solitaires sur des plateformes, et foncent sur Mario pour le bousculer dès qu’ils le voient, tentant de l'éjecter dans un trou, de la lave, de l’eau glacée ou quelconque obstacle alentour. Il existe aussi des Grands Voyous et un Grand Voyou de glace, ainsi qu'un Roi Voyou de glace, possédant une moustache de glace. La seule manière de les vaincre est de les pousser eux-mêmes à coups de poing pour les faire tomber de la plateforme.
Il existe également des Grand Voyous, de même apparence mais beaucoup plus grands, et un Grand Voyou de glace appelé Givross dans Super Mario 64 DS, bleu avec des reflets blancs et une seule corne au milieu de la tête.

### Whomp

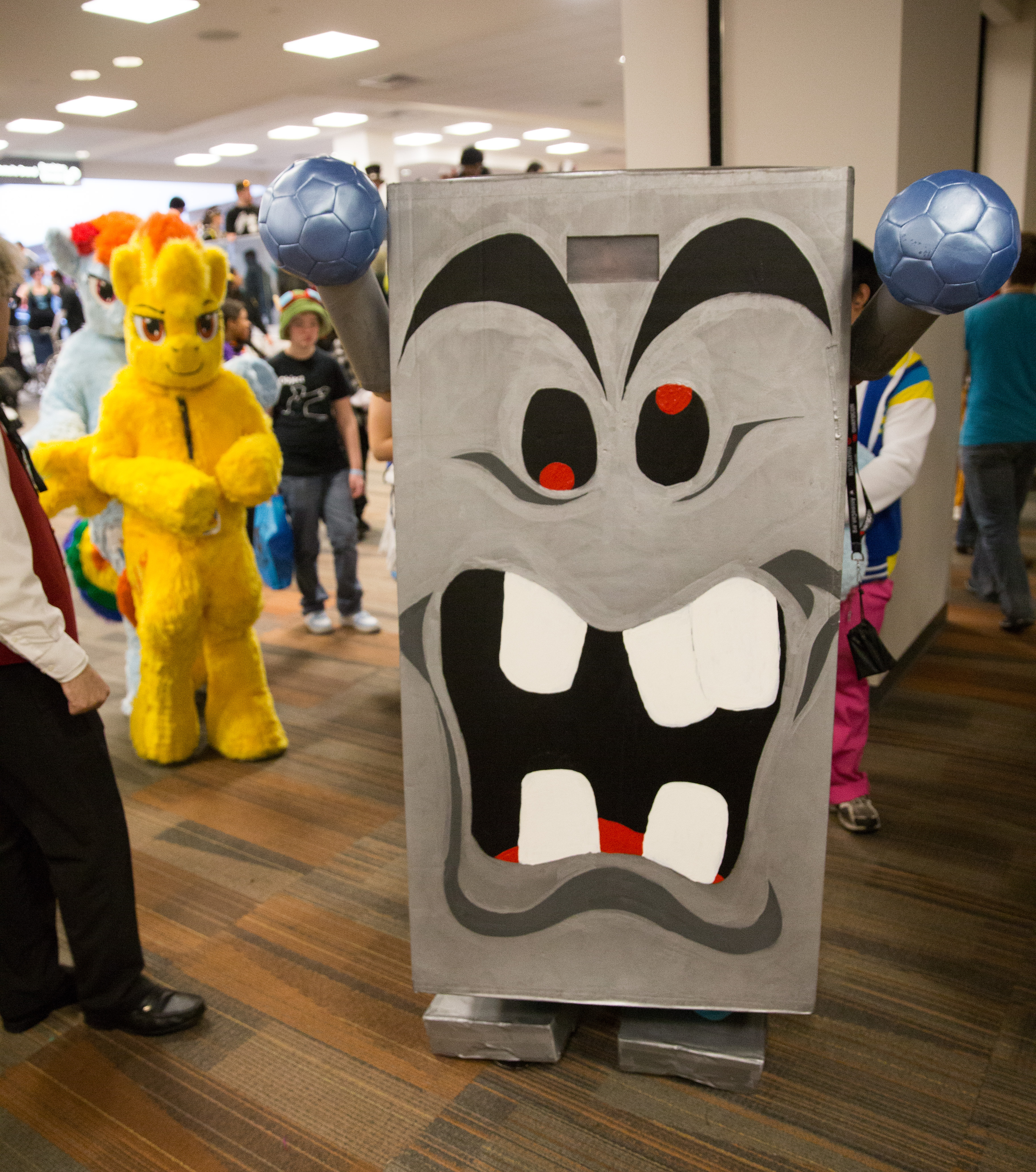
Cosplay de Whomp à l'Ohayocon 2014, aux États-Unis.

Les Whomps sont des dominos géants de pierre, avec deux bras, deux jambes, et un visage particulièrement patibulaire. Ils apparaissent, par exemple, dans Super Mario 64. Ils attaquent en se laissant tomber, face contre terre, sur Mario. Ayant un énorme pansement (ou une fissure) dans le dos, ils y sont sensibles à une charge au sol. On peut aussi les voir dans d'autres jeux tels que Mario Party 4, New Super Mario Bros. (château du monde 3), Super Mario Galaxy 2, Mario Party DS et New Super Mario Bros. 2 et comme boss dans Mario Party 9 et Mario Party: Island Tour, dans le plateau « Royaume des bonus ».
Ils ont un roi, le Roi Whomp. Il est très grand et porte une couronne. Dans Super Mario 64 et son remake, ainsi que dans Super Mario Galaxy 2, il apparaît en tant que boss accompagné de Whimps, des Whomps miniatures.

### Wiggler
Un Wiggler a l'apparence d'une grosse chenille jaune avec une fleur sur la tête. Les Wigglers ont un mauvais caractère et s'énervent rapidement quand Mario leur saute sur la tête (en colère, ils deviennent rouges, ont de la vapeur au-dessus de la tête, un visage agressif, et courent bien plus vite), ce qui lui donnera le rôle de boss dans certains jeux, même si Wiggler semble avoir un côté attachant dû à son expression faciale sympathique.
Ils se retrouvent généralement dans des situations assez délirantes, comme dans Super Mario 64. Dans Mario Kart Wii et Mario Kart 7, les Wigglers sont présents dans le Bois Vermeil où deux de ces chenilles géantes sous lesquelles le joueur doit passer se situent dans un espace se trouvant sur l'arbre. Dans Mario Party DS, lorsque le héros entre dans le 1er monde, où Wiggler vous demande de l'aide pour battre la Plante Piranha, elle est installée dans son jardin. C'est également un boss dans Mario Party 9. Il apparaît aussi dans Super Mario Sunshine sur GameCube en tant que boss dans l'épisode 3 "Gelato-Les-Flots".
On peut également le voir dans Mario et Luigi : Voyage au centre de Bowser lorsqu'il demande à Bowser d'assumer ses responsabilités après que ce dernier a arraché une carotte géante cultivée dans son champ depuis plusieurs générations.
À noter que dans ce même jeu, des statues à son effigie doivent être mises en marche afin de déblayer certains passages autrement inaccessibles.
Wiggler est également un personnage jouable, notamment dans Super Mario Stadium Baseball, Mario Power Tennis, Mario Kart 7, Mario Golf: Super Rush, Mario Kart Tour et en tant que DLC dans Mario Kart 8 Deluxe.
Gros Wiggler
Ils apparaissent dans New Super Mario Bros. U, et servent de bateau à Mario, mais ne se mettent pas en colère.
Papillette
Les Papillettes sont une sous-espèce de Wiggler possédant des ailes de papillons. Elles apparaissent souvent en tant qu'ennemi, notamment dans Super Mario World 2: Yoshi's Island. On peut aussi les trouver dans Mario Party 5, Mario Party 6, et Mario Party 7 en tant que capsules d'aide (ce qui permet le joueur d'être directement propulsé à la case où se trouve l'étoile), ou en tant que simple élément de décor de mini-jeux dans Mario Party 8. Elle apparaît également dans Mario Power Tennis en tant qu'attaque spéciale de Wiggler. Elle fait aussi une apparition dans Mario Party: Island Tour en tant qu'hôte de son plateau. Dans Super Mario Maker, lorsque le joueur place un Wiggler dans son niveau et lui ajoute des ailes, le Wiggler « ailé » agira exactement comme une Papillette. Dans Mario and Luigi: Paper Jam Bros., il sert d'adjuvant pour conduire Mario et sa troupe au mont Faîpacho après son combat en tant que Wiggler furibart.
Squiggler
Le Squiggler est un Wiggler miniature de couleur rouge pâle, qui apparaît dans New Super Mario Bros. et Mario et Luigi : Voyage au centre de Bowser.
Xhwiggler
Le Xhwiggler est un Wiggler robotique conçu par les Xhampi dans Mario et Luigi : Les Frères du temps. C'est le boss final de La Centrale des Xhampi. Il alimente les vaisseaux grâce à la boisson qu'il boit, remplie par l'énergie des Toad.

### Yurarin
Les Yurarin sont des ennemis à mi-chemin entre dragon et hippocampe. Ils sont roses et possèdent des rayures noires dorsales. Ils sont trouvés dans le royaume de Birabuto dans Super Mario Land. Ils ont une variante, le Yurarin Boo qui crache des boules de feu.
Le Dragon Zamasu est un boss apparaissant dans Super Mario Land. C'est un Yurarin démesurément grand qui crache des boules de feu. Le Dragon Zamasu règne en maître sur le Royaume de Muda.